# Tram van Moskou
De tram van Moskou (Russisch: Московский трамвай, Moskovski tramvaj) is een tramnet in Moskou, de hoofdstad van Rusland, dat deel uitmaakt van het openbaar vervoer. Het werd met paardentramlijnen in 1872 in gang gezet, geëlektrificeerd vanaf 1903 en wordt sinds 1958 uitgebaat door Mosgortrans, een staatsbedrijf. De spoorwijdte is 1524 mm en staat bekend als ‘Russisch breedspoor’. De trams worden aangestuurd door een gelijkspanning van 550 V.
Sinds 1908 zijn de tramlijnen genummerd. Vanaf 1928 werden systematisch lijnen binnen de Tuinring opgeheven om het lijnennet langzaam te veranderen van een net waar allerlei lijnen naar de binnenstad voeren tot een net dat bijna uitsluitend passagiers aflevert bij de metrostations van Moskou.
In 2011 had het tramnet een lengte van 181 kilometer. Daarmee is het tramnet het op drie na grootste ter wereld na Melbourne (245 km), Sint-Petersburg (240 km) en Berlijn (190 km). Het verkeert in slechte staat van onderhoud en is thans in twee delen gesplitst.

## Paardentram

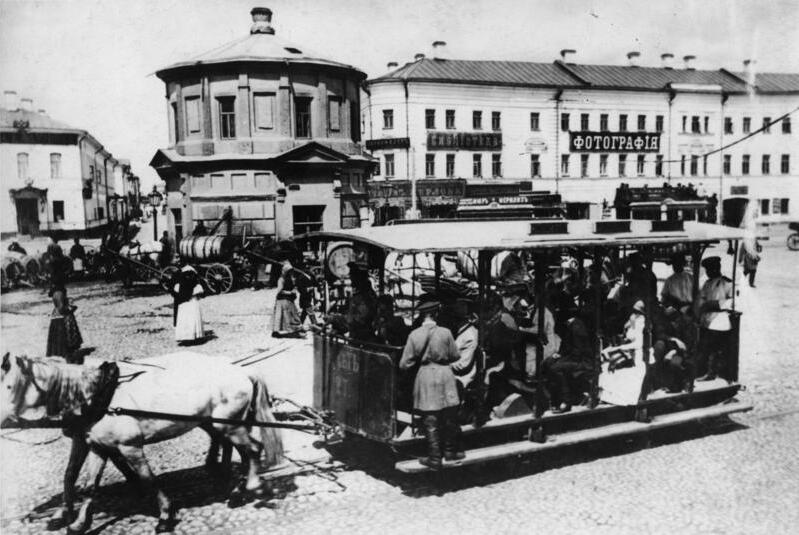
Paardentram in Moskou omstreeks 1900

Tot 1872 was er in Moskou geen betrouwbaar openbaar vervoer, waardoor de bevolking van de stad aangewezen was op koetsen of eigen rijtuigen. De meeste mensen liepen echter of liftten mee met paard en wagens. In 1847 kwamen de eerste omnibussen op de onbestrate wegen in dienst. Ze leverden onregelmatige diensten en verbindingen. In 1868 werd een organisatie opgericht die alle omnibusexploitanten verenigde waardoor enige structuur ontstond: een lijnennet met een bepaald tarief voor een bepaalde afstand. De exploitanten vroegen echter steeds hogere tarieven en concurrentie was afwezig. Met de introductie van de paardentram kwam er een alternatief beschikbaar.
De eerste lijn werd voor rekening van de stad aangelegd en op 22 juni 1872 geopend. Deze reed van het Station Moskva Beloroesskaja over de Tverskaja oelitsa naar de Spaanse Poort waar een tentoonstellingsterrein was ingericht. Deze korte lijn was ter ere van de opening van de Moskouse Polytechnische Tentoonstelling, die weer ter ere van de 200ste verjaardag van Peter de Grote werd gehouden. Deze eerste lijn had 25 trams tot haar beschikking die (omdat er in Rusland geen fabrikant was die paardentrams kon fabriceren) uit Engeland werden geïmporteerd.
In april 1874 kwam een uitgebreider vervoersnetwerk tot stand. Een concessie voor 40 jaar werd verleend aan zakenlui (A. Oevarov, V.K. Della-Vos en N.F. von Kruse) die in 1873 enkele lijnen tegelijkertijd in bouw namen. Dit Eerste Paardentrambedrijf van Moskou bouwde een tramnetwerk met lijnen vanuit het stadscentrum en over de hoofdstraten op. Door manschappen ter beschikking te stellen droeg het ministerie van Oorlog er zorg voor dat op deze straten tramlijnen konden worden aangelegd. De militairen egaliseerden de wegen en voorzagen ze van fundering en bestrating.
Oevarov c.s. en anderen verbonden de ‘tentoonstellingslijn’ met andere delen van hun netwerk zodat lijnen in gebruik werden genomen naar de Iberische Kapel, het Petrovski-park en naar de Tverskaja zastava. Tegen het einde van 1876 beschikte de vervoersmaatschappij over 40 km tramlijn voor 82 rijtuigen, samen met drie stallingsruimtes met paardenstallen. In 1880/81 werd het netwerk uitgebreid tot 52 kilometer en in 1891 omvatte het 73 kilometer met 11 lijnen. Er waren toen 10 paardenstallen en 5 remises in gebruik.
Op 15 november 1883 verkreeg toenmalig Minister van staat, A. Gortsjakov, van het gemeentebestuur een concessie voor 45 jaar waarin de toestemming voor de bouw en exploitatie van een tweede paardentramlijnennet werd gegund. Gortsjakov wilde door enkele secundaire radiale straten en over de grote ringboulevards (de Boulevardring- en de Tuinring-lijnen aanleggen. Tevens wilde hij ook in enkele voorsteden starten met de exploitatie van tramlijnen. De stad bedong het recht tot koop van Gortsjakov’s bedrijf na 20 jaar.

### Het Belgische bedrijf
Gortsjakov bracht in 1885, voordat een meter tramlijn was aangelegd, zijn aandeel onder bij een nieuw bedrijf: Compagnie générale des tramways de Moscou et de Russie. Dit bedrijf werd vanuit Brussel door enkele ondernemers aldaar geleid. In Moskou noemde men deze onderneming "het Belgische bedrijf" of "de Tweede Onderneming". Dit bedrijf bouwde tussen 1885 en 1887 onder meer een lijn naar het Catharinapaleis, in 1886 naar de stadswijken Boetyrskaja en Petrovski-Razoemovski en in 1887 een lijn van de Kaloega-poort naar de Vorobjovy Gory (Mussenheuvels) die aldaar aansloot op de stoomtram (de eerste stoomtramlijn reed op 29 juli 1886).
In 1891 bereikte dit netwerk een grootte van 74 km, had 13 enkelsporige lijnen (inclusief 2 stoomtramlijnen), 3 paardenstallen en evenveel remises. De samenwerking tussen beide bedrijven verliep uiterst stroef en was voor de Moskovieten zeer ongunstig omdat er op de lijnen bijvoorbeeld geen rekening werd gehouden met elkaars vertrektijden. Het stadbestuur drong er bij beide bedrijven op aan tot een enkel netwerk te fuseren. Dit leverde een samenwerking op die in november 1891 begon met de gezamenlijke exploitatie van de lijn naar de paardenracebaan. Deze exploitatie was redelijk succesvol zodat op een bepaald moment alle 25 lijnen elkaar aanvulden en de kaartverkoop geüniformeerd werd. Dit had een grote passagierstoename tot gevolg en daardoor konden de tarieven worden verlaagd. Het gezamenlijke netwerk werd herzien en groeide met 94 km (naast de 150 die er al was) en hiervoor had men 2000 paarden, 400 trams en 9 remises en paardenstallen in gebruik. Het "Eerste Bedrijf" werd verantwoordelijk voor de exploitatie en het "Belgische Bedrijf" streek 1/3 van de jaarlijkse winst op, als tegemoetkoming voor de investeringen die het deed.

## Elektrische tram

### De eerste elektrische tram
Ondanks de grote populariteit van de paardentram waren de tekortkomingen evident. De paardentram was traag en kon de grote vervoersvraag niet aan: in 1897 had Moskou al 1 miljoen inwoners. De eigenaren van het paardentrambedrijf waren echter fel tegen modernisatie en elektrificatie van de tramlijnen. Er was een grote financiële investering nodig om het net onder de draad te brengen en men verwachtte er niet meer winst van dan onder de paardentramexploitatie. De aandeelhouders van het bedrijf drongen echter wel op elektrificatie aan, omdat ze ervoor vreesden dat niets doen ertoe zou leiden dat het gemeentebestuur het bedrijf zou overnemen, wat hun jaarlijkse winstaandelen zou bedreigen. In 1890 was het al nodig geweest vele tramrijtuigen en baanvakken wegens het intensieve gebruik te vernieuwen. Waarom zou men dan nu niet, terwijl er weer veel onderhoud nodig was, direct elektrificeren?
In 1895 stelde het "Eerste Bedrijf" de gemeenteraad voor als experiment een van de paardentramlijnen te elektrificeren. Gekozen werd voor de Boetyrskajalijn van het Passieplein (bij het in 1938 verwoeste Passieklooster, heden: Poesjkinplein), via de Malaja Dmitrovka-straat, door de Dolgoroekovskaja-straat, Novoslobodskaja-straat en Maslovka naar de achterkant van het Petrovskipaleis. Tegelijkertijd zou de Petrovskajalijn (van het station Beloroesskaja naar het Petrovskipaleis) over de huidige Leningradski prospekt geëlektrificeerd worden. Een korte enkelsporige verbindingstak door de huidige Lesnaja-straat werd ook onder de draad gebracht. In de zomer van 1898 bestelde het "Eerste Bedrijf" elektrische installaties bij Siemens & Halske AG en trams bij Falkenried in Hamburg.
De eerste remise werd in de wijk Basjilov gebouwd en in de winter werd een onderstation met een capaciteit van 320 kW aangelegd dat 600V gelijkstroom kon leveren. De eerste serie van 23 elektrische trams omvatte 10 stuks die 2 motoren hadden en de overige 13 hadden er een. De tweeassige trams waren 8,4 meter lang, 2,45 meter breed en voor een spoorwijdte van 1524 mm gebouwd. De trams hadden 20 zitplaatsen.
Eind januari 1899 was de Petrovskajalijn klaar en kon op 16 februari 1899 het eerste ritje worden gemaakt. Na een proefbedrijf vond op 16 april 1899 de officiële opening plaats. Er werd in het bijzijn van een icoon van Christus een dienst gehouden met een consecratie voor de nieuwe trams. Na de religieuze ceremonie werd de eerste 2,3 km lange elektrische tramlijn in Moskou in gebruik genomen. De volgende dag mochten passagiers van de lijn gebruikmaken en deze werd van 8 uur ’s ochtends tot 8 uur ’s avonds in een frequentie van eens per 14 minuten bereden. De ritprijs bedroeg 6 kopeken, een bedrag dat de meeste Moskovieten niet konden opbrengen.
Dat juist deze lijn, aan de rand van Moskou, als eerste werd geopend lag volgens geruchten aan het feit dat de toenmalige politiecommissaris van Moskou, D. Trepov, de opening van de Dolgoroekovskaja-lijn in het centrum van de stad tegenhield. De lijn was klaar om in dienst te komen, maar hij zou het onwenselijk vinden dat een elektrische tram voor zijn rijtuig uit zou rijden. Bijval was niet unaniem: zelfs na de succesvolle opening van de eerste elektrische lijn bleven sommige gemeenteraadsleden volhouden dat men in het centrum het beste accumulatortrams kon inzetten.
Op 8 augustus 1899 waren de volgende twee lijnen in dienst:
- Dolgoroekovskaja-lijn: Passieklooster – Dolgoroekovskaja - Petrovskipark. Deze lijn had 17 haltes en was 5,6 km lang. Er werden 10 motorwagens op deze lijn ingezet die van 7.30 uur tot 22.00 uur reden. De prijs voor de hele route bedroeg 10 kopeken of 5 per tariefzone. De politiecommissaris had waarschijnlijk zijn verzet opgegeven;
- Petrovskaja-lijn: station Beloroesskaja - Petrovskipark. Deze lijn had 3 haltes en was 2,4 km lang, werd op dezelfde tijden gereden als de eerste lijn en de ritprijs was 5 kopeken.

### Overname en nieuw bedrijf
De paardentram was traag maar zeer rendabel, diende de gemeentelijke economie en sociale behoeften en had een groot potentieel. Daarom streefde de gemeente er naar beide paardentrambedrijven over te nemen. Tegelijkertijd waren grote delen van de stad niet met een paardentram bereikbaar en wilde de gemeente ook een eigen trambedrijf oprichten. Op 20 maart 1900 besloot de gemeenteraad het "Eerste trambedrijf" over te nemen en al diens lijnen te elektrificeren. Op 13 september 1901 kocht de gemeente alle eigendommen van het "Eerste Bedrijf" en bracht deze samen met de stedelijke spoorwegen onder in een maatschappij (Малой Горьковской железной дороге, МГЖД MGZjD gedoopt) en de voorloper van de huidige Mosgortrans.
Dit nieuwe bedrijf kwam onder leiding van de vooruitstrevende ingenieur F.N. Kondrasjov en viel rechtstreeks onder de gemeenteraad van Moskou. Op diezelfde dag werd de gezamenlijke exploitatie met de lijnen van het Belgische bedrijf gestaakt om een verkoop daarvan aan de gemeente te kunnen forceren. Overstappen met hetzelfde kaartje werd niet meer toegestaan. In 1902 ontwikkelde de gemeente de aanleg van een aantal nieuwe elektrische tramlijnen die onder de naam "Eerste Stadstram" bekend werden. Tussen 1903 en 1904 werden deze eerste lijnen gebouwd vanaf het centrale plein voor de Soecharev-toren naar onder meer de Marinagroeve en Sokol en volgde in een aantal fases de elektrificatie van de rest van het opgekochte netwerk.

### Eerste uitbouwfase (1903-1905)
De eerste 2 elektrische tramlijnen waren zeer succesvol en binnen een jaar bedroeg de winst meer dan het dubbele van wat met de paardentram werd verdiend. De eerste uitbouwfase omvatte elektrificatie en aanleg van 4 nieuwe lijnen waarbij de helft van die nieuwe lijnen vroegere paardentramlijnen waren. In juli 1903 werden nieuwe trams voor deze lijnen besteld. De trams kwamen uit twee fabrieken: de Russisch-Baltische Wagonfabriek te Riga en de MAN-fabrieken in Augsburg, Duitsland.
Er werden 2 onderstations voor de nieuwe lijnen gebouwd en de rails werden besteld bij de Donetsk-fabrieken in Oekraïne. Een samenwerking tussen het gemeentelijke elektriciteitsbedrijf van Moskou en Duitse ingenieurs van Siemens & Halske AG was nodig om de stroomvoorziening in orde te maken. In de herfst van 1904 werd de opbouw afgesloten en kon de stroom op de bovenleiding worden gezet. Ten behoeve van het nieuwe materieel was in Sokol een remise gebouwd die de nieuwe 20 tweeassige; de 20 vierassige trams en de 20 aanhangwagens kon herbergen.
Op 22 september 1904 werd de eerste door de gemeente aangelegde tramlijn (Marinagroeve – Soecharevtoren; de Mariinskajalijn) geopend. De overige lijnen werden tussen september 1904 en februari 1905 geopend en toen de 4 nieuwe lijnen in dienst waren, beschikte de maatschappij over 82 trams.
In februari 1905 waren, naast de twee nu niet meer experimentele lijnen, de volgende in dienst gekomen:
- Soecharevtoren – Rode Poort – Kalanchjovskaja – Sokol
- Sokol – Stromynka-straat – Stromynka (Transfiguratiekerk in Bogorodskoje) buitenpost
- Triomfpoort/Station Beloroesskaja – Poesjkinplein – Bolsjaja Dmitrovka-straat – Manezjnaja
- Mariagroeve – Alexanderstraat (heden: Oktjabrskaja) – Oel. Obraztsova – Soevorovplein – Oude Bozjedomkastraat (heden: Doerovastraat) – 3e Filistijnenstraat (heden: Sjtsjepkinstraat) – Soecharevtoren
- Het korte lijngedeelte over de Palichastraat tussen de Obraztsova en de Lesnaja werd voor later gebruik ook al geëlektrificeerd

Er werden in 1905 met de elektrische tram 2,25 miljoen passagiers vervoerd. De ‘Belgische’ elektrische tramlijn bleef (vooralsnog) onder beheer van het Belgische (paardentram)bedrijf.

### Tweede fase (tot maart 1908)

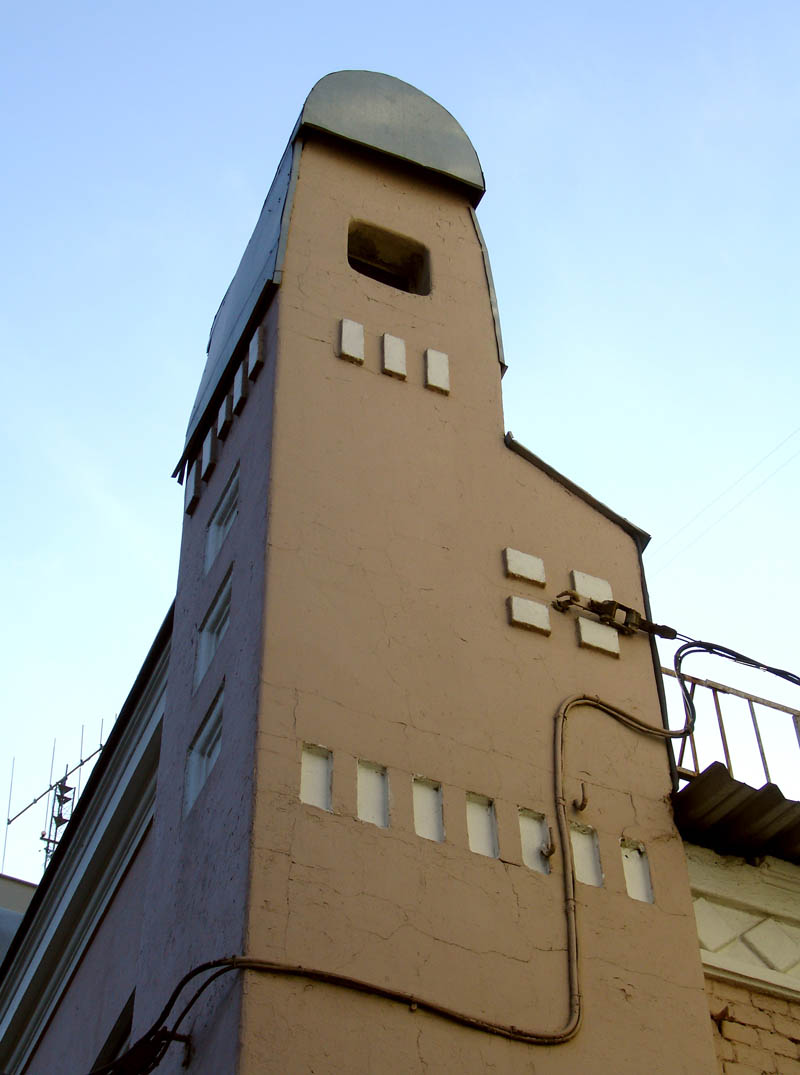
Een transformatorgebouw gebouwd in 1907 voor het aandrijven van de trams in Moskou

In de tweede helft van 1905 werd reeds met de voorbereidingen van een volgende fase gestart die moest aansluiten op het project van de eerste 6 tramlijnen. Deze zou bestaan uit de volledige elektrificatie van het ‘Eerste’ paardentramnet. De uitvoering werd echter vertraagd door de economische crisis en de verslechtering van de politieke situatie als gevolg van de Russische nederlaag in de Russisch-Japanse Oorlog van 1904/5. Tussen 1905 en 1907 waren er 11 langdurige stakingen van trampersoneel waardoor de exploitatie soms weken stil lag. Men eiste een minimumbeloning (in de begintijd was de beloning van personeel afhankelijk van de hoogte van de inkomsten); een week vakantie per jaar; vergoeding van uniformen en doorbetaling tijdens ziekte en dat het trambedrijf voor goede en betaalbare behuizing van het personeel zou zorgen.
Om deze eisen te beoordelen werd een speciale gemeentelijke commissie ingesteld. Veel van het trampersoneel deed in december 1905 mee aan de Opstand van Moskou en in de Mjoesy-remise werd onder leiding van trambestuurder P. Sjtsjepetilnikov een stormbrigade samengesteld. Hij werd als straf voor deze activiteiten nadien naar Siberië verbannen.
In 1925 werd de Mjoesy-remise omgedoopt in zijn naam. Tussen 7 en 22 maart 1907 was er weer een staking die volgde op het ontslag van een aantal medewerkers door een zekere Krebs, chef van een van de smederijen. De directie van het trambedrijf greep echter in, ontsloeg Krebs en startte een onderzoek. Een van de smeden – S. Zoejev – nam echter wraak en vermoordde Krebs waarop hij en zijn ‘samenzweerders’ ter dood werden veroordeeld. Ook naar Zoejev werd in 1928 een gebouw vernoemd: het nieuwe ontspanningsgebouw van het trampersoneel. Ondertussen ging het aanleggen van nieuwe tramlijnen en de elektrificatie verder. In april 1906 werden twee lijnen toegevoegd:
- Soecharevtoren – Rode Poort – Novaja Basmannaja-straat – Razgoeljajplein – Bakoeninstraat – (huidige) Elektrozavodskaja Oel. – Stromynka-buitenpost;
- Razgoeljajplein – Semjonovskajawijk (Semjonovskaja-lijn) in juni 1906 gevolgd door de Jaroslavskaja-lijn, een versterkingslijn, en:
- Station Moskva Jaroslavskaja – Rode Poort – Soecharevtoren.

In augustus 1906 werd een korte lijn (de Georgische lijn) geopend van het Station Beloroesskaja naar het Georgische plein (Groezinskaja, de locatie van de dierentuin van Moskou) en zo waren er eind 1907 tien elektrische gemeentelijke tramlijnen.
De Moskovieten konden daarnaast nog gebruikmaken van één stroomtramlijn; de 10 paardentramlijnen en één elektrische die aan het ‘Belgische’ bedrijf toebehoorden en 13 nog niet geëlektrificeerde gemeentelijke paardentramlijnen. In deze opbouwfase werd nieuw trammaterieel gekocht dat uit 105 tweeassige motorwagens en 28 aanhangwagens bestond zodat er eind 1906 20 vierassige motorwagens, 148 tweeassige motorwagens en 48 aanhangwagens beschikbaar waren. Om de baan van vuil te ontdoen – de meeste wegen waren nog niet van bestrating voorzien – was er een speciale sproeitram. Voor de winterse omstandigheden had men de beschikking over 2 sneeuwploegen. De tweede fase kreeg ook een extra remise in Sokol, de krachtcentrale werd tot een capaciteit van 6600v uitgebreid en er kwam één extra onderstation. Op 16 februari 1907 werden 2 verbindingen tussen het oostelijk deel van de Tuinring en het Loebjankaplein in gebruik genomen zodat er rechtstreekse verbindingen vanaf de Soecharevtoren en Kalantsjovskaja met het stadscentrum mogelijk waren. Het tramverkeer was bijzonder frequent; iedere 2 minuten reed er een tram door de straten en desondanks waren ze overvol. Rond Loebjankaplein werd een grote lus rond de fonteinen aangelegd zodat de trams makkelijk konden keren. Op 28 februari 1907 werd het lijngedeelte vanaf het Loebjankaplein over het Theaterplein door de Oel. Vozdvizjenka naar de Nikitski Boelvar en Arbat-plein) geopend. Deze tramlijn was de eerste die naar de Boulevardring liep (vanaf 1908 de lijnen 4 en 7). Op 9 april van hetzelfde jaar werd nog een tramlijn geopend vanaf het Arbat-plein via de Nikitski Boelvar en de Tverskoj Boelvar naar het Poesjkinplein. Een week later werden twee extra lijnen toegevoegd die nieuwe rechtstreekse verbindingen legden, de:
- Arbatsko-Mariinskaja lijn (Arbat plein - Loebjankaplein – Sretenkastraat - Soecharevtoren – Marina-groeve, vanaf 1908 lijn 7) en de
- Arbatsko-Stromynskaja-lijn (Arbatplein - Loebjankaplein – Mjasnitskaja Oel. – Rode Poort –Kalantsjovskaja – Stromynkastraat - Bojevskaja-armenhuis, vanaf 1908 lijn 4.

In de zomer van 1907 werden daar nog een lijn van de Rode Poort, over de Tuinring naar het
Station Moskva Koerskaja bijgevoegd die de Koersk-Brest-lijn ging heten omdat zij beide grote spoorwegstations verbond (vanaf 1908 lijn 1). De Arbatsko-Stromynskaja lijn werd in september 1907 verlengd naar de Stromynka-buitenpost en daarom omgedoopt in Arbatsko-Stromynka-lijn en daarmee was de tweede fase compleet. Op dat moment waren de tramlijnen nog niet genummerd en daarom droegen zij allemaal namen. Door al deze uitbreidingen was het passagiersvervoer drie maal groter dan het vervoer per paardentram. Dagelijkse deden 181 trams op de elektrische lijnen dienst. In 1907 werden 40 motorwagens door de Mytisji- en Kolomna-fabrieken afgeleverd zodat er eind 1908 20 vierassige motorwagens, 188 tweeassige en 48 aanhangwagens waren. Het bedrijf had 247 trambestuurders in dienst en 506 conducteurs. De hoeveelheid personeel bij de paardentram bedroeg nog 284 bestuurders en 258 conducteurs. In 1908 werden nummers voor tramlijnen ingevoerd: 1 t/m 10 en 13.

### Derde fase (tot 1909)
In de lente van 1908 pakte men de derde fase op. De fase zou tot december 1909 lopen en in deze fase werd het grootste aantal kilometers paardentramlijn geëlektrificeerd. In deze fase elektrificeerde men alle paardentramlijnen en legde een aantal nieuwe verbindingen aan. In juli 1908 was de elektrificatie van de paardentramlijn door Grote Nikitskakayastraat al voltooid en de lijnen 4 en 7, die op de Arbat plein eindigden werden door de Oel. Arbat verlengd naar de markt van Smolensk. In 1908 werd verder nog 44 km elektrische tramlijn toegevoegd die onder andere vanaf de dierentuin naar de Boulevardring liep; door de Duitse straat (heden: Baumanstraat); de Opstandingsstraat (heden: Radiostraat); de Neglinnaja-straat; de Manezjnaja (Manegestraat) en de Pusjetsjnaja.
Begin 1909 bedroeg het net 115 km en had 19 lijnen. Hierop deden dagelijks 330 trams dienst en er waren nog 2 remises toegevoegd (Zamoskvoretski en Zolotorozjski). Er waren drie onderstations extra gebouwd en de krachtcentrale werd qua capaciteit fors uitgebreid. 250 motorwagens en 150 aanhangwagens – gebouwd door de Mytisji- en Kolomna-fabrieken bij Moskou; de Sormovo-fabriek in Nizjny Novgorod en de Baltische fabrieken in Riga – werden afgeleverd. In 1909 werd het aantal tramlijnen naar 22 uitgebreid door grote uitbreidingen vanaf de markt van Smolensk, langs het Station Brjansk (later Station Moskva Kievskaja) naar Dorogomilovo (lijn 18) en naar het Novodevitsji-klooster (lijn 7); westelijk naar de begraafplaats aan de Oel. Krasnaja Presnja; een verbinding tussen Station Koersk en Taganskaja (lijn 9); verbinding tussen het Loebjankaplein en Taganskaja (lijn 15 en 16) en werd het grootste gedeelte van de Boulevardring in gebruik genomen door lijn 30 (de voorloper van de later lijn A).
Een tramlijn naar het zuidelijke stadsdeel via Zamoskvoretsje (lijn 3, 10 en 13) over de Bolsjoj Kamenny brug werd ook geëlektrificeerd. De directie wilde echter ook nog meer rechtstreekse verbindingen naar het zuiden aanleggen, vooral een verbinding naar het Station Moskva Paveletskaja was gewenst. Dit werd bemoeilijkt omdat de Grote Steenbrug al veel te veel vervoer moest verwerken en de tramlijn over de Oestinski-brug (heden: Grote Oestinski-brug) nog van het ‘Belgische’ bedrijf was. Als alternatief werd besloten een tramlijn aan te leggen over de Moskvoretski-brug die aan het verlengde van het Rode Plein, langs de Kathedraal van de Voorbede van de Moeder Gods (Basiliuskathedraal), ligt. Dit plan leidde echter tot vele protesten van vooraanstaande archeologen, historici en kunstenaars die vreesden dat de historische uitstraling van het Rode Plein en het Kremlin door bovenleiding en rails zou worden ontsierd. In oktober 1909 stelde een speciaal ingestelde historische commissie het compromis voor de lijn niet te dicht langs de muren van het Kremlin te voeren en dit idee werd uitgevoerd. Hierdoor werd een tweede oeververbinding mogelijk die met de lijnen 18, 20 en 25 rechtstreeks via de Novokoeznetskaja Oel. naar station Pavelets liep. Aan het einde van 1910 was voor de gemeente de tijd aangebroken het ‘Belgische’ bedrijf geheel over te gaan nemen.

### Overname door de gemeente Moskou (1910-1912)
Door de goede ervaringen met de elektrische tram verkozen de Moskovieten dit vervoermiddel en werd het ‘Belgische’ bedrijf langzamerhand weggeconcurreerd. Door verslechterde inkomsten kon dit bedrijf niet meer in nieuwe trams investeren en de inkomsten liepen steeds meer terug omdat de gemeente tramlijnen in parallel lopende straten had aangelegd. In 1910 bezat het bedrijf 2 elektrische en 10 paardentramlijnen. De meest renderende ‘Belgische’ tramlijn was de elektrische Dolgoroekovskaja, die jaarlijks 7,7 miljoen passagiers vervoerde wat 40% van de vervoersprestatie van het Belgische bedrijf was. De gemeente richtte haar pijlen op deze lijn en wilde tevens de paardentramlijnen over de Tuinring opkopen en elektrificeren; slechts de lijn over het noordoostelijk deel van de Tuinring tussen de Soecharevtoren, via Kalantsjovskaja en station Koersk naar Taganskaja was in haar bezit. Het besluit hiertoe viel op 17 april 1911 waarna het overnamecontract op 14 november van dat jaar zou ingaan. Voor de uitbreiding bestelde de directie 200 motor- en 100 aanhangwagens. Er werd met een feestelijke ceremonie al op 8 juli 1911 aan de elektrificatie van de overgedragen tramlijnen begonnen. De snelheid waarmee gewerkt werd lag zeer hoog en op 27 september 1911 konden al nieuwe lijnen worden geopend. Op 1 november 1911 kon men geheel elektrisch over beide grote boulevards rijden. Op dat moment waren bijna alle voormalige ‘Belgische’ lijnen geëlektrificeerd en in 1912 resteerden nog 3 tramlijnen. Deze lijnen liepen van het Pavelets Station, via de Sadovnitsjeskaja Oel. naar de Oestinski-brug en betrof de twee stoomtramlijnen die het ‘Belgische’ bedrijf exploiteerde: de stoomtramlijn bekend als de ‘Mussen’-lijn van Ordzjonikidze naar Vorobjovy Gory en de andere stroomtramlijn bekend als de Dmitrovskaja-lijn.
In 1911 werden twee tramlijnen geopend die bekend zouden worden als een van de meest vermaarde van Moskou: de ringlijnen A en Б.
- Lijn A (Annoesjka) liep over de Boulevardring naar de Moskourivier en langs het Kremlin
- Lijn Б (Boekasjka) liep over de gehele Tuinring (B-Ring), was 16 kilometer lang en verbond alle Moskouse spoorwegstations met elkaar.

Beide lijnen zorgden voor vele mogelijkheden om tussen de buitenwijken te reizen zonder door het centrum te hoeven en werden bijzonder populair. Daarnaast was er vanaf 1916 nog een lijn B die een ringlijn door het oostelijk deel van Moskou beschreef.
In december 1911 werd nog een nieuwe lijn geopend vanaf de Petersburgse-straatweg (Piterboergskoje Sjosse, heden: Leningradski Prospekt) naar het Soldatjonkov-ziekenhuis (heden: Botkin-ziekenhuis). Per dag werden 587 trams ingezet en er waren in totaal 7 tramremises. Hetzelfde jaar werden de oude Dolgoroekovskaja-lijn en de Petrovskaja-lijn geheel vernieuwd en de laatste 2 stoomtramlijnen werden elektrisch (lijn 18, 27 en 29). Vlak voor de uitbraak van de Eerste Wereldoorlog omvatte het tramnetwerk 38 lijnen waarop 821 motorwagens en 435 aanhangwagens dienstdeden. Tussen 1911 en 1914 werd het netwerk aldus uitgebreid tot een grootte van 305 kilometer. De volgende tramlijnen werden in 1916 uitgebaat: 1, 3-7, 7д, 8-11, 13-22, 24, 25, 27-29, 31-34, 36, A, СБ, Б en B.

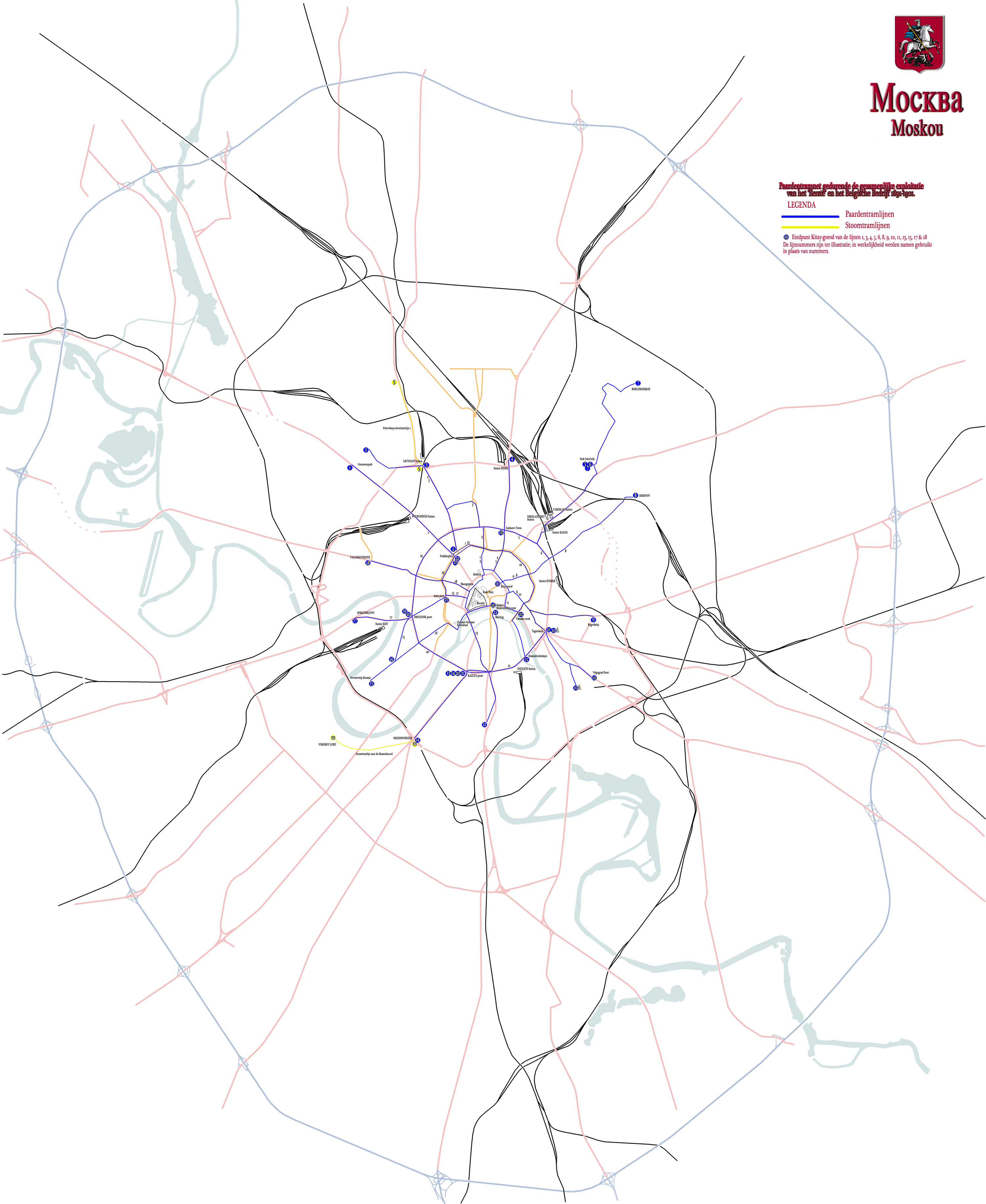
Het gezamenlijk paardentrambedrijf van Moskou tussen 1891 en 1901.
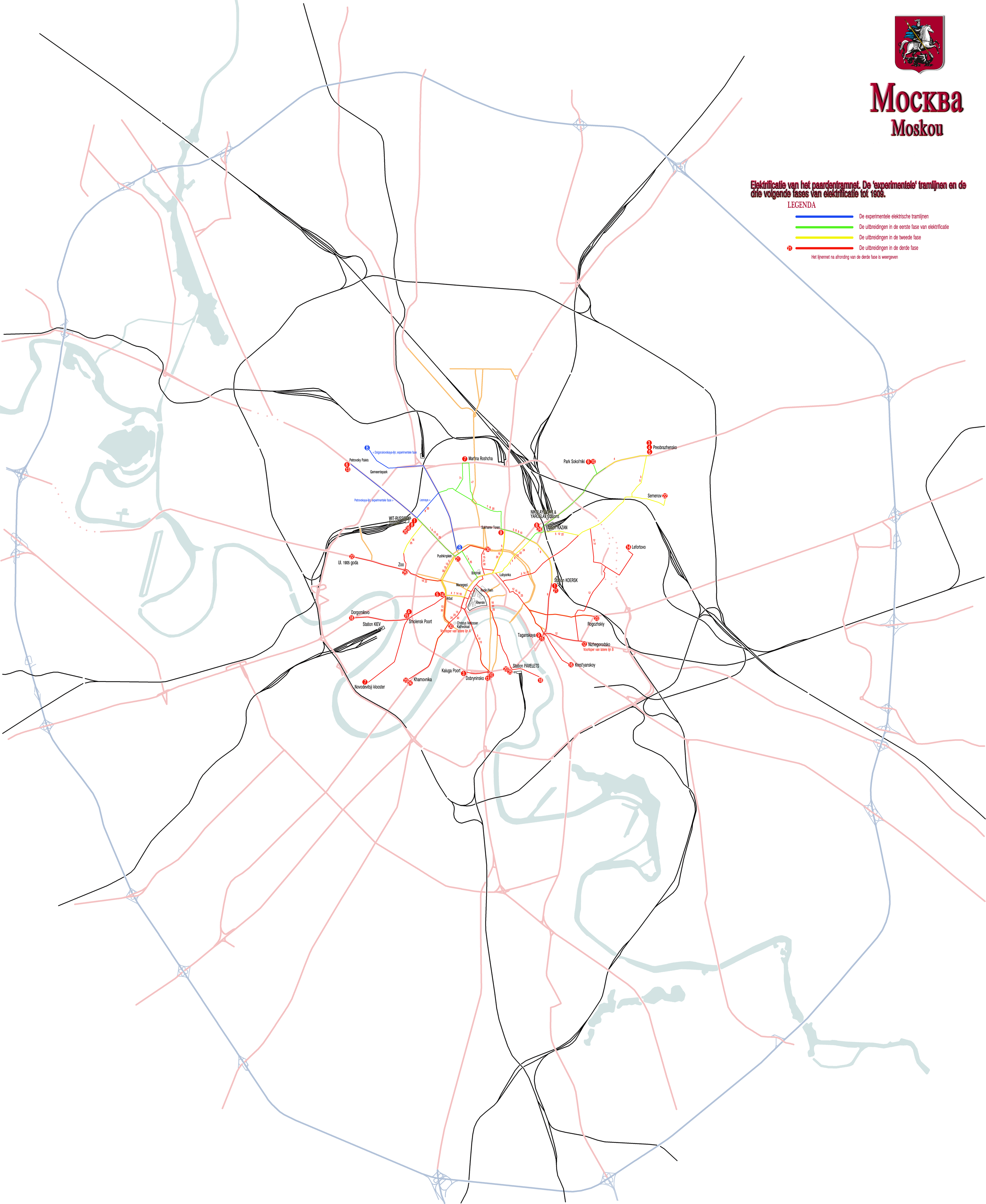
Overzicht van de fases waarin het tramnet werd geëlektrificeerd.
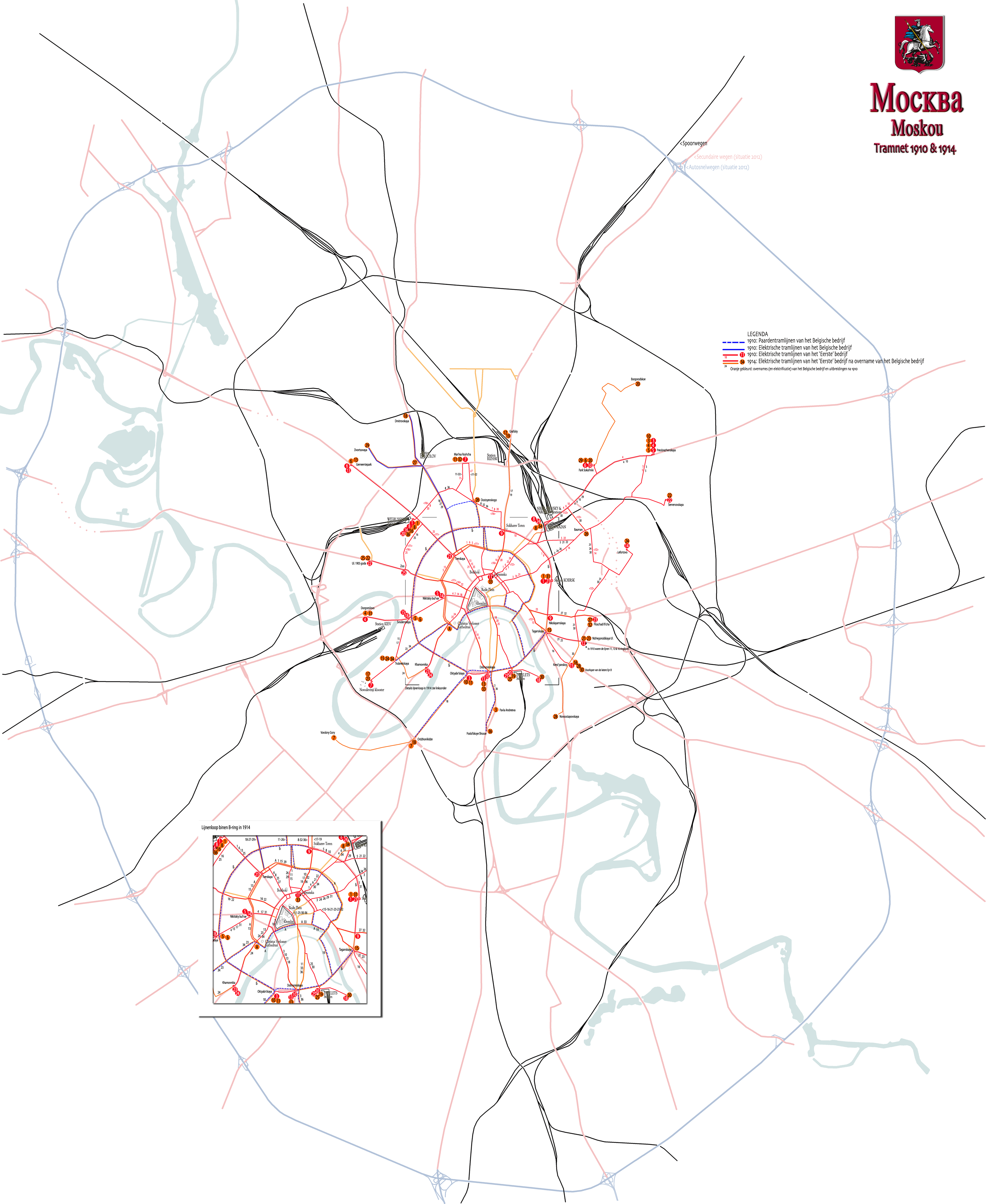
Het tramnet tussen 1910 en 1914.

### Periode van stagnatie (1914-1920)
Tijdens de Eerste Wereldoorlog raakte de economie en daarmee het trambedrijf in verval. Bij de uitbraak van de Eerste Wereldoorlog werden 2000 werknemers van het bedrijf gemobiliseerd. Omdat dit niet kon worden opgevangen werd de tramdienst sterk ingekrompen en konden per dag nog slechts 600 wagens op de baan worden gebracht. Vrouwen werden aangemoedigd bij de tram in dienst te komen. In maart 1915 werkten er al 500 bij het bedrijf als conducteur. Soldaten en ziekenhuispersoneel kregen als eersten in de geschiedenis van de Moskouse tram ‘vrij reizen’. Trams werden ook ingezet voor gewondenvervoer van de stations naar de ziekenhuizen en voor het vervoer van brandhout. De Presnenski-remise werd ingericht als tijdelijk militair ziekenhuis en men slaagde er nog in een tramlijn aan te leggen van het Station Beloroesskaja naar die remise. Twee andere tramlijnen werden ook nog speciaal voor het vervoer van gewonden gebouwd en daarvoor werden 30 motorwagens omgebouwd tot ambulancetram. In 1915 werd de Mjoesy-remise ook omgebouwd tot militair ziekenhuis. Helaas hadden de nieuwe medewerkers, die in de plaats kwamen voor het ervaren trampersoneel - meestal ouderen die niet gemobiliseerd werden - geen tot weinig ervaring en er kwamen enkele grote trambotsingen voor waarbij doden en gewonden vielen. In 1915 werd gestaakt wegens de algemene prijsverhogingen die doorgevoerd werden. De werknemers eisten onder andere 25% salarisverhoging. De eisen werden ingewilligd maar over het algemeen was de levensstandaard onder trampersoneel laag, vooral door de zeer slechte behuizing van velen. In 1917 laaiden de Februarirevolutie en de Oktoberrevolutie op waaraan vele medewerkers meededen. In remises werden weer storm- en knokploegen gevormd. Nu waren de bekendste leiders P. Apakov (trambestuurder in de Zamoskvoretski-remise) en I. Artamanov (Oevarov-remise). In de daaropvolgende burgeroorlog vonden deze leiders de dood en in het Sovjet-tijdperk zijn tramremises naar hen vernoemd. Vele lijnen werden opgeheven en op 2 december 1917 ging de hele leiding samen met de technische staf in staking; de leiding werd daarop door de gemeente van haar taken ontheven. Daarop namen de technische stafleden massaal ontslag.
In januari 1918 deden nog slechts 200 motorwagens per dag dienst en tussen 1919 en 1921 waren de trams alleen ’s zomers voor passagiers beschikbaar. In die jaren werd al het materieel in de andere seizoenen uitsluitend voor vrachtvervoer gebruikt. Vele trams werden tot goederenwagen omgebouwd en in 1919 waren er 167 van deze trams. Tussen januari 1917 en januari 1919 nam het aantal medewerkers van het bedrijf af van 16475 tot 7960.
In maart 1918 slaagde de gemeente er pas weer in het trambedrijf van een nieuw bestuur te voorzien dat de naam ‘Raad van Technische Voorzieningen’ kreeg. In juni 1918 werd deze raad weer ontbonden en kwam de leiding in handen van de ‘Moskouse Sovjetafdeling van Arbeiders en Soldaten’ die verantwoordelijk waren voor alle openbare voorzieningen in de stad. Zij legde verantwoording af aan het management van de stedelijke spoorwegen. Door brandstofgebrek – waardoor de elektriciteitscentrales niet konden worden gestookt – lag het tramvervoer stil tussen 12 februari en 26 april 1919. Door de zeer strenge winter en de algemene schaarste in 1919/20 lag de tram echter op 12 november alweer stil. In 1920 kwam het trambedrijf wegens het ontbreken van kolen voor de krachtcentrale bijna geheel stil te liggen en kon alleen vrachtvervoer – 169 miljoen kg in dat jaar – plaatsvinden. 70% daarvan was brandstof. De Russische Burgeroorlog zorgde door schaarste van brandstof, andere grondstoffen en staal, voor veel problemen in de exploitatie. Hopeloos was een decreet van de communistische cel in Moskou dat tramvervoer voor het volk gratis moest zijn. In december 1919 werd de Sovjetafdeling omgedoopt tot Departement van Publieke Zaken dat rechtstreeks onder het bestuur van de gemeenteraad werd geplaatst. Na enkele machtswisselingen in de top kwamen 2 bestuurders aan de leiding die enige structuur in de onderneming terug brachten: N. V. Prokofjev en A. Gerbko. December 1920 bezat het bedrijf 777 motor- en 309 aanhangwagens waarvan er 571 resp. 289 defect waren.

#### Overzicht 1913-1920
De cijfers illustreren de neergang van het trambedrijf tussen 1913 en 1920.
Jaar – Lijnlengte in km – Trams in dienst per dag – Passagiersvervoer per jaar in miljoenen
- 1913 - 301 - 782 – 290,8
- 1914 - 305 - 835 – 319,1
- 1915 - 311 - 923 – 382,2
- 1916 - 320 - 877 – 395,7
- 1917 - 320 - 670 – 288,9
- 1918 - 323 - 593 – 236,4
- 1919 - 325 - 330 – 71,1
- 1920 - 335 - 202 – 23,6

## Revolutie en wederopbouw
De opeenvolgende revoluties en de burgeroorlog hadden het trambedrijf bijna vernietigd. De Nieuwe Economische Politiek stelde het Moskouse trambedrijf in staat aan de reconstructie van het bedrijf te beginnen. Ook veroorzaakte deze politieke wending enige rust in het land. Begin 1920 werd de dienstuitvoering van de tram hervat en namen Prokojef en Gerbko het initiatief tot een inhaalslag betreffende onderhoud van de baan en materieel. Eind 1921 werd een conferentie belegd die over het vervoer in de stad ging. De lokale comités, de tariefcommissie, de technische staf, de communistische cellen en de bonden van rijdend en onderhoudend personeel waren bijeengeroepen om het herstel van de tram te bespreken. Niet alleen werd gedacht over de aanleg van een metro maar ook de aanschaf van 150 nieuwe trams werd vastgelegd.
De slechte behuizing en de grote afstanden die vele inwoners moesten afleggen om naar hun werk te komen was een groot probleem en de geschatte extra vervoersbehoefte was 300.000 werknemers per dag. Daarvoor waren nog eens 200 nieuwe trams nodig. (Tussen 1897 en 1926 verdubbelde het inwonersaantal van Moskou.) De Sokolniki-fabrieken kregen opdracht 50 trams te herstellen en de Kolomna en de Tver-fabrieken moesten er 100 voor hun rekening nemen. De modernisering van de elektrische apparatuur en remmen van de te herstellen trams werd aan de Dinamo-fabriek opgedragen. Ook de levensomstandigheden van het personeel zouden worden verbeterd met maaltijdprojecten en speciaal voor werknemers te bouwen huizenblokken (kommoenalka’s) en winkels. Tegelijkertijd moest het vrije vervoer van allerlei mensen worden teruggebracht om weer liquide middelen te kunnen vergaren. In april 1921 functioneerden weer 9 lijnen en was het vervoer van arbeiders alleen gratis in de spitsuren (7.00 – 10.00 en 17.00 tot 19.00) en moesten alle andere burgers betalen. Nieuwe medewerkers werden met betere arbeidsomstandigheden aangetrokken. Loon naar rato van vervoerde passagiers voor rijdend personeel werd door een vast loon vervangen en het werkplaatspersoneel kreeg stukloon waardoor de productiviteit toenam. (In de jaren 1930 bleek dit echter weer contraproductief te werken: men deed niet aan kwaliteitscontrole zodat ook fout geproduceerde onderdelen werden betaald en medewerkers feitelijk werden aangemoedigd zo veel mogelijk te produceren.)
In 1922 waren er weer 10.000 werknemers en eind van dat jaar waren er 265 trams hersteld. 1 januari 1922 werd al het gratis vervoer afgeschaft met de omweg dat bedrijven die hun werknemers gratis vervoer wilden aanbieden, abonnementen moesten inkopen bij het trambedrijf. Vanaf april 1922 werd de nachttram in ere hersteld en werd per maand ongeveer 15 kilometer spoor geheel vernieuwd. De eerste nieuwe lijnen na de burgeroorlog waren die vanaf Station Moskva Rizjskaja (Station Riga) naar Ostankino (lijn AB) en een verlenging van lijn 13 van het Petrovski-paleis noordwestelijk naar Pokrovskoje.
De SVARZ-fabrieken vernieuwden nog eens 40 motorwagens en het onderhoud aan de tram kon worden verbeterd omdat de klopjacht van de communisten op ‘intellectuelen’, een definitie waar technisch personeel en ingenieurs onder vielen, gestaakt werd. Het nieuwe gemeentebestuur verhoogde in december 1922 de lonen van het rijdend personeel met 50% om aan te geven dat dit werk zeer belangrijk was bij de heropbouw van het land. Een grote bijdrage tot het herstel van de tram werd ook bereikt door de zogenaamde ‘Gouden Lening’ waarbij medewerkers aandelen konden kopen in het trambedrijf wat het bedrijf weer de nodige liquide middelen opleverde. De lening beloofde de werknemers na een aantal jaren van voorspoedige groei een bijdrage in de winst; ze was verre van vrijwillig. Personeel dat weigerde werd onder druk gezet en hun kinderen werd toegang tot scholen ontzegd. De lening bracht zoveel op dat er nieuw trammaterieel, onderstations, bovenleiding en gereedschap voor de werkplaatsen van kon worden gekocht. Op 20 februari 1923 keurde de gemeenteraad de uitbreiding van het tramnetwerk goed. Nieuwe lijnen zouden worden aangelegd: (verder) naar Ostankino, Rostokino, Tsjerkizovo, Oegresjkaja en naar Novaja over de Sjosse Entoeziastov. De Moskouse regering greep dit feit aan om te vieren dat er een nieuwe periode van stabiliteit was aangebroken. Het totaal aantal nieuwe lijnen zou 37 km omvatten en dit was sinds 1912 niet meer gebeurd.
In 1923 wordt ook opdracht aan de SVARZ-fabrieken gegeven te bewerkstelligen dat men op termijn verzekerd zou kunnen zijn van de instroom van 1300 nieuwe en gereviseerde trams per jaar. De Gomzy-fabrieken kregen de opdracht 60 nieuwe tweeassige trams en 15 vierassige stuks van het Type BF te produceren. Deze werden in 1925/6 afgeleverd. Dit hele herstelproces werd in 1924 voltooid maar het aantal vervoerde passagiers lag toch nog op maar 50% van het vervoer van voor de burgeroorlog terwijl het tramnetwerk feitelijk was gegroeid. In de 5 jaar vanaf 1923 werd de volgende nieuwe lijnen en verlengingen – die voor 1928 alle in dienst kwamen – aangelegd:
- Lijn 24 over de Ostozjenka-straat naar Park Koeltoery en Komsomolski prospekt;
- Lijn 17 wordt verlengd over de Bolsjaja Pirogovskaja-straat naar het Novodevitsji-klooster;
- Lijn 27 vanaf het station Koersk naar Novaja via de Sjosse Entoeziastov;
- Lijn 24 naar Lefortovo;
- Lijn 14 oostelijk naar Izmajlovo;
- Lijn 33 oostelijk naar Tsjerkizovo;
- Lijn 9 noordelijk naar Ostankino;
- Lijn 12 noordwestelijk naar Golovinski;

Tevens werd een (noordwestelijke ring)lijn Г ingesteld die van het Loebjankaplein, door de Grote Loebjankastraat naar de B-ring (bij Soecharevskaja) liep en dan via het Soevorovplein en de kruising van de Leningradski prospekt met de Lesnaja-straat naar de dierentuin.
In 1925 worden 393 miljoen passagiers vervoerd, hetzelfde als in het prerevolutionaire jaar 1916 en werden nog eens 165 nieuwe BF-trams afgeleverd. Vanaf 1926 worden de (later) beroemde Type KM-motorwagens afgeleverd die de tramdirectie weer in staat stelde een volgende fase in de uitbreiding van het tramnetwerk te gaan realiseren. Het gemeentebestuur lanceerde een langetermijnplan waarbij het tramnet in twee fasen verder uitgebouwd zou worden: in eerste instantie tot 1930 met 55,1 km nieuwe lijnen en in een tweede fase tot 1938 met 133 km. Meer dan de helft van de toenmalige ideeën en plannen werden gerealiseerd. Op 7 oktober 1927 werd weer een reorganisatie in de leiding doorgevoerd en ging het trambedrijf op in het Bureau van Moskouse Stedelijke Spoorwegen (OeMGZjD). Hierin werden ook de te bouwen metro en de voorstadsspoorwegen ondergebracht. Op 23 augustus 1928 wordt de tramlijn door de Tverskajastraat opgeheven, de eerste opheffing van tramsporen binnen de Boulevardring. De lijnen 1, 6, 13 en 15 kregen hierdoor andere routes.

### Jaren 1930, tijd van tegenstrijdigheid
Na 3,5 jaar werd op 1 januari 1931 het trambedrijf weer zelfstandig en kreeg de opdracht voortvarend tramlijnen naar de voorsteden aan te leggen omdat deze plaatsen onvoldoende openbaar vervoer hadden. Op 15 februari 1932 volgde weer een reorganisatie en werd al het Moskouse tramvervoer in 3 bedrijven onder gebracht:
- Een trambedrijf (Mostramvaytrest) voor de dienstuitvoering en het materieel;
- Een bouwbedrijf (Mostransstroj) voor baan en materieel (het Moskouse trambedrijf bouwde ook veel van zijn trams zelf, vooral aanhangwagens);
- Een bedrijf voor de elektrotechnische ondersteuning (Elektrotramvajtrest) dat alle kabelnetten en tractiestations omvatte.

Op dat moment was bijna heel de gemeente Moskou voorzien van een uitstekend functionerend tramlijnennet aangevuld met de (opkomende) trolleybus. Er waren 7 tramremises; een grote tramfabriek (Sokolniki-Kaganovitsj - SVARZ); één remise voor vrachtvervoer en een grote trainingsschool voor personeel operationeel. De aflevering van CM motorwagens was bijna voltooid en ook waren er 355 nieuwe trams van het Type BF ingestroomd.
Toch zag het gemeentebestuur in dat een stad met 3 miljoen inwoners kon vastlopen in haar eigen verkeer. Op sommige drukke kruisingen moesten 150 tramstellen per uur passeren en was er een oponthoud van soms 10 minuten om de kruising te kunnen oversteken. De tram was langzaam en reed zeker tijdens de spitstijden in eindeloze files. In de pers klaagden de Moskovieten openlijk over het waarom. Hoe was het mogelijk dat er tientallen kilometers tramlijn bij waren gekomen, honderden trams en duizenden personeelsleden en het nog niet goed functioneerde? Dat de Moskoviet niet alleen voor zijn werk veel grotere afstanden aflegde maar ook in zijn vrije tijd veel gebruikmaakte van de tram werd echter niet meegenomen. Het vervoer van studenten en leerlingen, dat voor 1916 nauwelijks bestond, was enorm gegroeid, evenals het particuliere verkeer. Vanaf 1933 waren er ook nog 24 buslijnen met een totaal van 364 bussen per dag toegevoegd.
In oktober 1931 werd Metrostroj opgericht. Dit was het bedrijf dat de metro van Moskou mogelijk moest maken. De slogan was: ‘Meer nog dan alle theaters en paleizen zal onze metro onze psyche stimuleren en verlichten’ (Lazar Kaganovitsj). De bouw trok arbeiders uit het hele land aan. Zelfs medewerkers van het trambedrijf werkten in hun vrije tijd aan de aanleg van de eerste metrolijn. Deze verving onder andere het tramvervoer door de Mjasnitskaja-straat. In het ‘Algemene Plan van de Reconstructie van Moskou’ uit 1935, dat in twee fases tot 1938 en 1945 onder de supervisie van Chroesjtsjov en Kaganovitsj zou moeten worden uitgevoerd, werd voor de tram vastgesteld, dat:
- het aantal trams moest worden opgevoerd tot 2650;
- voor 1938 100 km nieuwe tramlijn moest worden aangelegd, en nog eens
- 400 km voor 1945.
- tramlijnen uit de smalste en drukst bereden delen van de stad moesten worden verwijderd en vervangen moesten worden door metrolijnen.

In 1936 mondde de euforie over de eerste metrolijn uit in een officiële anti-tram campagne: de ‘antitramvajno-campagne’. Hoe deze zich verhield tot de eufore uitbreidingsplannen is niet duidelijk. Door deze campagne zou uiteindelijk 160 kilometer tramlijn worden geëlimineerd. Officieel was dit om de bouw van metrolijnen mogelijk te maken maar sommige opgeheven tramlijnen liepen door straten en wijken waar tot op heden nog geen metro rijdt. De meeste tramlijnen die over de ringboulevard reden sneuvelden en ook die door de drukke Mesjtsjanskajastraat. Vervangend (trolley)busvervoer kon de vervoersbehoefte niet opvangen en ook een herschikking van het lijnennet verbeterde de situatie niet. Omdat er op de overgebleven lijnen wel frequenter werd gereden, sleet de rails daar enorm, ontstonden er grote opstoppingen en vertragingen en werd er doordat de trams overval waren veelvuldig zwartgereden. De bouw van het Mausoleum van Lenin werd door het gemeentebestuur aangegrepen de tramroute over het Rode Plein en het Kremlin op te heffen maar dit werd pas in 1936 geëffectueerd.
Het Algemene Plan omvatte ook de verbreding van vele wegen, vervanging van 4 bruggen over de Moskou-rivier en de sloop van hele stadswijken. Dit zou een grote invloed hebben op de lijnenloop in de toekomst. De sloop van de Christus Verlosserkathedraal viel ook onder dit plan. De gemeenteraad had echter geheel andere plannen met het trambedrijf omdat vooral de dagelijkse situatie met vertragingen, onbeschoft personeel, vieze en defecte trams, slechte baanvakken en hoge ritprijzen hen de keel uit hing en stuurde aan op de opheffing van de lijnen naar het Station Beloroesskaja en in parallelle straten binnen de Tuinring. Daarnaast stelde zij de directie van het trambedrijf een ultimatum waaraan men uiterlijk 1 januari 1936 moest voldoen. Hierin was opgenomen dat de trams in onberispelijke staat moesten zijn, schoon en publieksvriendelijk, alle ruiten moesten heel zijn en het onderhoud aan de vele kruisingen – waar passagiers bijna uit de trams geslingerd werden – moest worden geïntensiveerd. Ook schreef de raad tot in detail voor hoe de klantenservice diende te functioneren. Het trambedrijf negeerde de opstelling van de gemeenteraad merendeels en omdat de gemeenteraad geen enkele sanctie oplegde, bleef alles zo ongeveer bij het oude. De verwarring werd nog completer toen, in een kwaliteitstoets onder 35 steden, het trambedrijf in 1935 een prijs kreeg voor het beste trambedrijf van Rusland. Directielid Samosjkina, zijn plaatsvervanger Chlopeva en enkele ingenieurs kregen onderscheidingen uitgereikt. In 1935 werd tevens bereikt dat alle medewerkers op de trams gekleed konden gaan zoals het bedrijf voorschreef. Het had 15 jaar geduurd voordat iedereen van een aantal uniformen kon worden voorzien. Omdat het trambedrijf grote moeite had om uit de bestaande technische scholen voldoende en adequaat personeel te rekruteren, besloot men naast de school voor rijdend personeel een eigen technische school op te richten.
In 1935 deed de eerste lichting zelf opgeleid remisepersoneel examen. Het middenkader van voldoende personeel voorzien was een nog moeilijkere taak. Omdat deze functionarissen weer onder vuur lagen van de grillen van de hardliners onder de communisten waren zij vanwege bijvoorbeeld hun vermeende intellectuele capaciteiten verdacht. Het personeel vermeed met allerlei excuses doorstroming naar deze functies. Ook voor deze functies werd een eigen managementschool opgericht die tot op de dag van vandaag nog bestaat. De organisatiestructuur bleef feitelijk ongewijzigd tot 1943. Wat betreft de situatie van het leidinggevend personeel bleef deze door politieke onrust jarenlang instabiel. In juni 1937 werden alle leidinggevenden van Mostramvajtrest op één dag uitgeroepen tot ‘vijanden van het volk’ en door de NKVD geïntimideerd en sommige werden later uit hun functie ontheven. Sommige leidinggevenden ‘verdwenen’.
Het reconstructieprogramma dat werd uitgevoerd resulteerde er in dat 116 km tramlijn in het oude centrum werd verwijderd en tegelijkertijd werd bijna hetzelfde aantal kilometers naar de buitenwijken aangelegd. Een grote mislukking was de verwijdering van delen van de verbindingen over de Tuinring. Tramlijn Б, die het grootste vervoer voor haar rekening nam, kreeg een geheel andere route en de vervangende trolleybuslijnen Б en 10 moesten in een frequentie van 2 per minuut gaan rijden om het passagiersaanbod aan te kunnen. Dit lukte (natuurlijk) niet waardoor het klachten regende bij de leiding. De ingreep werd echter niet teruggedraaid omdat het in strijd zou zijn met het ‘Algemene Plan’ terwijl het personenvervoer vastliep en vooral het noordelijk deel van de ring geen openbaar vervoer meer had. De vervoerscijfers liepen vanzelfsprekend sterk terug. Zelfs de officiële pers meldde de situatie en uitte er kritiek op wat zeer ongebruikelijk was. Begin 1935 beëindigt de Kolomna Mytisjinskogo fabriek de productie van trams om geheel over te schakelen op metrostellen en spoorweglocomotieven. SVARZ kreeg de opdracht een vierassige viermotorige tram te ontwerpen die bedoeld was om de nieuwe generatie Moskouse tram te worden. Enkele hoge kaderfunctionarissen waren enthousiast uit de Verenigde Staten teruggekeerd – een riskante houding voor die tijd – en hadden kennis gemaakt met de daar ontwikkelde Presidents' Conference Committee-Car. Prototypes van de tram moesten klaar zijn op de 18de verjaardag van de Oktoberrevolutie. Het pakket van eisen voor de nieuwe tram bevatte dat de wagenbak van staal moest zijn en een gestroomlijnd uiterlijk moest hebben. Mechanische deuren en een deurenpaar in het midden van het voertuig waren eisen en ook diende het passagierscomfort hoog te zijn. Op 1 juli 1935 wordt het eerste onderstel geproduceerd en men slaagde erin op de geplande feestdagen 2 rijvaardige modellen te hebben. Het betreft 15,1 meter lange en 2,5 meter brede trams die een sterke gelijkenis met de PCC-car hebben. Ondanks de 4 motoren van 50 kW haalt de tram maar 50 km p/u voornamelijk veroorzaakt door het hoge gewicht (16 ton). Ze hadden 53 zitplaatsen die met luxueus kunstleer waren bekleed, beschikten over een mooie egale binnenverlichting en hadden verwarming. Op 4 november 1935 bezochten de Moskouse Sovjet-gedeputeerden Nikita Chroesjtsjov en Nikolaj Boelganin de SVARZ-fabrieken en lieten zich lovend uit over het model. Tijdens het proefbedrijf bleken de trams echter een aantal fouten te bevatten die mogelijk veroorzaakt waren door de tijdsdruk op het ontwerpteam. Er waren veelvuldig elektrisch storingen en de trams hadden last van spontane asbreuken. De ervaringen waren echter van dusdanige aard dat ze hielpen bij de verdere ontwikkeling van het Type M-38 dat in 1938 op de baan zou komen.
Vanaf mei 1937 worden er in enkele officiële Moskouse kranten hetze-achtige artikelen over de prestaties van het trambedrijf en het personeel gepubliceerd. Deze artikelen worden waarschijnlijk van hogerhand ingefluisterd. Veel van het personeel dat 2 jaar voordien nog onderscheidingen kreeg, wordt het slachtoffer van repressie en intimidatie. Zij worden, door hun vermeende ondermaatse prestaties, beschuldigd van sabotage. De slechte prestaties van de Moskouse tram waren de schuld van deze saboteurs en ‘vijanden van het volk’. De reden voor deze hetze kan ook liggen in het feit dat langs elkaar heen werkende, sterk bureaucratische en angstige lokale overheden, vele tegenstrijdige opdrachten produceerden. Zo werd het trambedrijf gedwongen de MAN-aanhangwagens af te danken omdat ze van Duits fabricaat waren; ze verkeerden echter in uitstekende staat en het waren robuuste, probleemloos functionerende, trams. ‘Duits’ stond echter geboekstaafd als inferieur. Van andere overheden werd echter geen toestemming kregen vervangende voertuigen te mogen bestellen. De ongevallen die met de tram gebeurden door het slechte onderhoud aan de wegen, ontsporingen en botsingen, waren de schuld van de directie terwijl het de verantwoording van het gemeentelijke Stadsbeheer-bedrijf was de straten te onderhouden. Men werd gedwongen snel nieuwe lijnen aan te leggen op nog niet voldoende ingeklonken grond waardoor deze door de hevige regen- en sneeuwval in de winter en daaropvolgende dooi (Raspoetitsa) verzakte of wegspoelde. Het wegzakken van het baanvak was sabotage namens de tramdirectie. Niet naleven van de planning was ook sabotage terwijl 14 commissies zonder tijdsdruk toestemming moesten geven voor de aanleg van een nieuw baanvak. Het personeel werd beschuldigd van sabotage van de dienstregeling en met opzet niet op tijd rijden terwijl sommige kruisingen geheel verstopt zaten door het individuele verkeer. Op 23 juli 1937 meldde de NKVD in een van de officiële kranten:

De vijanden van het volk, werknemers van Mostramvajtreste, zijn een stel verachtelijke bandieten en brengen ons stadsvervoer ernstige schade toe! Ze vernietigen het rollend materieel en veroorzaken ongevallen! Ze vertragen de invoering van verbeteringen in het openbaar vervoer! Dit kan alleen gebeuren door afgestompte medewerkers en vereist bolsjewistische waakzaamheid! Deze idiote ziekte van onzorgvuldigheid, gebrek aan respons en toewijding wordt veroorzaakt door vijanden die straffeloos met deze plagen kunnen doorgaan en zich in Mostramvajtreste hebben verschanst. Verwijder de directie en herstel het vertrouwen!!!!

Op 3 augustus 1937 legt een krant haar lezers uit dat de kortsluiting in een van de onderstations, waardoor een gedeelte van het tramnet 10 dagen stil lag ‘een sprekend voorbeeld is van Japanse en Duitse spionnen die geïnfiltreerd zijn in Mostramvajtreste en binnenkort ontmaskerd zullen worden’.
Onder deze tegenstrijdige en moeilijke omstandigheden worden tussen 1930 en 1936 nog de volgende uitbreidingen gerealiseerd:
- Verbinding over de Ivantejevskaja-straat (lijnen 33 en 46);
- Verlenging van Ostankino over de Prospekt Mira naar Poktokino (lijnen 19 en 47);
- Verlenging in het noordwestelijke Vojkovski (lijn 5);
- Lijn vanaf Sokol naar Vojkovskaja (lijn 45);
- Verbinding tussen de Leningradski Prospekt en de-straat Krasnaja Presnja via de wijk Begova (lijn 1 en 23);
- Geheel nieuwe lijn vanaf station Kiev naar Fili (30, 31 en 42) en vanaf datzelfde station zuidelijk over de Berezjkovskaja naberezjnaja (lijnen 4 en 40);
- Verlenging langs het Vorobevy Gorypark naar de Botanische tuin (lijn ч);
- Drie nieuwe lijnen in het zuidoosten, 21 naar de Volgogradski prospekt; 20 naar Tekstilsjtsjiki en 40, 43 en 51 naar Oegreskaja;
- Tevens komt er een verbinding tot stand tussen de wijken Zil en Avtozavodskaja over de Moskva (lijnen 11, 12, 49 en B).

10 eindpunten worden van lussen voorzien. Omdat er vanaf het einde van de jaren 1930 ware volksverhuizingen in Rusland plaatsvonden, en vele mensen via Moskou reisden, werd het tramvervoer tussen de kopstations van de spoorwegen steeds belangrijker en werd het lijnennet daarop aangepast. In de jaren 1938/9 werd 60 km nieuwe tramlijn geopend en werden buitenwijken zoals Novogirejevo (lijn 2) aangesloten. Zeer groot belang werd gehecht aan een goed verloop van de grote landbouwtentoonstelling die op 1 augustus 1939 moest worden geopend. Het terrein lag ten noorden van Ostankino en speciaal daarvoor werd een nieuwe tramlijn (8) aangelegd die met ongeveer 60 trams per uur het vervoer op zich nam. In juli 1940 ging, wegens de oorlogsdreiging en mobilisatie, het hele land over op een 7 daagse werkweek van 8 uur per dag. De tram werd opgedragen met hoge frequentie tussen 5.30 uur en 2.00 uur te rijden en de interne vijandigheden naar het trambedrijf verflauwen.

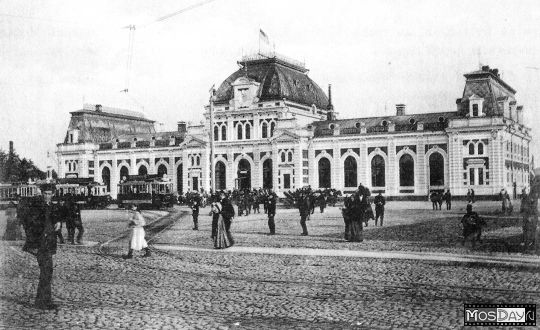
Het Pavelets-Station rond 1910 met de nog nieuwe elektrische tram voor de ingang.
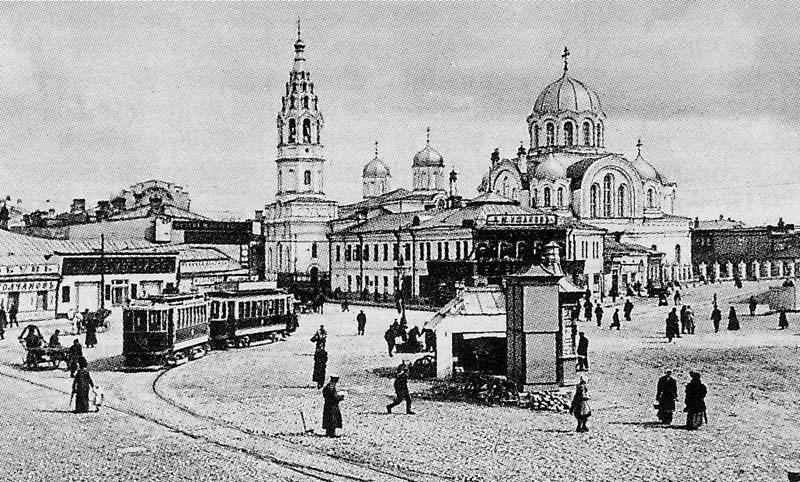
Kaloezjskajaplein rond 1910.
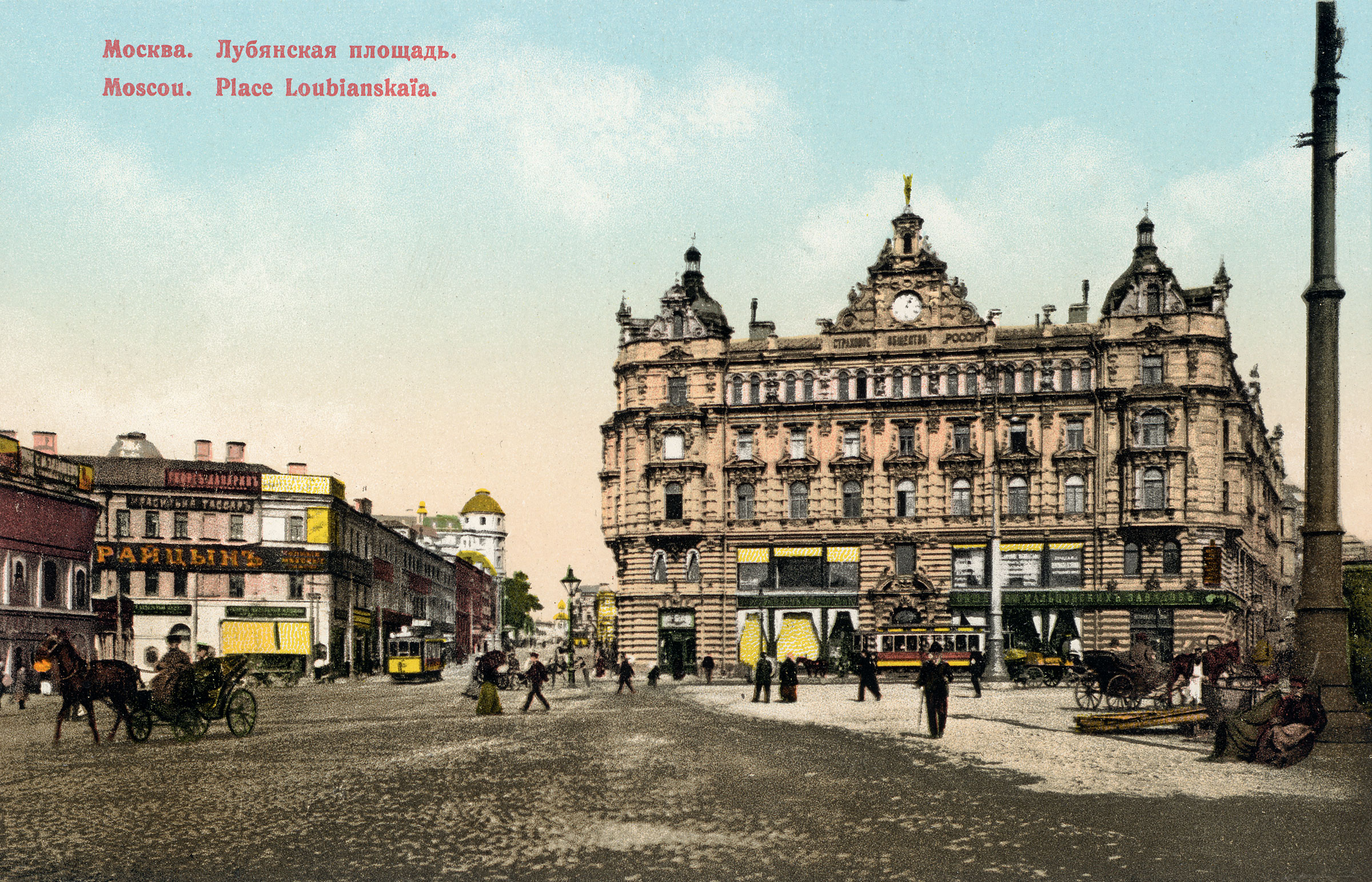
Het voorname Loebjankaplein rond 1910 met ingekleurde trams.
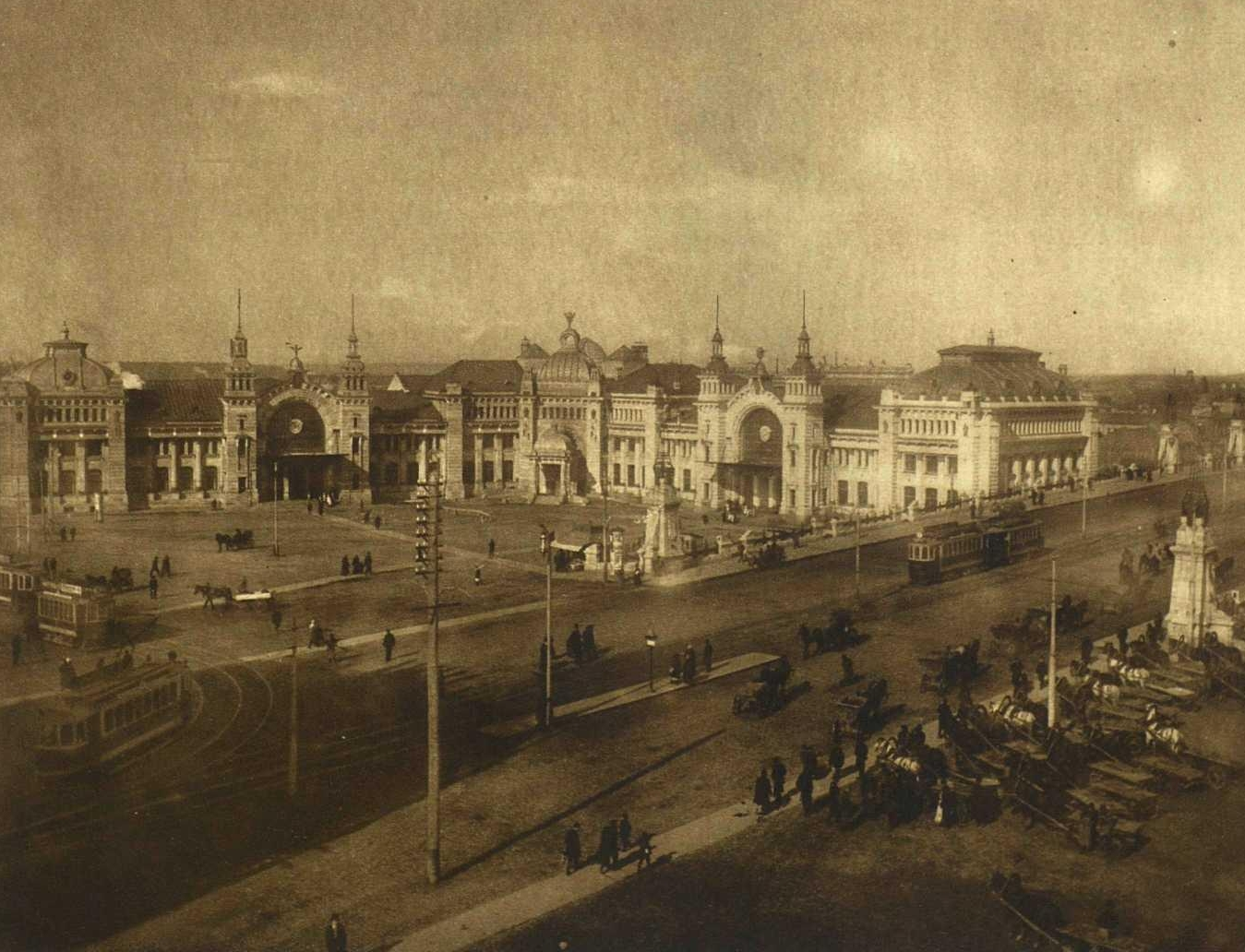
Het Station Beloroesskaja met elektrische trams rond 1911.
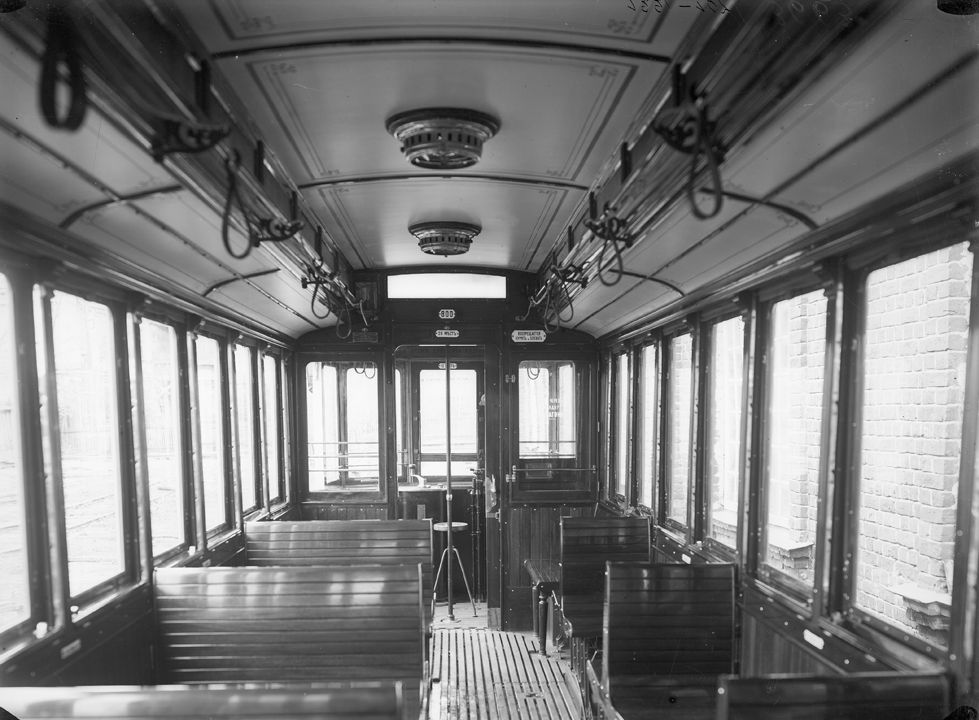
Interieur van motorwagen 112.
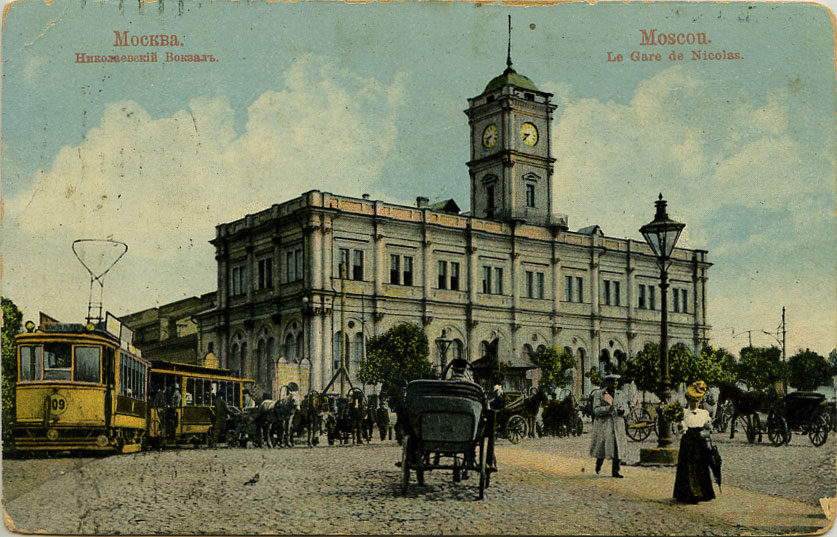
Het Station Leningrad, toen Nikolaas-Station genaamd, nu [[
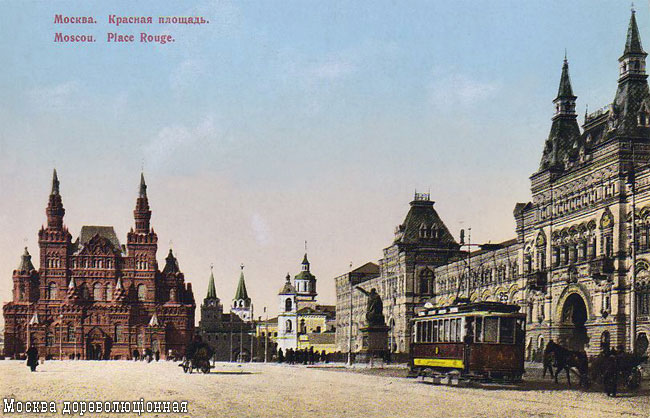
Rond 1917 reed tramlijn 25 over het Rode Plein.
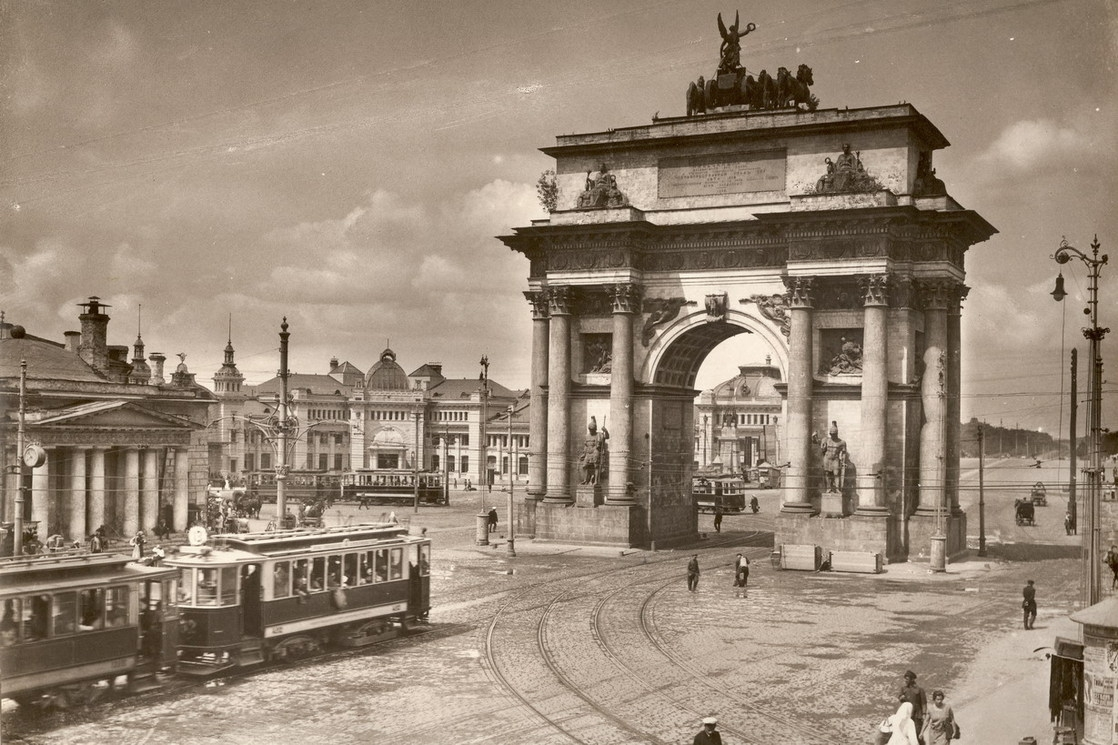
De Triomfboog – afgebroken 1936 en in 1968 herbouwd op Kutzovski prospekt - met tramverkeer rond 1920. Op de achtergrond het Station Beloroesskaja.
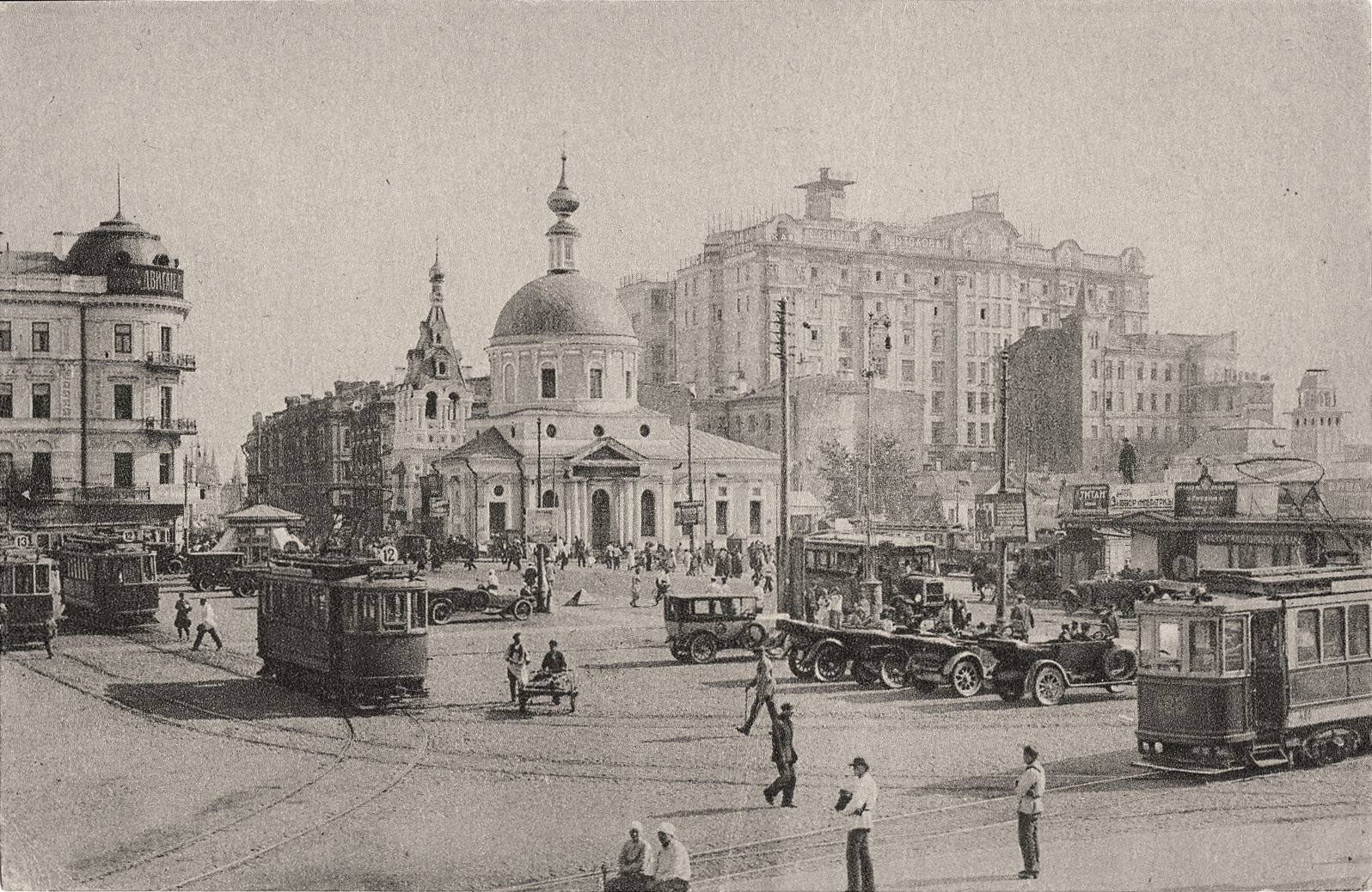
Strastnajaplein rond 1920 met trams van lijn A en 12.
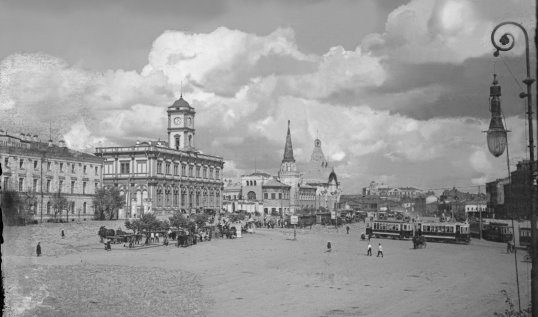
Komsomolskaja plein, links het Leningradski-station; het gebouw met de koepel is het Jaroslavski-station, ong. 1920.
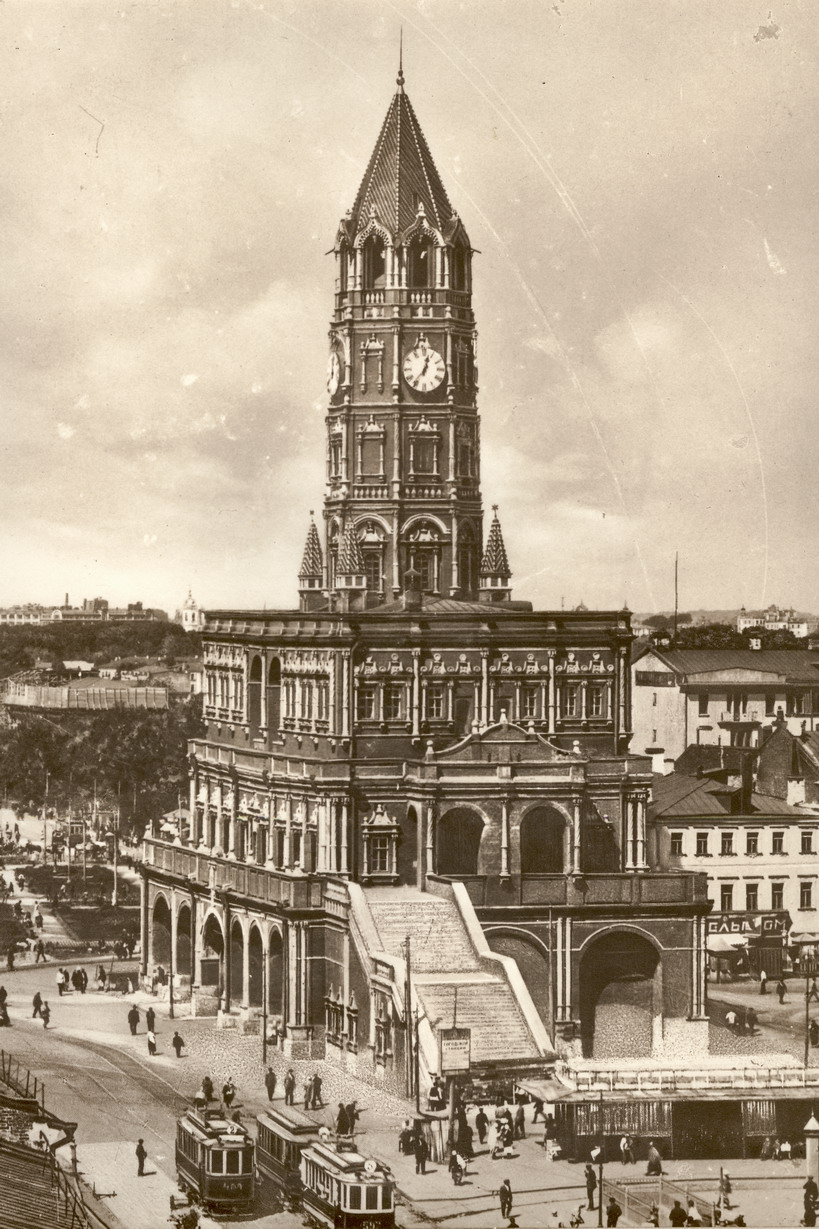
De Soecharevtoren – afgebroken in 1936 – met trams, vermoedelijk rond 1927.
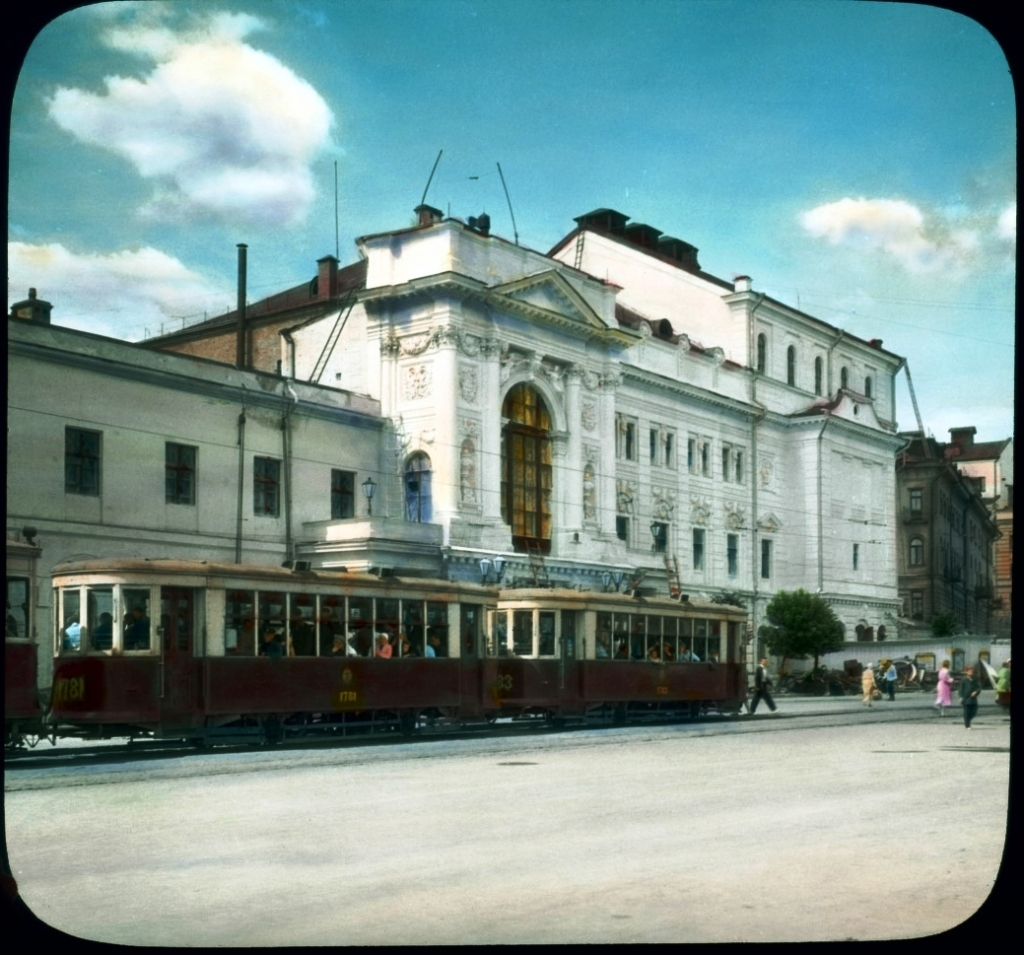
Twee aanhangwagens rond 1931
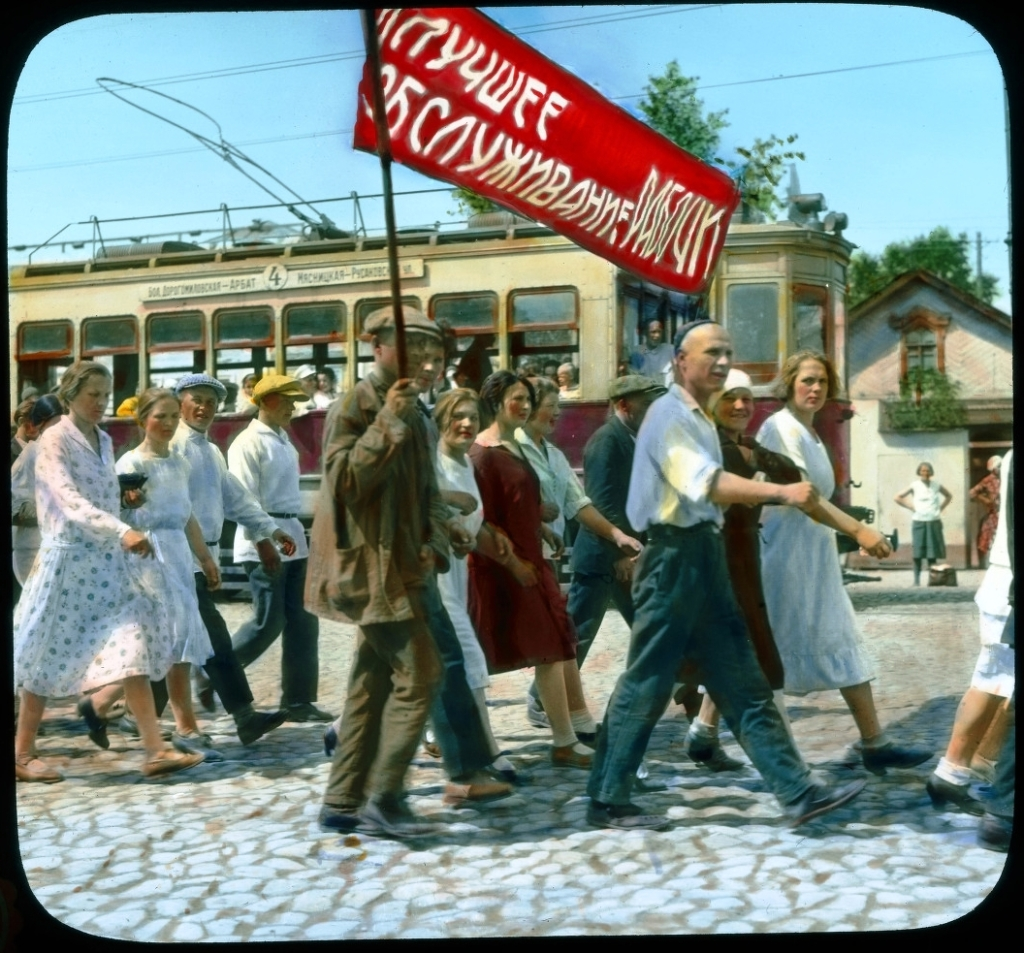
Een optocht in 1931 met op de achtergrond een tram van lijn 4.
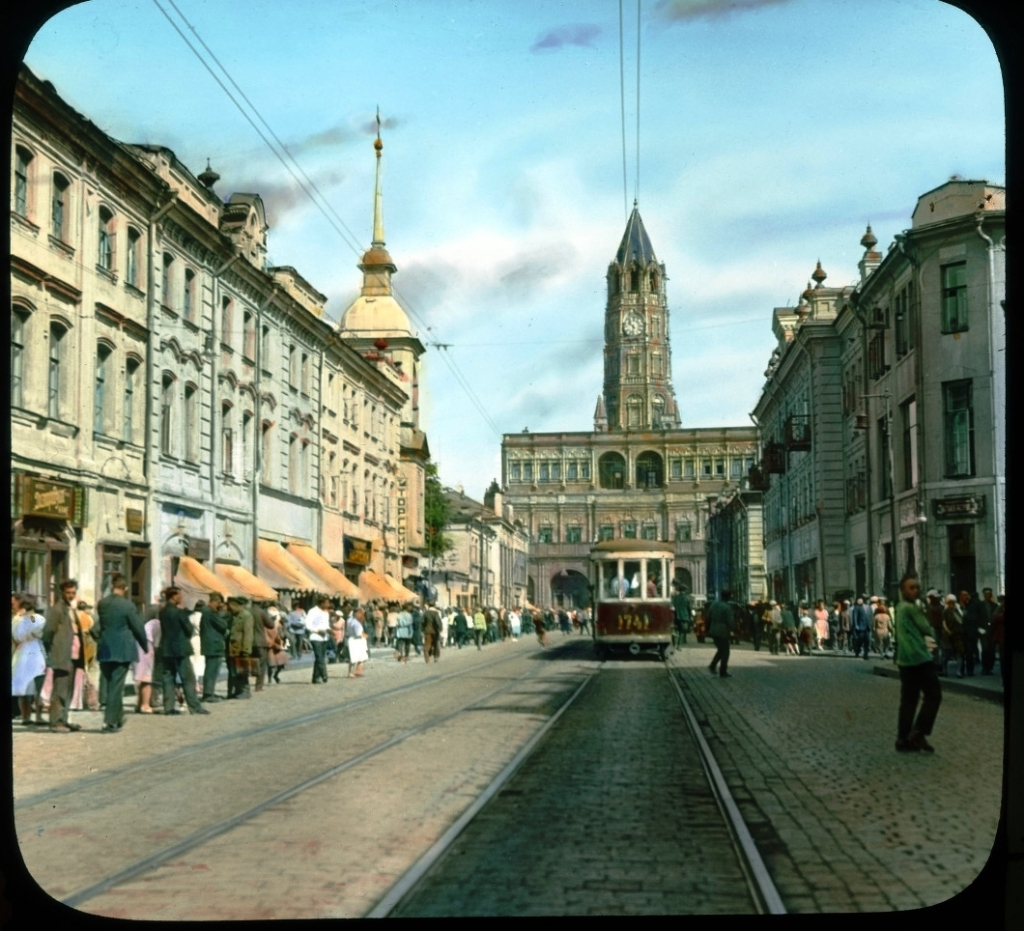
Zicht op Soecharevtoren vanuit de Sretenka-straat. De tram met het nr. 1741 is een aanhangwagen, ong. 1931.
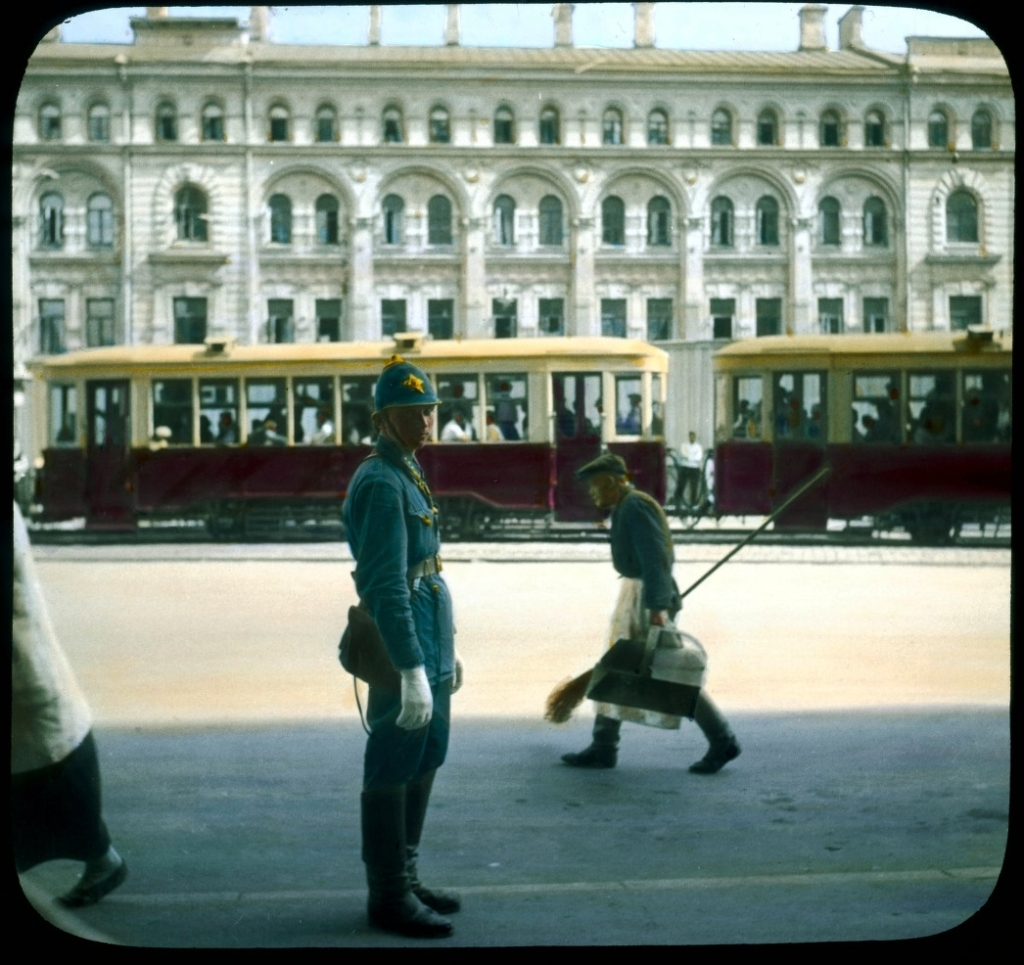
Politieagent?,-straatveger? met tram op de achtergrond, 1931.
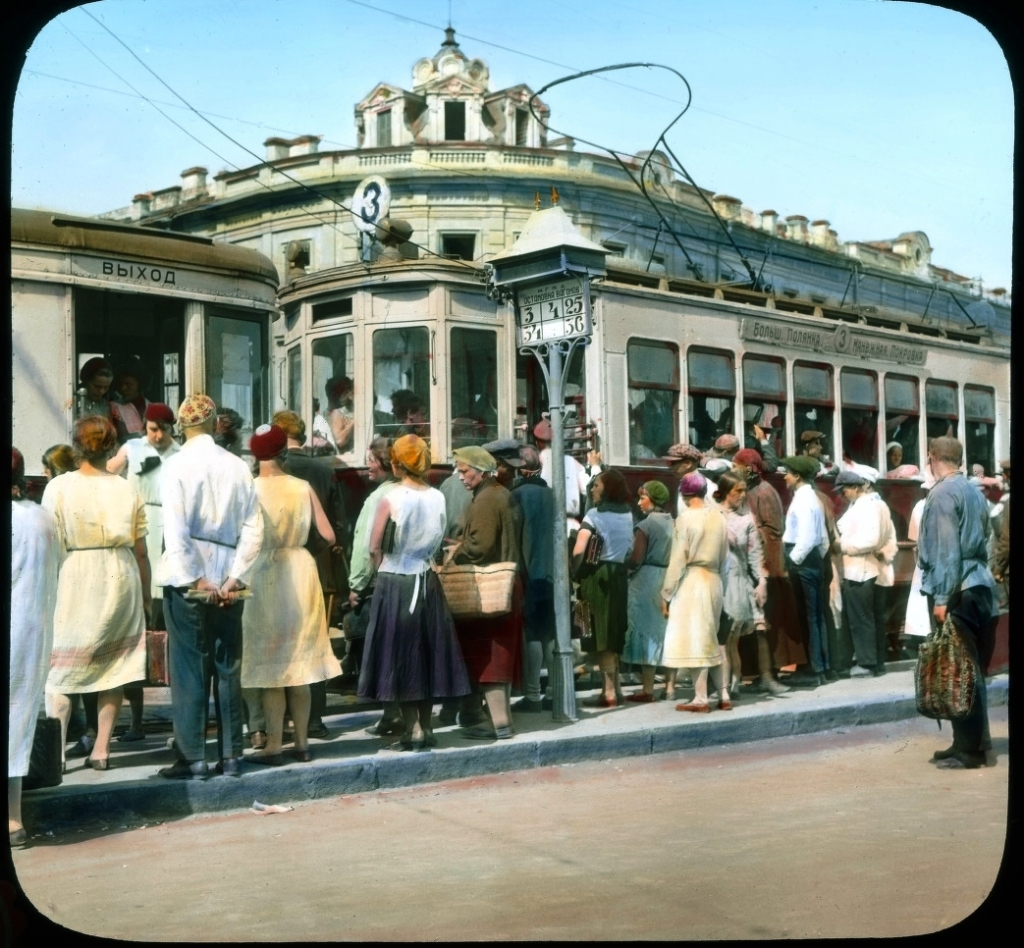
Genoeg passagiers voor lijn 3, plaats onbekend, 1931.
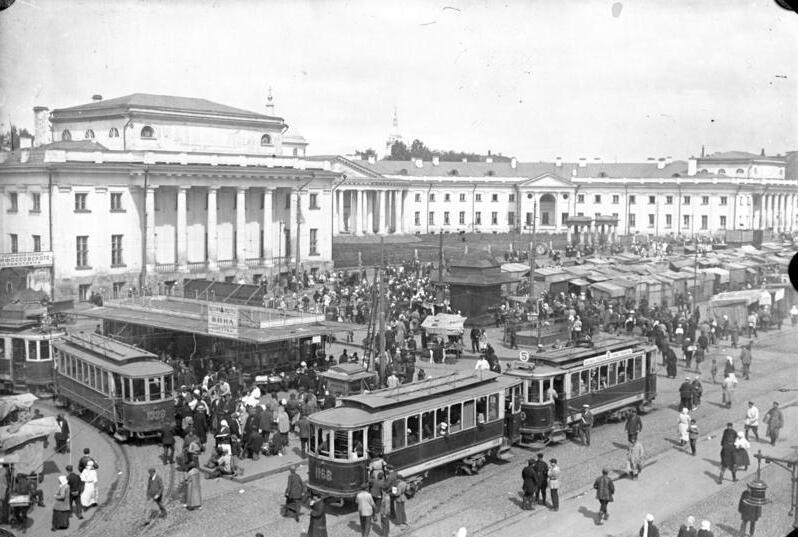
In februari 1932 is er veel te beleven op de markt van Soecharev; tram van lijn 5.
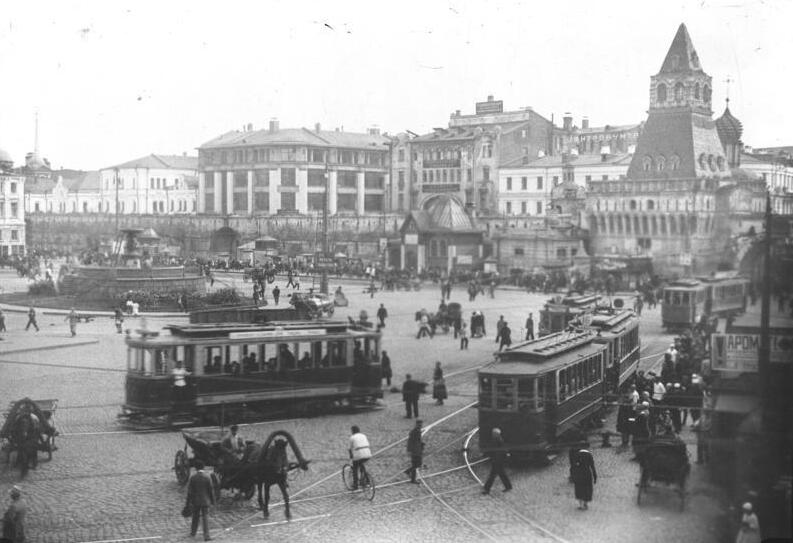
Drukte op het Loebjankaplein met fontein (midden). Op de achtergrond de Kitajgorod-muur.
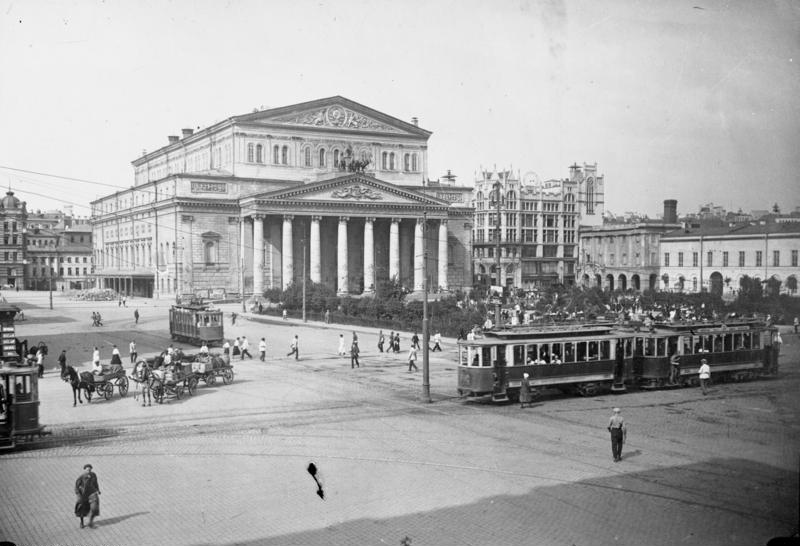
Tramdrukte op het Theaterplein met het Bolsjojtheater, 1932.
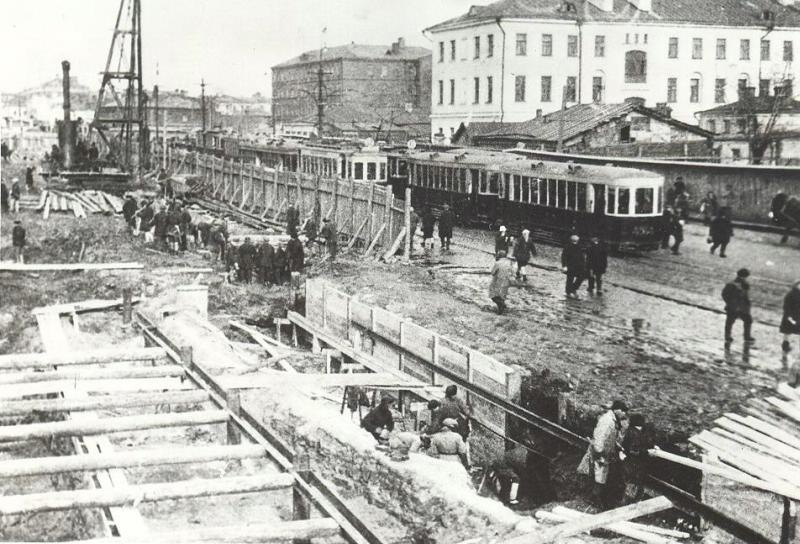
De bouw van de metro is begonnen

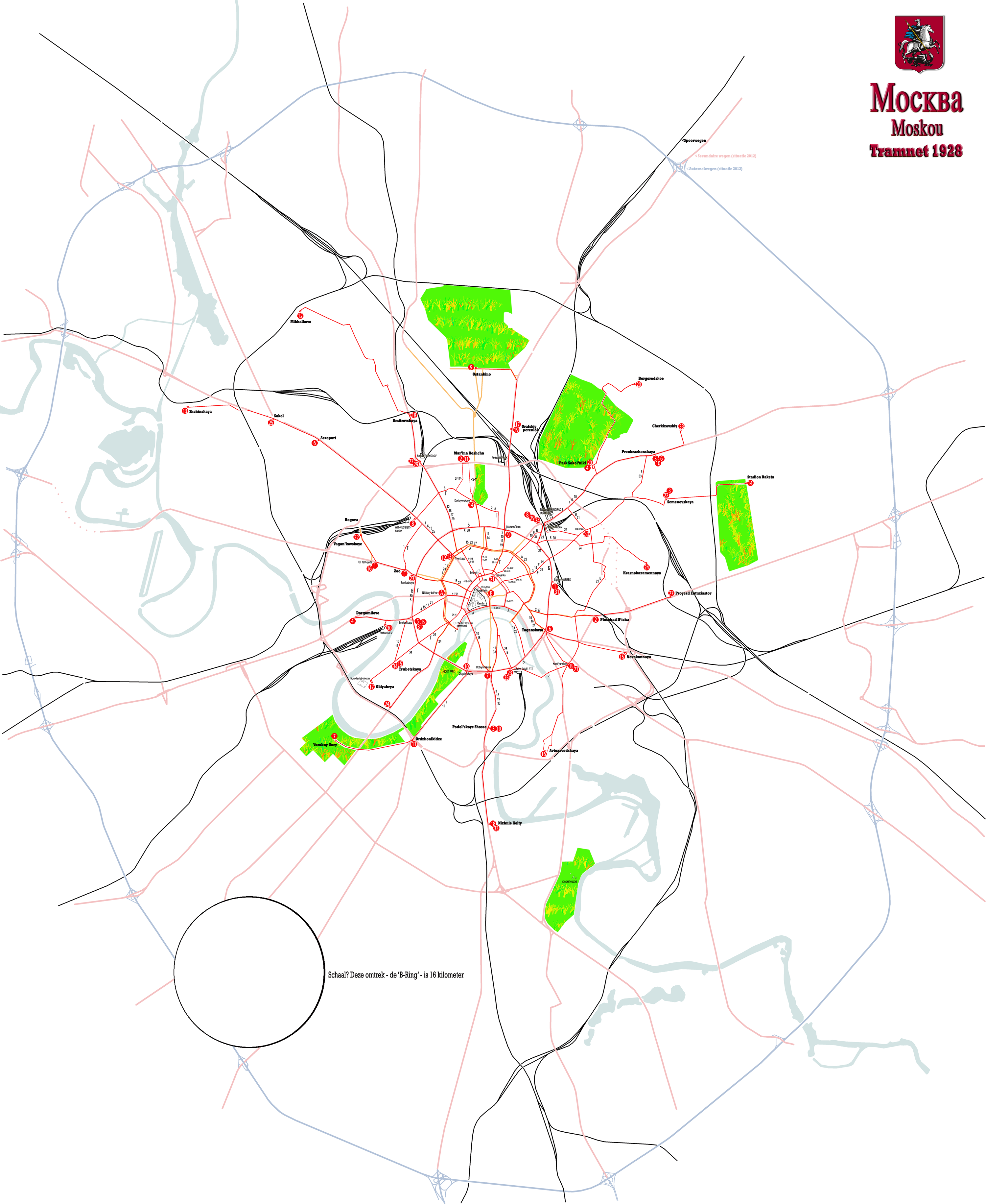
Het tramnet in 1928 na de wederopbouw na de Russische Burgeroorlog.
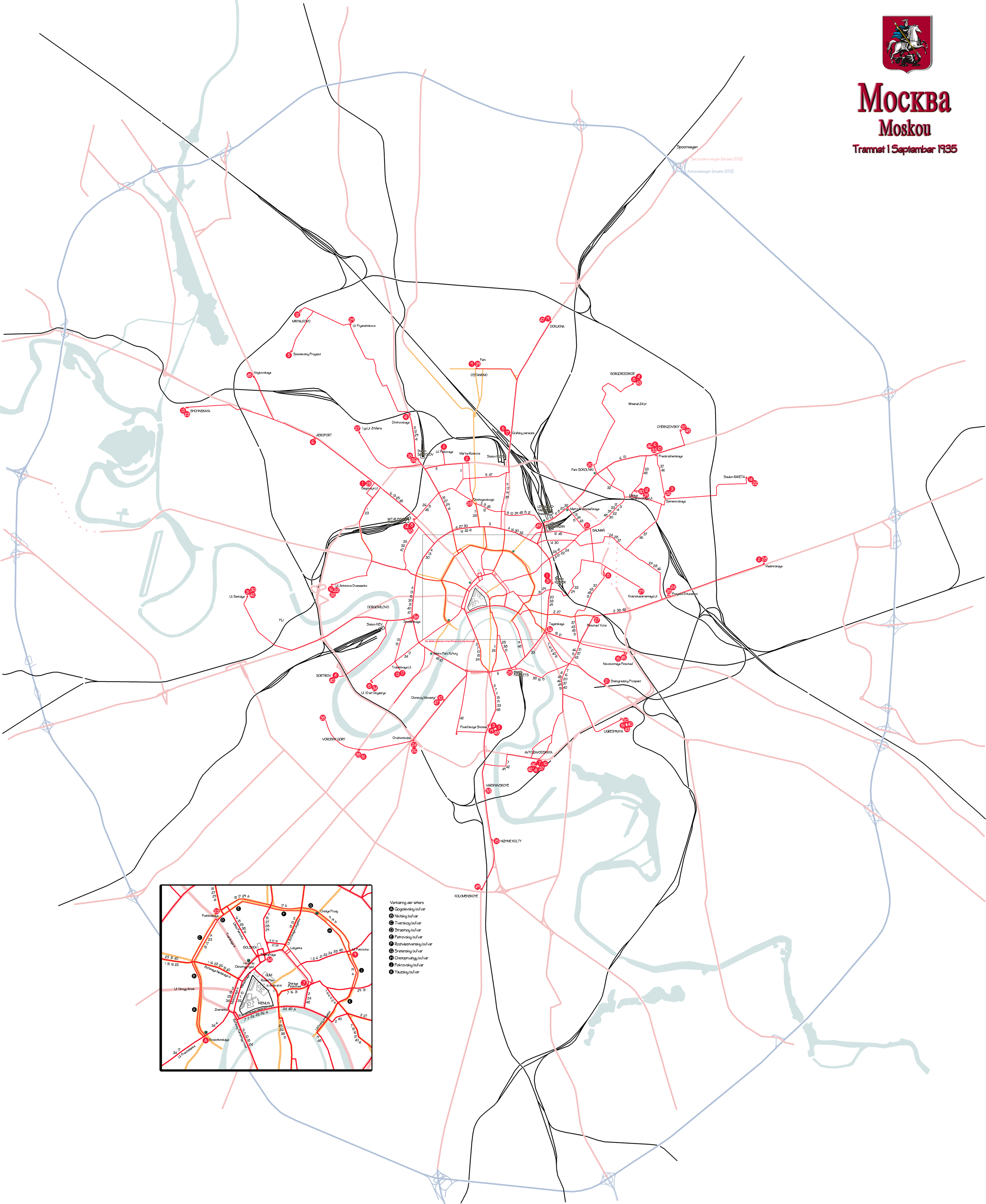
Het tramnet groeit in 1935 naar de buitenwijken maar in het centrum worden vele verbindingen opgeheven.
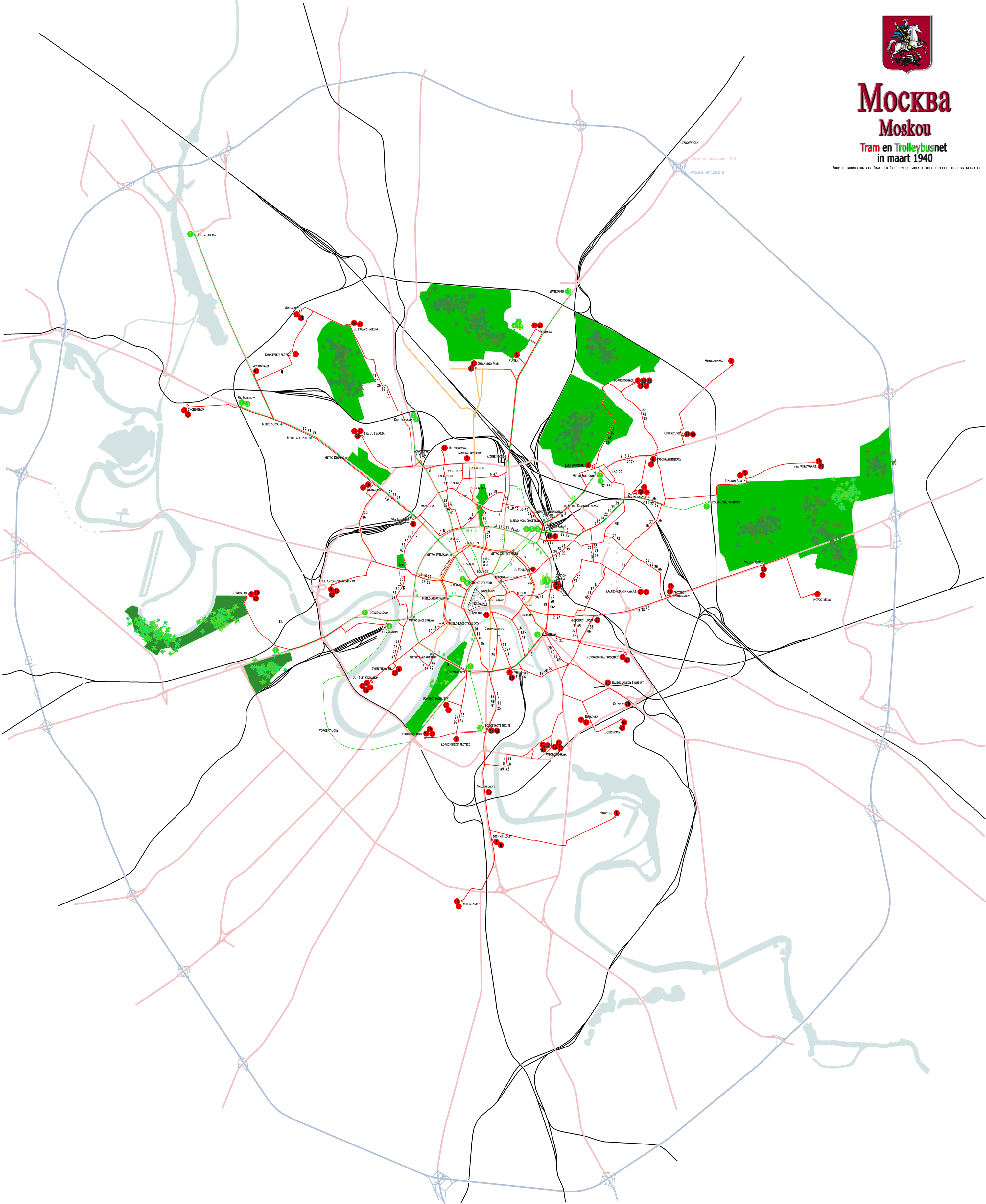
Het tramnetwerk in maart 1940; de trolleybus vult het net aan.

## Tweede Wereldoorlog
Op 22 juni 1941 werd de staat van beleg uitgeroepen en een van maatregelen was een strikte verduistering van de stad. De eerste trams werden nu geacht al om 4.00 uur te rijden maar de eindtijd werd op 24.00 uur gesteld. Grote hoeveelheden personeel werd voor de verdediging van het land opgeroepen en het aantal trambestuurders slonk bijvoorbeeld van 6400 tot 4400. Vele vrouwen en jonge studenten werden opgeroepen zich vrijwillig te melden om opgeleid te worden tot bestuurder en conducteur. Tramremises werden met grote netten gecamoufleerd en trams reden zonder verlichting. Indien er luchtalarm was moest een bestuurder de tram tot stilstand brengen, maar: niet op kruisingen, niet voor ziekenhuizen en remises, niet op bruggen, niet bij garages en brandweerkazernes, niet voor metrostations en overheidsgebouwen. Daarnaast diende elke bestuurder minstens 100 meter van een ander tramstel te stoppen, de beugel van de draad te trekken, alle passagiers manen uit te stappen, de deuren en ramen van de tram te sluiten en op het tramstel te blijven. In de praktijk kwam van deze absurde eisen echter niets.
Omdat men bang was dat er chemische aanvallen op de stad zouden worden uitgevoerd kreeg het personeel gasmaskers. Optimisme was de norm want de lokale, officiële pers meldde in juli 1941 dat de tram ‘zoals gewoonlijk voortreffelijk werkt; er zijn geen onderbrekingen en de frequenties zijn uitstekend. Van de verduisteringsmaatregelen hebben de trams geen last. Iedereen wordt zonder problemen naar zijn werk gebracht.’ In de nacht van 21 op 22 juli 1941 volgde echter de eerste grootschalige Duitse luchtaanval met 1500 vliegtuigen. De pers meldde doodleuk dat de meeste bommen in de rivier waren gevallen of niet ontploft en dat de Duitsers niet konden mikken. Er zouden 500 vliegtuigen zijn neergeschoten – in werkelijkheid vermoedelijk 15 – en geen doden zijn gevallen; in werkelijkheid vielen er vermoedelijk 1000 doden te betreuren. Brisant- en brandbommen kwamen op twee remises neer en een bom van 200 kilo trof een tramstel waardoor dit geheel werd verwoest. Ook de omgeving van het Station Beloroesskaja werd zwaar getroffen. Dit voorbeeld was exemplarisch voor de berichtgeving in de oorlog: verwoesting tegenover ‘niks-aan-de-hand-berichtgeving’. De Luftwaffe viel bijna iedere nacht aan. Werknemers van een van de remises ontwikkelden een ballon die met waterstof werd gevuld. In de lucht gebracht moesten deze vijandelijke vliegtuigen dwingen hoger te vliegen zodat de trefzekerheid zou afnemen.
Op 12 november 1941 wordt het gebouw van het Centrale Stadscomité totaal vernietigd; voor het eerst zijn er slachtoffers onder het trampersoneel: grote brokstukken puin slaan in een passerende tram in. Het gebruikelijke nachtelijke onderhoud wordt door de luchtaanvallen zeer gevaarlijk. Er mag geen licht worden ontstoken en er mogen geen laswerkzaamheden plaatsvinden. Het onderhoud wordt vaak overdag gepland en tussen de spitsuren, soms op-straat, uitgevoerd. Het Stedelijk Uitvoeringscomité, dat gedurende de oorlog belast was met de directie over de openbare nutsvoorzieningen, begint in augustus 1941 een onderzoek naar de vraag waarom de tram zo slecht functioneert. Er zijn vele vertragingen en onregelmatigheden. De directie wordt gedwongen toe te geven dat zij niet alles heeft gedaan de dienstuitvoering naar behoren te regelen. Er worden onmiddellijke stappen bevolen het tramverkeer te normaliseren terwijl de bommen ’s nachts om ieders oren vliegen en de helft van het noodzakelijke personeel elders ingezet is. Een strenge controle op de naleving van de planning wordt bevolen waarbij vooral de tijd tussen de eerste rit en 9.00 uur ’s morgens van groot belang wordt geacht. September 1941 krijgt het trambedrijf de extra opdracht de duizenden door de stad reizende evacués te vervoeren. Ook moeders, kinderen en studenten die in Moskou wonen, worden geacht te vertrekken. De massa-evacuatie houdt tot oktober 1941 aan waardoor iedere dienstvaardige tram zonder onderbreking wordt ingezet. Op 16 november 1941 werd het werk aan de Moskouse metro stilgelegd omdat alle materieel en arbeiders voor de oorlogsindustrie moeten worden ingezet. In diezelfde maand moet 25 kilometer tramlijn worden opgebroken omdat Moskou wordt voorbereid op een (mogelijke) Duitse inval. Van de rails worden overal rond de stad anti-tank voorzieningen gebouwd die de belangrijkste toegangs- en uitvalswegen moeten helpen beschermen. Het blijkt niet mogelijk de normale frequenties op de tramlijnen in stand te houden en vooral op de lijnen 2, 3, 10, 11, 41, A en B vallen veel trams uit. Omdat alle vrachtwagens voor het leger waren gevorderd, werd bijna al het vrachtverkeer in de stad door de tram en de trolleybus uitgevoerd. Vooral brandhout werd veel vervoerd en men bouwde over een lengte van ongeveer 3 kilometer een speciale vrachttramlijn naar de zuidelijke rivierhaven. Ook trok de tram zandtransporten waarmee verdedigingswerken werden gebouwd en in het najaar kool en bieten. In 1941 werd er 844 ton vracht getransporteerd.

### 1942-1945
In februari 1942 werd de dienstuitvoering voor passagiers verder ingekrompen en het hele netwerk herzien. Enkele lijnen werden opgeheven, enkele ingekort en enkele verlegd om de opgeheven lijnen enigszins te kunnen compenseren. De buitenwijken van de stad raakten ontvolkt en de tramlijnen daarheen werden nutteloos en buiten dienst gesteld. Binnen de Tuinring nam de bevolking echter explosief toe. Om het moreel onder het personeel in stand te houden werden verkiezingen gehouden zoals ‘de beste tramlijn van de maand’. In de zomer werd de tariefstructuur herzien wat inhoudt dat men per sectie – een afstand van ongeveer 750 meter – moest gaan betalen. Daarboven kwam een toeslag die per lijn gold. Zo kostte een rit op de lijnen 2 en 3 standaard 55 kopeken extra en op lijn 20 is men 20 kopeken meer kwijt. September 1942 volgde een grote herverdeling van trams over de remises en kregen de remises die de drukst bezette tramlijnen regelen, de beste trams. Zo kreeg de remise die de lijnen A, 17 en 19 exploiteert de moderne M-38 trams. Motorwagens werden naar andere Russische steden overgebracht, onder andere Koejbysjev, Kazan, Oefa, Saratov en Novosibirsk, om daar de materieelnood te verlichten. Een van de onder het personeel populaire chefs, Marenkova, werd door het Uitvoerend Comité openbaar en officieel berispt omdat hij ‘de infrastructuur verwaarloost, de discipline onder het personeel niet handhaaft’ en ‘toestaat dat defecte trams voortijdig naar de remise terugkeren’. Dit leidde tot grote onrust bij het personeel. Als extra schepje erbovenop werd per 1 november 1942 ingesteld dat elk technische personeelslid opnieuw examen moest doen. Iedere vorm van sabotage – waaronder willekeurig van alles kon vallen – zou voortaan onder oorlogswetgeving worden berecht. Van de herexamens kwam niets terecht maar de onrust onder personeel bleef. De moeilijke werkomstandigheden lijken niet tot de gemeenteraad of crisiscomités doorgedrongen.
In februari 1943 werd het hele management door het Uitvoerend Comité vervangen en S.S. Tichomirov werd algeheel directeur. Als chef van de SVARZ-fabrieken werd P.P. Chorikov aangesteld. Deze managementwisselingen leken enig succes te hebben en men kwam eraan toe mondjesmaat kapot materieel weer te repareren en SVARZ bouwde weer enkele nieuwe trams. 20 kilometer tramlijn werd verbeterd. Vastgesteld werd dat de laatste tram van de dag om 24.00 uur uiterlijk in de remise moest zijn en het tariefsysteem werd sterk vereenvoudigd. Elke rit kostte voortaan 15 kopeken. Per bagagestuk werd 45 kopeken gerekend om de vele doorgaande evacués te ontmoedigen veel ruimte op de tram in te nemen. Eind augustus, als de oorlog definitief op een keerpunt leek te zijn beland, keerden velen naar de stad terug. Leden van het Corps diplomatique, artiesten, overheidspersoneel van ministeries en de welgesteldere bewoners keren terug. In datzelfde jaar konden 400 sterk verwaarloosde trams in de SVARZ-fabrieken hersteld werden en kon men een totaal van 1860 rijvaardige trams melden. Ter ondersteuning van het personeel werd 2580 hectare landbouwgrond aan hun collectieve organisatie toegewezen waarop men zelf voedsel mag verbouwen. Ook kregen de werknemers slachtafval van de abattoirs als extra toelage. In september 1943 gingen de eerste trams weer rijden die speciaal voor aardappelen en groentevervoer waren omgebouwd; ze trekken 2 of 3 provisorische goederenwagens. Het personeel werd toegestaan zelf geoogste groente etc. voor op de normale trams te hangen om deze naar huis of de remise te kunnen vervoeren. In 1944 werd zelfs een nieuwe tramlijn onder het Moskou-Wolgakanaal naar vliegtuigfabriek nr.82 ‘Toesjino’ gebouwd en begon de spuiterij in de SVARZ-fabrieken weer te functioneren. De chef van SVARZ werd benoemd tot directeur van het Moskouse trambedrijf. Tijdens de novemberfeestelijkheden werd een nieuwe tramlijn 6 naar metrostation Sokol geopend. Op 1 januari 1945 waren er 54 tramlijnen in Moskou operationeel: 1-34, 36-49, A, Б, B, CK, H en P. Men had de beschikking over 2522 trams (972 motor- en 1214 aanhangwagens), 109 vrachttrams en 112 daarbij horende aanhangwagens. Men beschikte over 552 kilometer baanlengte.

## Na de oorlog tot het einde van de Sovjet-Unie

### 1945-1955, 10 jaar van herstel
Met het einde van de oorlog wordt begonnen met de grootscheepse vernieuwing van de Moskouse tram. Ook de metrobouw werd weer opgepakt. Tramlijnen in het westelijke deel van de binnenstad worden opgeheven evenals de doorgaande route over de B-ring. In de plaats komt de trolleybus die men als meer wendbaar en goedkoper interpreteert.
Het herstel van tramsporen en kruisingen gaat met flinke vooruitgang gepaard door de mechanisatie van de arbeid. Zo werd tussen 1945 en 1948 160 kilometer spoor vernieuwd. Het nieuwe vijfjarenplan 1946-50 stelde als doel vast dat 80 kilometer tramverbindingen moesten worden aangelegd. Als gevolg van de bouw van grote nieuwbouwwijken aan de randen van de stad wordt in 1948 door de gemeenteraad van Moskou een speciaal bureau, genaamd ‘Moselektrotransproekt’, opgericht dat de uitbreiding van het tramnet naar de nieuwe woonwijken moest uitvoeren. In de binnenstad moest de tram worden geëlimineerd en daar moesten vele metrolijnen voor in de plaats komen. Dit bureau komt onder leiding van een van de bekendste naoorlogse Russische ingenieurs: E.V. Ovetsjnikov. Het in 1936 uitgezette anti-tram-beleid is officieel van de baan. Om de nieuwe tramlijnen van goed materieel te voorzien krijgt Toesjino vliegtuigfabriek nr.82 de opdracht op basis van een standaardmodel een nieuwe generatie Moskouse trams te ontwerpen. Dit model krijgt de werktitel MTB-82 en lijkt sterk op een op rails gezette Amerikaanse bus, met voor iedere zittende passagier een klein raampje en voor staande een ruitje er boven. Het is feitelijk een poging een Russische versie van de Amerikaanse PCC-car te maken. Tussen 1947 en 1952 worden 493 van deze nieuwe trams afgeleverd die tot ver in de jaren 1980 dienst blijven doen. De bijnaam van deze trams werd ‘de Doos van Moskou’. Door deze instroom werd het mogelijk ouder materieel aan andere Sovjetsteden, waaronder Kryvy Rih en Minsk, te schenken. Het oude materieel dat niet wordt afgestaan wordt door SVARZ gemoderniseerd. De aanhangwagens van het Type M worden echter massaal naar andere steden overgebracht. Per 16 augustus 1948 worden de tarieven verdubbeld: 30 kopeken voor een rit en 1 roebel voor elk stuk bagage.
In de eerste helft van de jaren 1950 neemt de omvang van het net af van 552 tot 491 kilometer ondanks dat nieuwe lijnen naar Tsjerjomoesjki (muzikaal vereeuwigd in Dmitri Sjostakovitsj’s operette Moskva Tsjerjomoesjki, opus 105 en de Moskouse Staatsuniversiteit op de Lenin-heuvel worden aangelegd. Voor de prestaties tijdens de wederopbouw na de Grote Oorlog krijgt de leiding van de Moskouse tram van het presidium van de Opperste Sovjet in 1947 de Orde van de Rode Vlag van de Arbeid uitgereikt. In 1948, op een van Stalins rondes door de stad, maakte hij een opmerking over de slechte staat van onderhoud van een van de vele tramkruisingen. Per decreet werd de leiding van de technische dienst gemaand de kruising onmiddellijk geheel te vernieuwen. Dit bleek rekbaar want door een gebrek aan staal en laswerktuigen werd de gecompliceerde kruising pas in 1951 herbouwd. In 1949 werd besloten om uiterlijk 1953 360 km baan te reconstrueren en opnieuw aan te leggen. Tevens wilde men alle tractieonderstations verzwaren en 24 nieuwe bouwen. Deze zouden echter alle ten goede komen aan het zich sterk uitbreidende trolleybusnetwerk. SVARZ moderniseerde in 1948 een totaal van 368 trams, vooral die van het type KM en C.
Op 1 januari 1950 waren er totaal 470 BF, KM en C trams gemoderniseerd en voorzien van pneumatische deuren. 734 trams van de F, BF en KM series kregen een aparte cabine voor de bestuurder; in 845 aanhangwagens van de series C en M werd de handrem verplaatst van het balkon naar de conducteurspositie en in 1078 trams van de types BF, KM, C en M werd de linker deurrij afgesloten. Deze deuren waren niet meer nodig, omdat er op vele plaatsen eindpuntlussen waren gebouwd. Eind 1950 was de materieelpositie als volgt:
- Type F: 215 stuks;
- Type BF: 348;
- Type KM: 205;
- Type M-38: 59;
- Type MTV-82: 453 stuks;
- Type C (aanhangwagens): 650;
- Type KP (aanhangwagens): 314;
- Type M (aanhangwagens): 843

Er was op dat moment een baanlengte van 549 kilometer en er werden 54 tramlijnen geëxploiteerd. In totaal waren er 8 remises en 1 vrachtdepot. Voor dit alles waren er 16536 mensen in dienst, waaronder 2466 trambestuurders, 4082 conducteurs en 1379 uitvoerend technici. De doelen uit het vijfjarenplan tot 1950 waren niet allemaal gehaald, maar met wat boekhoudkundige camouflage werd bereikt dat er een zeer positieve indruk van deze heropbouwperiode achterbleef. Het volgende vijfjarenplan (1949-1953) ging onverdroten verder met doelstellingen voor nieuwe tramlijnen en de reconstructie van 360 km spoor, maar kon niet voorkomen dat het gebruik van de tram terugliep. In 1948 werden nog 1.304 miljoen passagiers vervoerd tegen 1.150 miljoen in 1949. 10 juli 1949 was een zwarte dag voor ringlijn A; ze werd onderbroken en kreeg een nieuwe route waardoor het feitelijk een halve ringlijn werd. 1950 was echter het jaar waarin de tram in de binnenstad het meeste terrein moest prijsgeven. Ringlijn B was in 1948 al opgeheven en nu werd lijn Б ook gereduceerd tot een vreemde noordelijke lopende ringlijn met een zeer kronkelig patroon. 12 rechtstreekse routes werden opgeheven en merendeels door trolleybuslijnen vervangen of de metro werd aangewezen als vervangend vervoer. Op 2 juli 1950 werd de laatste route binnen de Boulevardring, over de Varvarkastraat, over de rivier en via de Baltsjoegstraat opgeheven. Na het verwijderen van deze tramsporen resteerde nog het eindpunt rond Loebjankaplein voor de lijnen 2, 3, 24 en 41 en slechts één tramverbinding over een gedeelte van de Boulevardring. Het betrof het oostelijke deel over de Petrovski Boelvar via de Novaja en de Staraja Plosjtsjad dat ook heden gedeeltelijk (2012) nog in bedrijf is. De totale opheffing bedroeg 24,5 km tramsporen.
Opmerkelijk was dat men in Moskou veel studie deed naar het reduceren van ongevallen met de tram. Men was ervan overtuigd dat een bepaalde kleurencombinatie de minste ongevallen zou hebben. In 1949 werd daarom besloten dat het gedeelte rond de ramen altijd crème moest zijn maar daar werden – naargelang de beschikbare hoeveelheden verf – donkerdere en lichtere variaties op gemaakt. Dat gold ook voor de kleur onder de ramen: deze varieerde tussen kersenrood en bordeauxrood.
In de jaren 1950 en 1960 kwamen er iedere keer plannen boven water die de volledige opheffing van het tramnetwerk en de vervanging daarvan door trolleybussen omvatten. Naar verluidt werd tot het niveau van Nikita Chroesjtsjov, die helemaal weg van dit vervoermiddel was en sterk anti-tram leek, hierover gediscussieerd. De modernisering ging echter door en vele tramroutes werden versterkt, daar waar mogelijk kregen ze betonnen dwarsliggers en thermisch gelaste rails. Radioverbinding met de verkeersleiding langs de lijnen was een grote vernieuwing om ongevallen en vertragingen te melden. Op 1 september 1953 worden er binnen de Tuin (B-)Ring weer enkele zeer belangrijke en verbindende routes opgeheven. Dit had effect op de lijnen 15, 17, 23, 27 en 29 en leidde tot de opheffing van de lijnen 14K, 27K, 28 en 52. Ringlijn A kreeg weer een andere route. Passagiers protesteerden heftig maar de officiële pers mocht geen woord aan de onrust spenderen. Deze opheffing leidde ook tot vele protesten aan het adres van de tramdirectie en met het weer in dienst nemen van de sporen naar het metrostation Tsjechovskaja (Malaja Dmitrovka-straat) kon in ieder geval de goede verbinding van de lijnen 15 en 17 worden hersteld. (In 1963 wordt deze route echter toch definitief opgeheven.) Wederom werd voor een Landbouwtentoonstelling in Ostankino – te openen op 1 september 1954 - alles uit de kast getrokken het openbaar vervoer goed te organiseren.
Omdat men er niet in kon slagen op tijd een metrolijn aan te leggen naar het terrein – het ligt zo’n 15 kilometer noordelijk van het centrum – werden de tramlijnen ernaartoe geheel geherstructureerd. Er werden enkele nieuwe verbindingen ingesteld die voor een goede ontsluiting zorgden. De noordelijke ingang kreeg de lijnen 10 en 11 toegewezen; de zuidelijke de lijnen 7, 7K en 17. Samen met de lijnen 5 en 25 kwamen deze lijnen over de Prospekt Mira naar het terrein. Vanaf het Station Leningrad (huidig Station Moskva Oktjabrskaja) bediende lijn 7/7K de tentoonstelling. 6 september 1954 werd de nieuwe tramlijn vanaf de Ordzjonikidze-straat naar de Universiteit geopend die door de lijnen 12, 27 en 42 werd bediend. In 1955 worden de tram en de trolleybus in één bedrijf ondergebracht: Tramvajnotrollejboesnoe. De vooruitzichten blijven echter onzeker en omdat er vanaf 1954 geen nieuw materieel instroomt blijven honderden vooroorlogse en flink verouderde trams dienstdoen. Eind 1955 waren 1968 trams in dienst waarvan 1188 motor- en 780 aanhangwagens. Onderverdeeld was het overzicht als volgt:
- 80 motorwagens van het oudste Type F;
- 348 motorwagens Type BF;
- 206 motorwagens Type KM;
- 59 stuks Type M-38;
- de hele serie MTV-82 (453 stuks)
- 133 stuks aanhangwagens Type M en
- 647 stuks aanhangwagens Type C.

Tramremise Sjepetilnikova werd geheel ontruimd en geschikt gemaakt voor trolleybussen; ook het daar aanwezige technische personeel kreeg een algehele omscholing. Ook het vrachtverkeer per tram daalt ieder jaar fors. Waren er in 1944 nog 280 vrachttrams, in 1954 waren er nog 55; het vervoerde tonnage was fors teruggelopen: van 2,589 miljoen ton in 1945 tot 374.000 ton in 1953. De speciaal voor vrachtvervoer aangelegde tramlijnen verdwenen een voor een totdat in 1956 slechts alleen de lijn naar de binnenhaven van Nagatino nog operationeel was. Op 1 januari 1955 vervalt de controle over het tramvervoer door het Uitvoerend Comité en wordt weer aan de gemeenteraad overgedragen. Deze herschikt de organisatie en richt de TTOeM (Tram- en Trolleybusbedrijf v. Moskou) op.

#### Uitbreidingen en opheffingen 1945–1955
- Uitbreidingen
  - Lijn naar de Universiteit van Moskou via Vavilova-straat en Lomonosovskiprospekt (42/42K);
  - Lijn naar Tsjerjomoesjki via Zagorodnoje sjosse en Bolsjaja Tsjerjomoesjkinskaja-straat (26/35);
  - Verlenging in Novogirejevo (lijn 34);
  - Aansluiting van Borgoerdo over Ivantejevskaja-straat naar Otkrytoje sjosse (lijn 4);
  - Verbinding tussen Borgoerdo en VDNCh over Rostokinski-prospekt (lijn 10/11)
  - Verbinding tussen eindpunt van lijn 37 en sjosse Entoeziastov (lijnen 37/38);
- Opheffingen
  - Verbindingen ten zuidoosten van station Kazan over Novorjazanskaja-straat, Novaja Basmannaja en Aptekarski pereoelok (lijnen 37, 39, 28/48)
  - Verbinding ten zuidwesten van Station Moskva Kazanskaja naar Loebjankaplein over Staraja Basmannaja-straat, Prokovkastraat en Marosejkastraat (lijnen 14, 28 en 48)
  - Lijn 14 over Bakoeninstraat
  - Verbinding van Station Koersk naar het zuiden (43/45); de infrastructuur bleef behouden en de route is in latere jaren weer in gebruik genomen
  - Verbinding over Bolsjoja Semenovskaja-straat
  - Verbinding over Varvarka-straat (lijnen 15, 19, 24 en 48)
  - Verbinding van lijn 15 over Taganskaja-straat
  - Verbinding van lijn 2/27 over Nikolojamskaja-straat
  - Gehele Kremlin-Ring vanaf Loebjankaplein, over Mochovaja-straat, Bolsjoj Kamenny-brug, Bolsjaja Poljanka-straat tot Valovajastraat (B-Ring)(lijnen 10, 11, 16 en 26)
  - Boulevardring tussen eindpunt van de lijnen 15 en 17 (Tverskaja) naar het zuiden over Tverskoj boelvar, Nikitski Boelvar en Gogolevski Boelvar en westelijk over-straat Pretsjistenka (lijnen A, 1 en 17)
  - 3 verbindingen tussen de Boulevardring en de B-Ring: 1) door Malaja Nikitskaja en Bolsjaja Nikitskaja (lijnen 16, 22, 26 en 31); 2) door Tverskajastraat (lijnen 18, 27 en 41) en 3) door Malaja Dmitrovka (lijnen 10, 11, 18 en 25)
  - Verbinding over Leningradski Prospekt tussen Station Beloroesskaja en Dinamo-stadion (lijnen 5 en 23)

### 1956-1963
Op 1 januari 1956 bedroeg de totale baanvaklengte 519 kilometer plus 60 kilometer bedrijfs- en omleidingsporen en een enkel baanvak dat alleen voor vrachtvervoer beschikbaar bleef. Gemiddeld werden op een dag 1700 trams nodig om op 59 lijnen de dienst uit te voeren. De gemiddelde snelheid bleek 14,6 km per uur. 11.626 mensen staan op die datum op de loonlijst. Tussen 1956 en 1961 wordt in het centrale gedeelte van de stad weer een groot gedeelte van de tramlijnen opgeheven en verwijderd. Tussen mei 1956 en september van dat jaar reed er een speciaal aangelegde tramlijn naar het weer in gebruik genomen sportstadion Loezjniki wegens grootschalige Sovjet-Unie-brede sportmanifestaties. De lijn liep vanaf metrostation Park Koeltoery en werd uitgevoerd door de tijdelijke lijnen 29K en 47K.
Op 8 juli 1957 werden de tramlijnen over de B-Ring van het Oktoberplein via de Krymski-brug tot de Tolstojstraat definitief gestaakt. Het betreft de lijnen 16, 26, 42 en 47. Enkele maanden later, op 14 augustus 1957, werd het onderdeel van de westelijke ringroute tussen het oostelijk deel van de Borodinski-brug (tegenover Station Kiev) en metrostation Krasnopresnenskaja opgeheven. Hierdoor ontstond er een geïsoleerd tramnet dat in twee richtingen vanaf het station Kiev uitwaaierde. De tramlijnen 16, 26, 29, 31 en Б kregen hierdoor weer andere routes. Het geamputeerde netwerkje werd door de lijnen 30 en 31 bediend en in 1962 opgeheven. De tram werd gezien als een hinderlijk zich voortsukkelend object. Bus en trolleybus waren de meest populaire voorzieningen en op de grotere afstanden de metro. Ook de reconstructie van vele wegen rond Moskou bedreigde de tram. Er was bijna geen sprake van vrije banen en vele uitvalswegen werden tot acht- of tienbaansweg omgebouwd waarbij er in het midden geen plaats voor de tram werd bedacht. De eliminatie van tramlijnen betekende een toenemende onbetrouwbaarheid in de dienstuitvoering. Passagiers gingen veelal de trolleybuslijnen gebruiken die wel rechtstreekse verbindingen gaven.
In 1957 en 1958 volgden nog meer opheffing waardoor het netwerk met 60 kilometer afnam. Protesten van reizigers – een opheffing van een tramlijn betekende vaak dat er geen alternatief voor werd teruggeven - haalden zelfs de krant wat zeer uitzonderlijk was. Ingezonden brieven in Moskovskaja Pravda in juli 1958 hekelden het stadsbestuur aangaande hun opstelling tegen de tram. Tussen 1959 en 1963 waren er – hierdoor? – geen opheffingen van tramlijnen. De bouw van 2 nieuwe remises wordt stilgelegd maar men blijft ook lijnen naar de steeds verder van Moskou verwijderde buitenwijken aanleggen. Tsjerjomoesjki en Nieuw Semenovskoje Tsjerjomoesjki krijgen een aansluiting naar de Universiteit. Plannen voor meer verbindingen zijn er naar Chovrino, Aksinino en Zachar die een omvang van 66 km hadden. Van de plannen is alleen de doortrekking van lijn 6 vanaf Toesjino gerealiseerd. Eind jaren 1950 wordt, wegens een gebrek aan conducteurs, geëxperimenteerd met muntdozen waarin passagiers de verschuldigde ritprijs in kunnen gooien. Dit experiment blijkt succesvol en de conducteur op de tramlijnen die met een aanhangwagen rijden, wordt afgeschaft. Het feit dat het zwartrijderspercentage toeneemt wordt voor lief genomen en niet openbaar gemaakt.
De enorme bevolkingsexplosie begin jaren 1960 – tussen 1959 en 1970 groeit de bevolking met 1,9 miljoen inwoners - leidt tot het feit dat Moskou in één grote bouwput verandert en er overal identieke flatwijken verrijzen. Deze wijken kunnen niet allemaal snel op de metro worden aangesloten en de trolleybus neemt het leeuwenaandeel op zich. Voor de wijk Strogino en een doortrekking naar de stad Krasnogorsk worden tramlijnen ontworpen waarvan echter alleen de lijn naar Strogino pas in 1977 werd voltooid. In het begin van 1961 telt Moskou 45 tramlijnen op een net van 491 km. De tram bevindt zich echter toch in een neerwaartse spiraal. Binnen de Tuinring was het vervoerde aantal passagiers bijvoorbeeld in 1955 bijna 1 miljoen per dag, in 1963 waren er daar nog 735.000 van over. Het aandeel van de tram in het totale openbaar vervoer van de stad slonk van 32,6% in 1955 tot 19,1% in 1963.
Een nieuw ontwerp tram dat voortborduurde op de succesvolle MTV-82 trams, EET-55 gedoopt, komt niet verder dan 10 proefmodellen. Deze trams waren duidelijk afgekeken van de succesvolle Europese ontwikkelingen met PCC-cars. Alhoewel zonder middendeur, waardoor de passagierscirculatie te wensen over liet, hadden zij grote ramen en konden gekoppeld rijden. In de praktijk vielen ze echter tegen. De RVR-fabrieken in Riga, die de vervolgserie MTV-82 had gebouwd, hadden vanaf 1960 meer succes met hun Type EET-6. In Moskou kwam het wat deze trams betreft niet verder dan 8 exemplaren (nrs.216-223) die vanaf 1961 werden afgeleverd. De oorzaak hiervan was het feit dat de hoofdstad de beschikking kreeg over de moderne Tatra Types T2 en T3. In 1957, na een bezoek van Chroesjtsjov aan de Praagse Tatra-fabrieken, wordt besloten vanaf 1959 Tsjechische Tatra-trams te gaan importeren. De trams werden betaald met Russische olie. Het betreft een serie van 180 stuks die tot 1962 wordt afgeleverd. Dit geeft de materieelpositie een flinke impuls en in de jaren 1960 wordt slechts 20 kilometer tramlijn opgeheven.
In 1962 wordt de remise Artamonov gesloten en daarbij het gehele netwerk van tramlijnen in het westen van de stad gereorganiseerd. Zo verdwijnt lijn 1 die een geliefde verbinding onderhield tussen de Boulevardring (bij de Staraja plosjtsjad) en het noordwesten van de stad. De Boulevardring worden vanaf 1963 gereconstrueerd en vanaf dan wordt ook daarover de tram opgeheven op het oostelijk deel na dat als een essentieel onderdeel van het tramnet wordt gezien. Alle traminfrastructuur en –lijnen binnen de B-Ring is echter in 1963 – op het genoemde lijngedeelte na – verleden tijd. Aan het einde van 1963 heeft de Moskouse tram aan rollend materieel:
- 289 tweeassige motorwagen Type BF;
- 205 vierassige motorwagens Type KM;
- 59 M-38 trams;
- 489 MTV-82 trams;
- 21 vierassige EET 55/57 en EET 6 motorwagens;
- 178 Tatra motorwagens Type T2;
- 10 stuks Tatra Type T3 (de eerste van een zeer grote serie);
- 510 tweeassige aanhangwagens.

#### Uitbreidingen en opheffingen 1956–1963
- Uitbreidingen
  - Aansluiting van Tsjerjomoesjki met de Universiteitslijn via de Krzjizjanovskogostraat (lijn 22/26)
  - Verlenging vanaf Toesjino van lijn 6 naar de Janis-Rainis-boulevard
  - Rechttrekken van verbinding tussen het zuidelijkste deel van de Boulevardring en de Oestinski projezd
- Opheffingen
  - Eindpunt over Loebjankaplein (2, 3, 24, 41)
  - Verbinding over de B-Ring zuidoostelijk tussen Station Kiev en Oktoberplein (lijnen 16, 26, 42 en 47)
  - Verbinding van het oostelijk deel van de Borodinski-brug (tegenover Station Kiev) en metrostation Krasnopresnenskaja (lijnen 16, 26, 29, 31 en Б)
  - Route tussen de stations Koersk en Pavelets via de straat Zemljanoj Val, metrostation Taganskaja, over de Bolsjoj Krasnocholmskibrug (lijnen 33 en 35)
  - Lijn 24 over de Pjatnitskaja-straat vanaf eindpunt Valovajastraat (B-ring)
  - Lijn 20 naar Ostapov via de Novoostapovskajastraat
  - Tussen 1961 en 1963 worden de lijnen in het stadsdeel Zamoskvoretsje geheel herzien. De twee routes over de Sadvonitsjeskaja-straat (lijnen A, 3 en 24) worden opgeheven en vervangen door een veel rechtstreeksere verbinding tussen het zuidelijkste gedeelte van de Boulevardring en station Pavelets door de Novokoeznetskaja-straat (voor de lijnen A, 3 en 39);
  - Tevens wordt in deze tijd lijn 8 over de Volgogradski prospekt opgeheven.

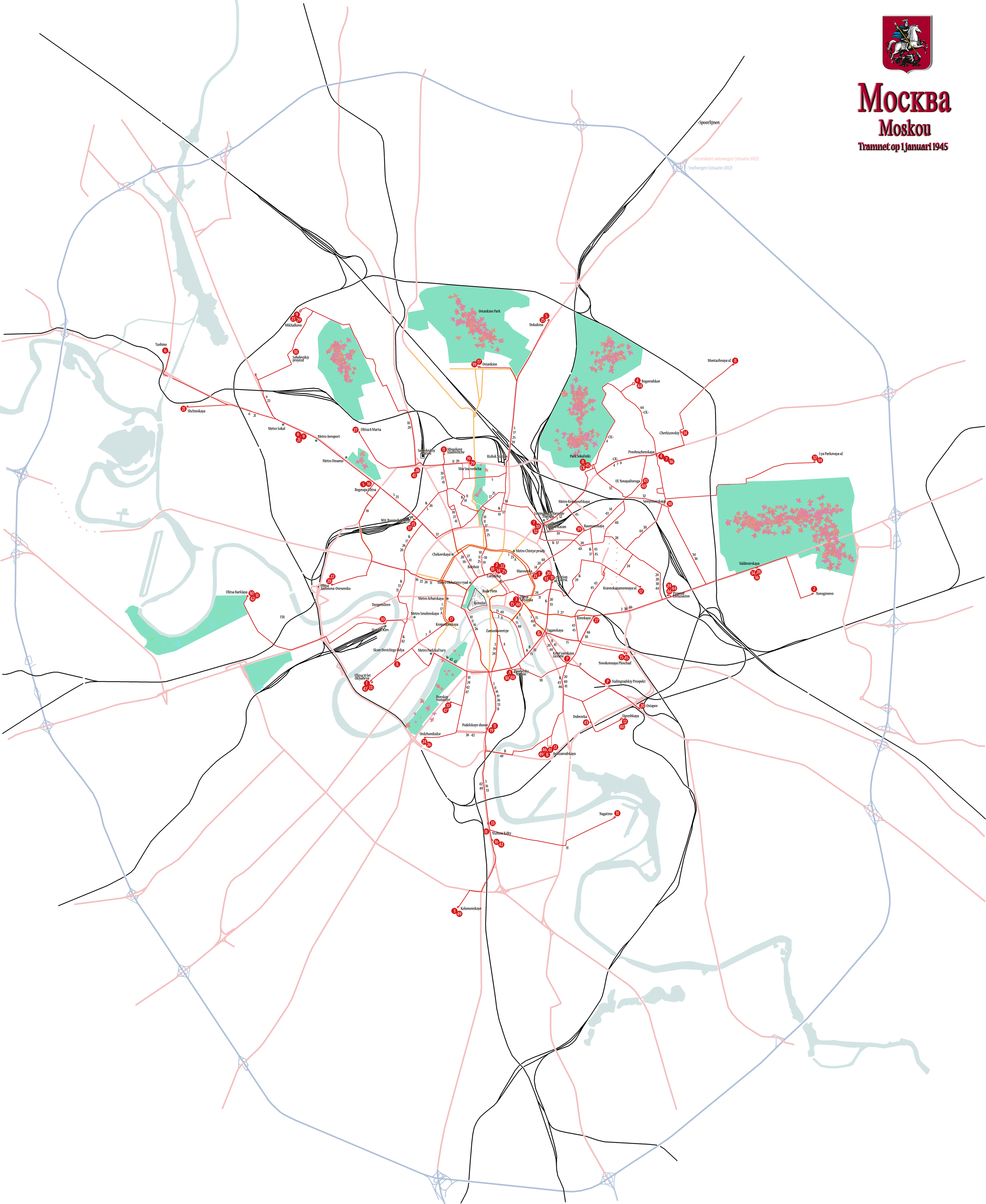
Het tramnet in 1945 na de Grote Patriottische Oorlog.
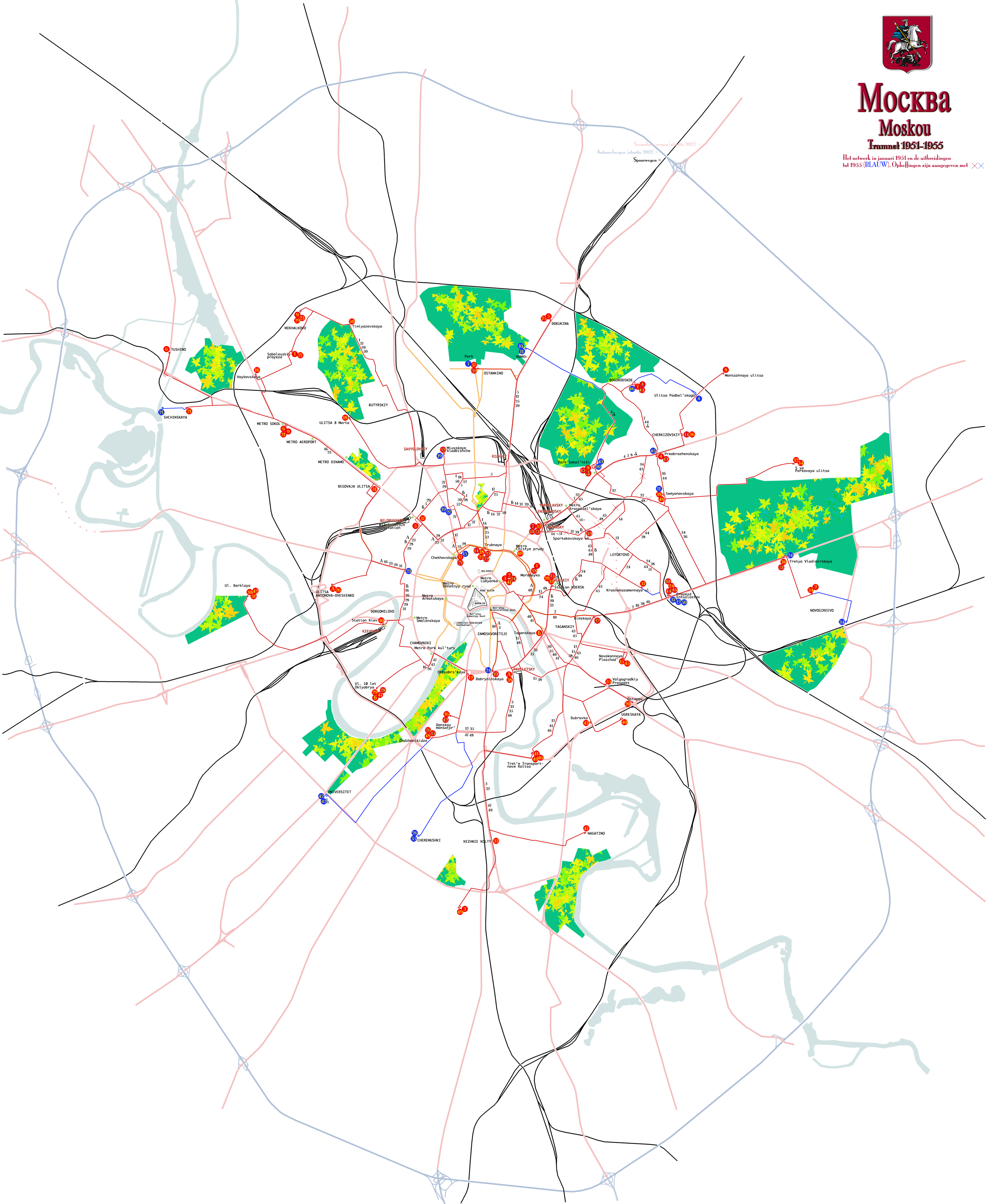
In de vroege jaren 1950 groeit het tramnet alleen nog naar de voorsteden.
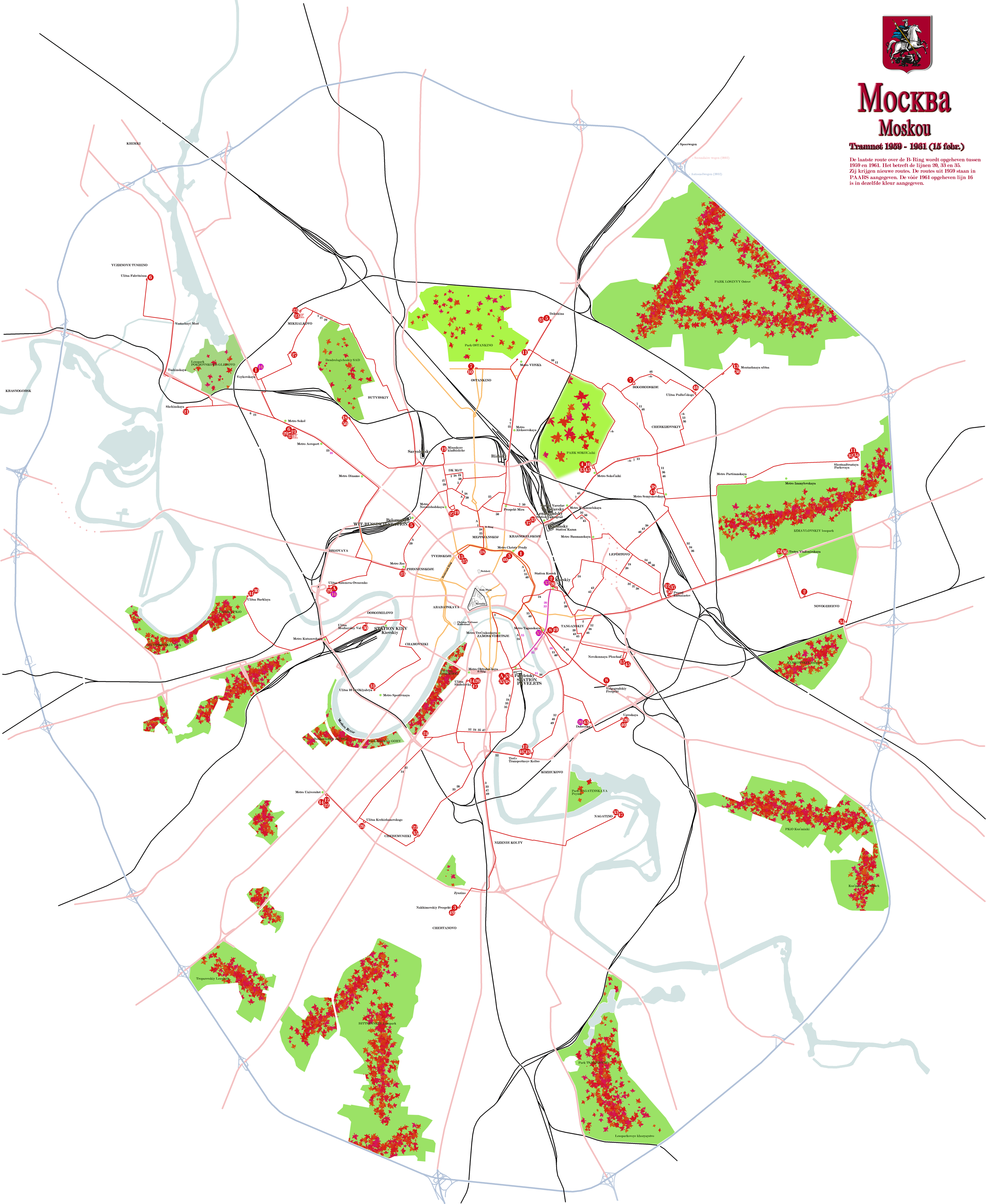
Begin jaren 1960 is de functie van het netwerk in het centrum uitgespeeld; de voorsteden houden hun tram.

### Uitbreiding naar de voorsteden
In 1964 werd een studie van stedenbouwkundigen aan het gemeentebestuur aangeboden waarin dringend werd geadviseerd de voorsteden van goede tramverbindingen te voorzien. Omdat het aanleggen van metrolijnen kostbaar en tijdrovend is en de trolleybus onvoldoende capaciteit biedt, werd aanbevolen tramlijnen aan te leggen om die op termijn door de metro te vervangen. Als eerste zouden lijnen worden aangelegd naar Medvedkovo, over een tweede route via de Perovskaja-straat naar Novogirejevo en naar Koezminki. Het enige wat hiervan werd gerealiseerd was een verlenging van 3 km van een lijn naar Medvedkovo (de huidige lijn 17).
De geschiedenis van het tramvervoer in de jaren 1960-1975 zit vol van dit soort plannen en het uiteindelijke feit dat er (bijna) niets van werd gerealiseerd. De officiële slogan voor deze bouwontwikkelingen was ‘Naar de voorsteden’ maar betekende uiteindelijk dat bewoners in enorme flatwijken kwamen te wonen waar het openbaar vervoer vooral uit trage busverbindingen naar verafgelegen metrostations bestond. De grootste uitbreiding die in deze jaren werd voltooid was de nieuwe lijn naar het zuiden van de stad over de Tsjertanovskaja door Tsjertanovo (lijn 1 en 49) en het tramnet groeide zelfs van 448 naar 468 km. Deze laatste nieuwe lijn, die 1 februari 1971 werd geopend, was aangelegd als voorloper van de metro. De metro kwam er echter 15 jaar later pas en toen werd besloten de tramlijn te handhaven. Op 25 juli 1973 werd het noordwestelijk deel van het tramnet van het overige deel afgesneden door de opheffing van de lijnen 23, 25 en 25K tussen metrostation-straat 1905 goda, over de Krasnaja Presnja-straat, via metrostation Krasnopresnenskaja, langs de Dierentuin en het Station Beloroesskaja. Vanaf die dag was dat netwerk geïsoleerd en de verbinding is nooit meer hersteld. Het noordwestelijke net kreeg uitsluitend de functie aansluitingen te geven op metrostations en betrof van die datum af de lijnen 6, 21, 23, 27 en 28. Zelfs nieuw afgeleverde trams moesten per oplegger naar het andere netwerk worden overgebracht omdat de het hele verbindende baanvak wordt opgebroken. Ondanks de bouw van enkele nieuwe verbindingen daalde de omvang van het net tussen 1971 en 1977 naar 455 km. Het aandeel van het tramvervoer in de stad bedroeg in 1976 nog 11,3%.
De hoeveelheid in dienst zijnde trams daalt met 250 tot 1517 stuks in 1970. De Tatra-trams zijn een succes alhoewel op verzoek van de directie de trams vooral met het oog op de zeer strenge Moskouse winter robuuster moesten worden gemaakt. De verwarming, bedrading, motoronderdelen voor deuren en ramen werden daartoe aangepast. Nadat de beroemde MTB-82 trams buiten dienst gaan, wordt het gehele tramnet van Moskou vanaf het midden van de jaren 1980 door Tsjechische trams bediend. In 1967 worden op de drukste tramlijnen nieuwe Tatra-trams van het Type K2 – enkelgelede 21 meter lange trams op 3 trucks – ingezet die een hogere passagierscapaciteit hebben. Tot 1969 worden er 60 van aangeschaft maar men slaagt er niet in de simpelste reparaties aan de geledingen te doen en de serie wordt reeds in 1980 buiten dienst gesteld. Trucks van deze trams worden gebruikt voor de Tatra T3-serie waarvan er tussen 1963 en 1987 maar liefst 2069 worden afgeleverd. De liquiditeit van het bedrijf komt sterk onder druk te staan doordat de exploitatiekosten sterk stijgen en de tarieven (verplicht) op het niveau van 1948 moeten blijven. Daarnaast krijgen steeds meer mensen vrij reizen: weduwes, gepensioneerden, mensen die gewond geraakt waren in de Grote Patriottische Oorlog, mensen die de Grote Patriottische Oorlog hebben overleefd, studenten, dragers van bepaalde ordes (wat een bloeiende handel in neponderscheidingen en geloofspapieren van overledenen veroorzaakt) en ex-personeelsleden etc. In 1983 wordt het weer over een andere boeg gegooid en worden plannen gepresenteerd het net met 200 kilometer uit te breiden maar alleen de nieuwe tramlijn 28 wordt hiervan gerealiseerd. Eind jaren 1980 wordt de kaartverkoop op de trams gestaakt en verplaatst naar duizenden voorverkoopadressen, zogenaamde ‘Sojoezpetsjats’. Controle van passagiersbewijzen na de afschaffing van de conducteur is er overigens nauwelijks. Het zwartrijderspercentage wordt geschat op 55% maar officieel bestaat het niet. Iedere Sovjetburger betaalt altijd netjes!

#### Uitbreidingen en opheffingen 1963–1990
- Uitbreidingen
  - Verlenging in het zuiden naar Akademia Jangelska (Tsjertanov, lijnen 1 en 16)
  - Verlenging lijn 6/6K vanaf de Janis Rainis-boulevard in een halve ring over de Gerojev Panfilovtsev-straat
  - Twee lijnen over de Stroginskoje sjosse naar Strogino waar een ring wordt aangelegd
  - Verlenging noordelijk naar Medvedkovo (lijnen 5 en 17)
  - Verlenging vanaf Sjtsjoekinskaja via de Zjivopisnaja-straat voor lijn 28
- Opheffingen
  - De geïsoleerde lijnen 30 en 31 rond station Kiev worden opgeheven
  - Verbinding noordelijk van de dierentuin over de Bolsjaja Groezinskaja-straat naar het Station Beloroesskaja (lijnen A en 29)
  - Route tussen het zuidelijkste deel van de Boulevardring naar metrostation Taganskaja en vandaar over de Marksistskaja-straat (lijnen 8, 15 en 40)
  - Verbinding tussen metrostation Toelskaja over de Avtozavodski-brug via de Vostochnaja-straat (lijnen 12, 46 en 49)
  - Vanaf Boulevardring noordwestelijk naar metrostation Tverskaja/Tsjechovskaja (lijnen 15 en 25)
  - Verbinding vanaf metrostation Troebnaja op de Boulevardring noordelijk naar de Sadovaja Soecharevskaja-straat (lijn 18)
  - Verbinding rond Savelovski station tussen-straat Nizjnjaja Maslovka en Tichvinskaja-straat voor de lijnen 1, 27 en 29
  - Verbinding van Station Koersk naar Boulevardring (lijn 24) over de Vorontsovo pole-straat
  - Route over de Lefortovski Val (lijnen 24 en 38)

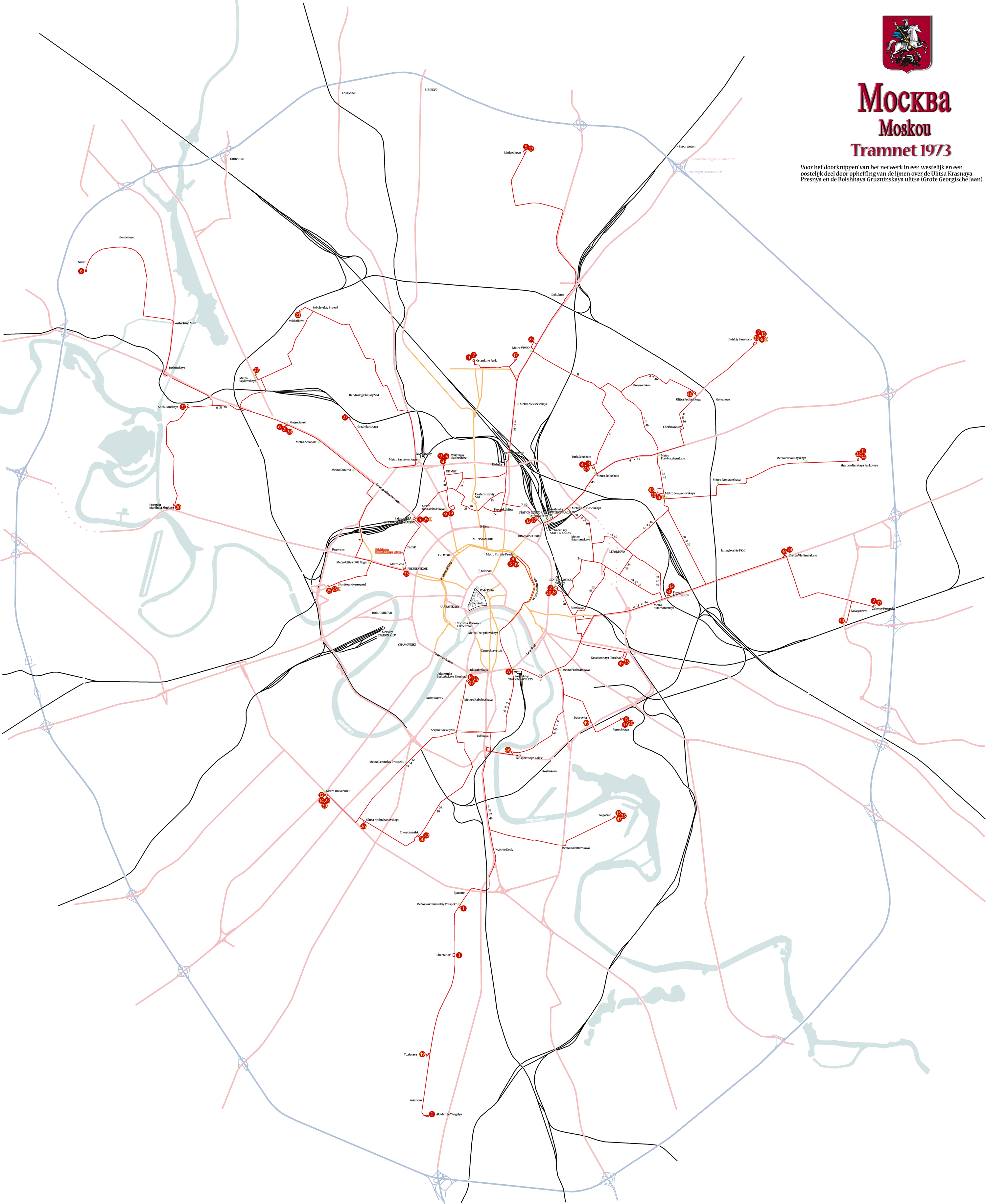
Tramnet in 1973; alleen de oostelijke Boulevardring heeft nog een tramverbinding.
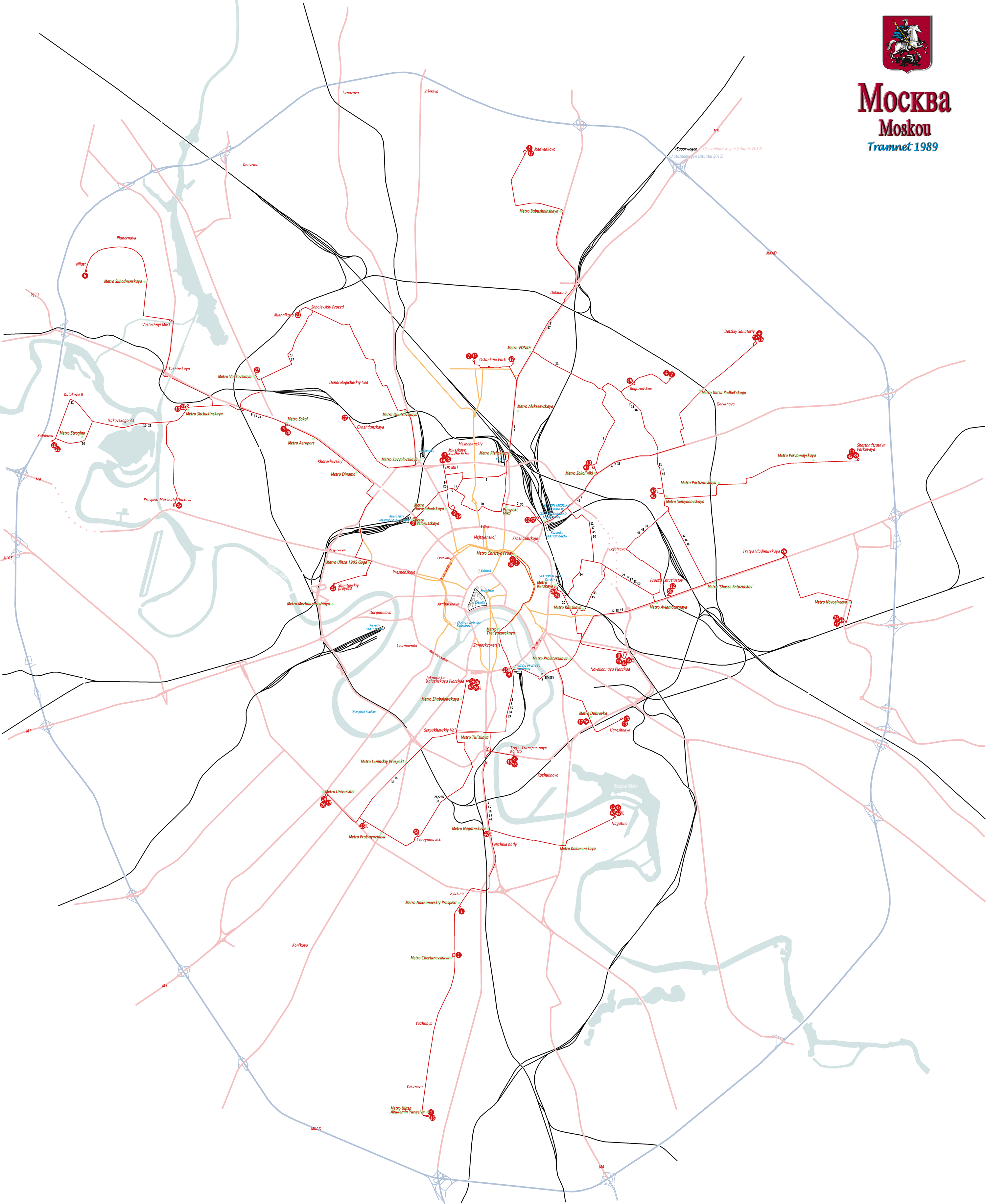
Het tramnet in 1989 voordat de Sovjet-Unie uiteen valt.
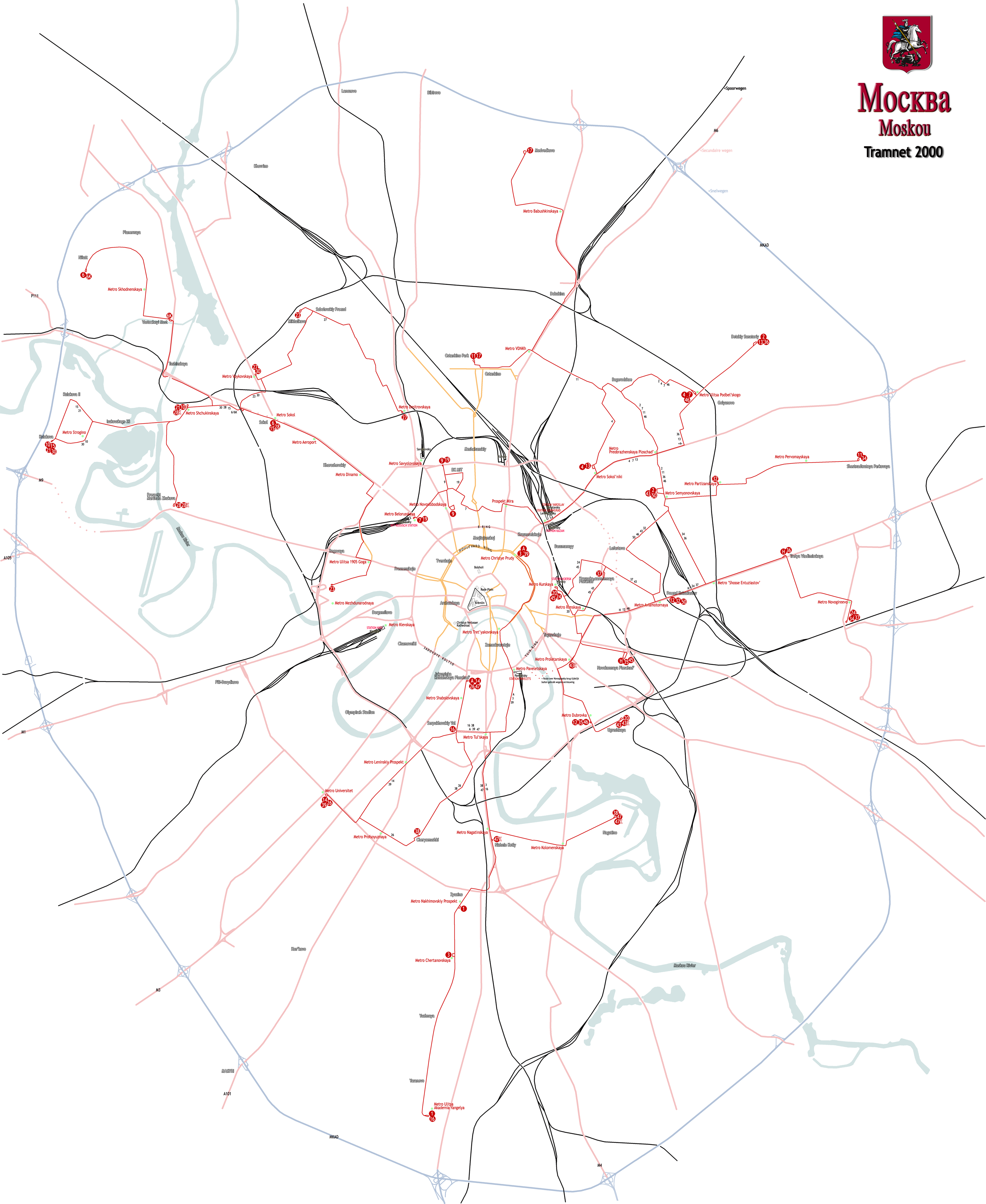
Het tramnet in het jaar 2000.
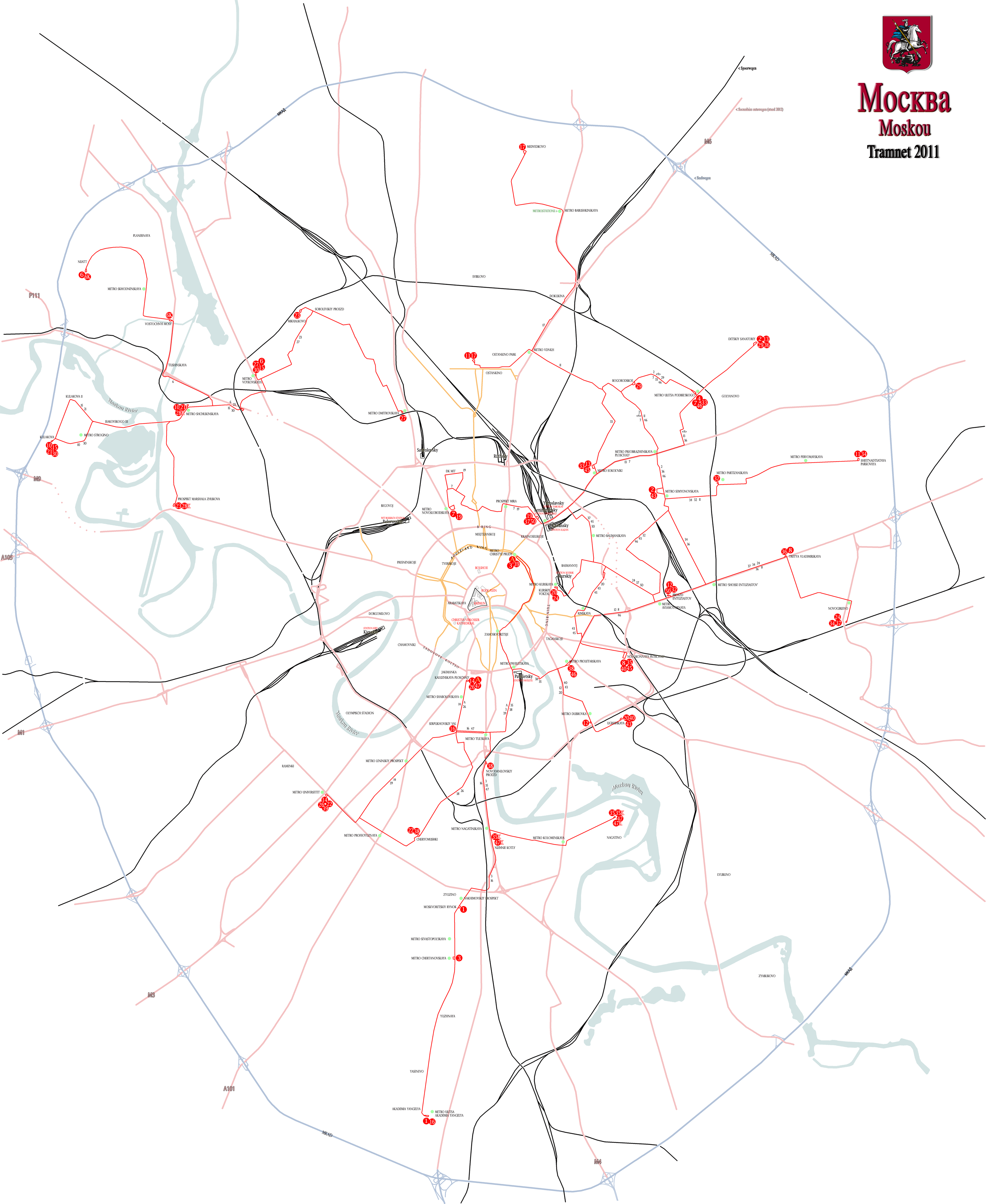
In 2011 bestaat het tramnet duidelijk uit 3 delen.

## Ontwikkelingen na het uiteenvallen van de Sovjet-Unie
De totale lijnlengte van het net bedroeg in 1990 458 kilometer waarop 1517 trams dienstdeden. Het aandeel dat de hoeveelheid trampassagiers in het openbaar vervoer in geheel Moskou had, was gedaald van 48% in 1948 naar 8% in 1990. De jaren 90 waren voor het trambedrijf zeer moeilijk: vele dingen die vanzelfsprekend leken verdwenen. Er was geen geld voor de instandhouding van baan, bovenleiding, materieel en salarissen van personeel werden laat, niet of soms in voedselpakketten betaald. Er waren vele dienstonderbrekingen doordat bijvoorbeeld de elkaar bevechtende bureaucratische instanties de stroom afsloten omdat men meende dat de rekening niet betaald was.
Vanaf 1991 werden enkele series vierassige KTM-trams, doosachtige trams met grote schuifdeuren, die enigszins gebaseerd waren op de het Konstal Type 105N, door de Katav-fabrieken afgeleverd. In totaal ging het tot 1994 om 2 series van respectievelijk 167 en 187 motorwagens (nrs.5001-5167 resp. 1201-1269, 4200-4271 en 5200-5262). Eind jaren 1990 werden alle bruggen over de Moskou-rivier herbouwd en werden de sporen met behulp van militair materieel en mankracht vernieuwd. Voor de vernieuwing van de kruisingen van de trambanen met de derde ringweg om Moskou werd de hulp ingeroepen van spoorwegpersoneel. In 2002 werd remise Krasnopresnenskoje verplaatst naar Strogino wegens de reconstructie van de B-Ring. Tussen 1992 en 2004 verdwenen de volgende verbindingen:
- Lijn 5 tussen het Station Beloroesskaja, noordelijk via de Prospekt Mira tot het tentoonstellingsterrein in het Ostankino-park (waar de lijn verder liep naar Medvedkovo, huidige lijn 17);
- Lijn 27 over de-straat 8 Marta naar station Savelovski en over de Boetyrskaja-straat naar metrostation Dmitrovskaja;
- Lijn 23 naar Park Krasnaja presnja, teruggetrokken in 2003 tot 1-y Botkinski proyezd ter hoogte van metrostation Dinamo in 2003, in 2004 ‘tijdelijk’ teruggetrokken tot metrostation Sokol.

Tot 2010 werd veel van het overgebleven tramnet gerenoveerd en de lagevloertram deed zijn intrede. De dienstuitvoering werd echter steeds moeizamer, doordat het sterk gestegen individuele verkeer overal de tram hinderde. Vrije banen ontbraken grotendeels en bijna alle baanvakken lagen in het midden van de brede straten. Op de trambaan was ook autoverkeer toegestaan. Deze problemen deden de directie besluiten geen dienstregeling meer te publiceren; ze was toch niet te handhaven. In 2009/10 werden 80 Tatra T3-trams nog volledig verbouwd en het wagenpark bedraagt op dat moment 970 eenheden. In de periode 2012/14 wilde Mosgortrans 300 lagevloertrams aanschaffen. Naast het officiële besluit alle resterende tramlijn tot light-rail-standaard op te waarderen werd op 5 april 2011 besloten om 5 nieuwe tramverbindingen aan te leggen.
- Medvedkovo – Metrostation Altoedjevo
- Ivanovo – Balasjicha
- Tsjertanovo – West-Birjoeljovo
- Zagorje – Oost Biryulyovo
- Korolev – Kostjakov
- Goljanovo – Park 16e-straat

De financiering van deze plannen was echter niet gezekerd.
Het lokale transport werd in overvloed door de metro afgewikkeld dat 12 lijnen en 182 stations had en een van drukst gebruikte metrosystemen ter wereld is. Dagelijks maken er 9 miljoen passagiers gebruik van en er waren grootse uitbreidingsplannen gezien de enorme transportproblemen waarvoor de stad staat. Omdat de metrostations, in vergelijking met andere steden, buiten het stadscentrum ver uit elkaar liggen (gemiddeld 3 kilometer), werd vanaf ieder metrostation in de buitenwijk een groot uitwaaierend busnet geëxploiteerd. Voor de middellange afstanden was het trolleybusnetwerk bedoeld en in de oostelijke en zuidelijke voorsteden de tram. In 2004 werd een monorail in Ostakino geopend. Deze verbond het Timirjazevskaja metrostation met Sergej Eisenstein-straat en liep dicht langs het permanente tentoonstellingsterrein VVC (Всероссийский выставочный центр). Op dit prestigeproject werd grote kritiek geleverd omdat de hoeveelheid te vervoeren passagiers – 12.000 per dag – makkelijk met een veel goedkoper aan te leggen en te exploiteren tramverbinding kon plaatsvinden. Men had eenvoudigweg de tramlijnen 11 en 17 vanaf Ostakino westwaarts kunnen verlengen. Deze verbinding zou dan ook nog kunnen werden aangesloten op andere te ontwikkelen stadsdelen en weer een aansluiting kunnen maken met het geïsoleerde noordwestelijke net.
Het gebruik van de tram op het totaal aantal passagiers lag in 2011 op 5% van dat totaal. De belangrijke verbindingen waren nu dwarsverbindingen die een aantal metrostations met elkaar verbinden zoals die van metrostation Universiteit (metrolijn 1) naar Profsojoeznaja station (metrolijn 6) en die tussen Vojkovskaja en Strogino. Er waren in 2011 drie aparte delen in het tramnet te onderscheiden:
- Het netwerk vanuit remise Krasnopresnenskoje waarbij het meest westelijke deel het eindpunt Strogino was en het meest oostelijke metrostation Dmitrovskaja (metrolijn 9). Dit netwerk was in 1973 (zie boven) van het overige afgesneden en werd nu door de lijnen 6, 6K, 10, 15, 21, 23, 27, 28, 28K en 30 bediend. Slechts enkele kilometers verbinding ontbreken om het deelnet weer aan te sluiten op het overige net maar hiervoor waren geen plannen. Dit deelnet werd het meest intensief gebruikt en vervoert de meeste passagiers.
- Het netwerk vanuit de Apakov remise dat bestaat uit lijnen in het zuiden van de stad. Hieronder valt de belangrijke lijn van metrostation Universiteit (metrolijn 1) naar Paveletskaja en de as naar het zuiden van de stad (Tsjertanovska). Dit netwerkdeel werd nu door de lijnen A, 1, 3, 14, 22, 26, 39, 16, 26, 35/35K, 38 en 47/47K bediend. Tussen dit net en het oostelijk/noordelijk net was alleen de verbinding tussen Doebininskaja en Kozjevnitsjeskaja met de lijnen 35 en 38 nog in bedrijf.
- Het (grootste, in kilometers baanlengte) net in het noorden en oosten van de stad dat vooral een grote rol speelt in het vervoer vanaf de grote spoorwegstations Koersk, Leningrad en Jaroslav en naar niet goed op de metro aangesloten grote voorsteden als Bogorodskoje, Ostankino en Medvedkovo.

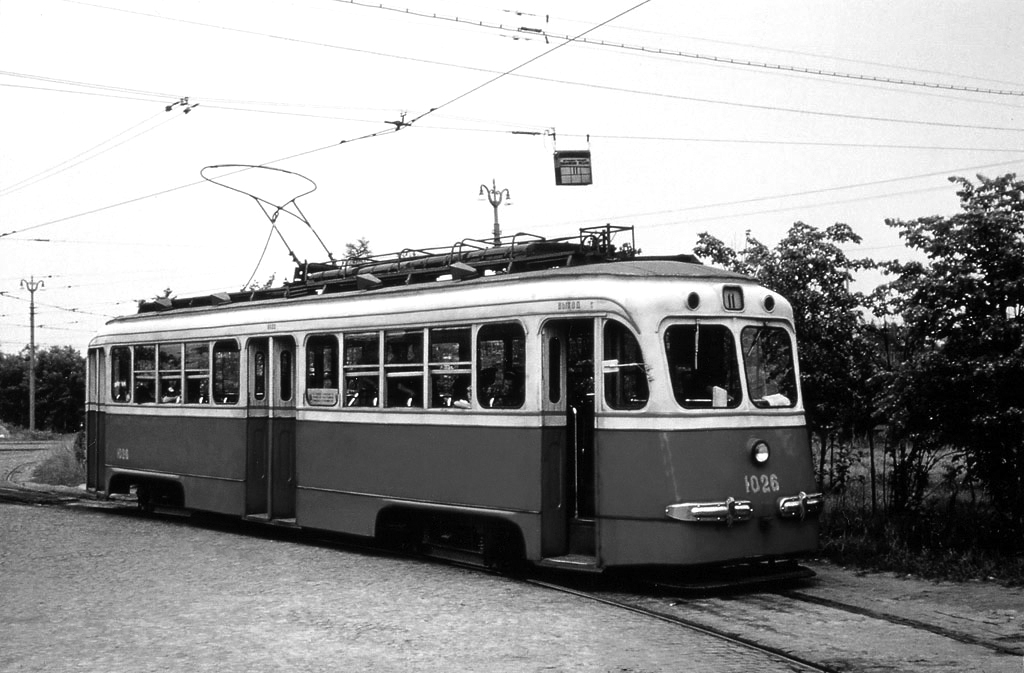
Een M-38 tram in 1957 aan het eindpunt Ostankino.
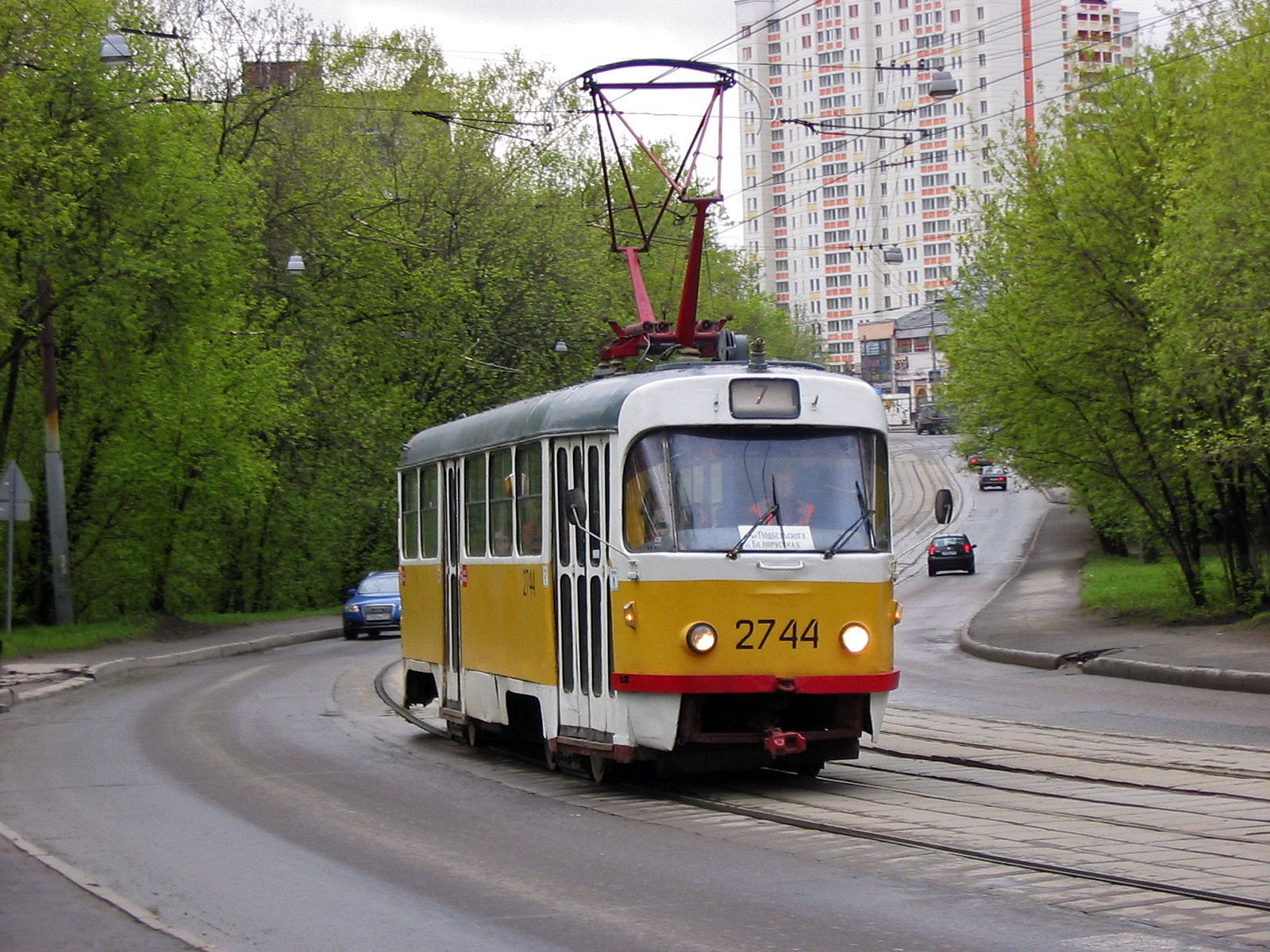
Een Tatra T3 op lijn 7.
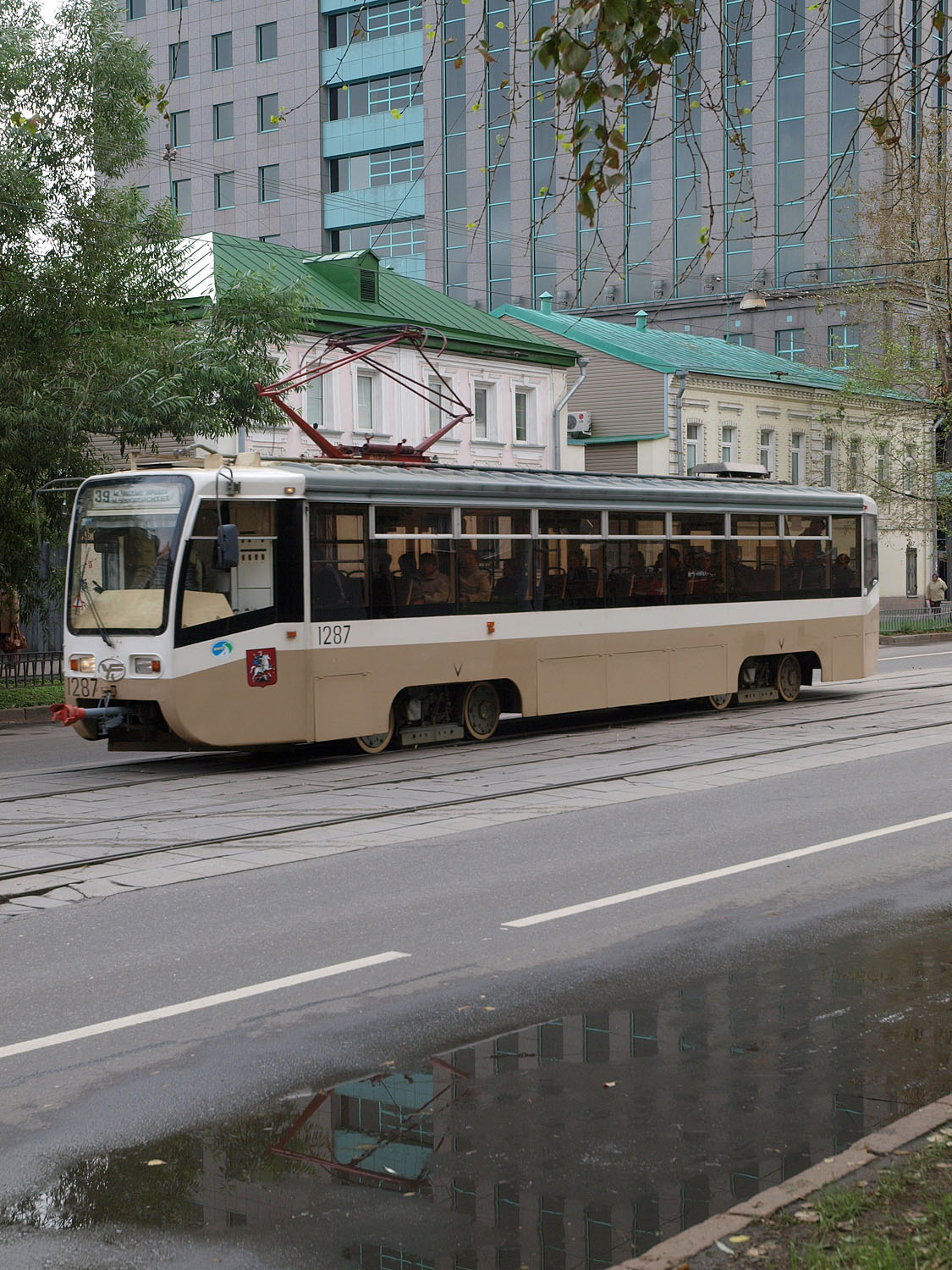
Een moderne KTM-19 tram op lijn 39 in Doebininskaja-straat, 2008.
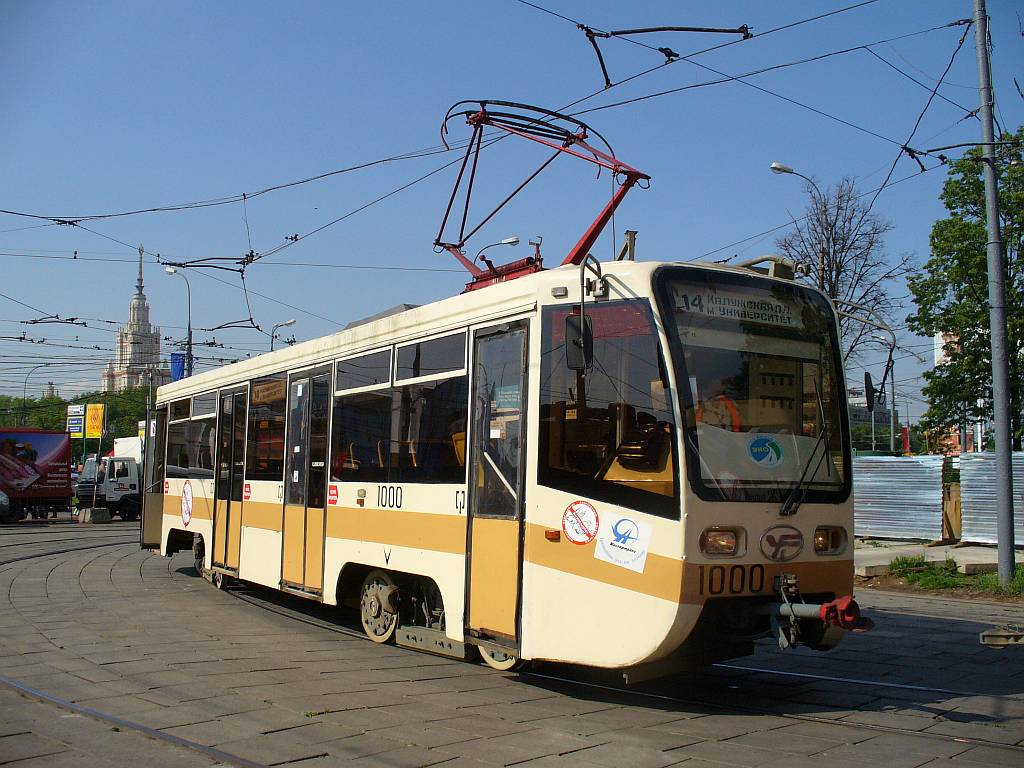
KTM-71 tram op lijn 14, 2006.
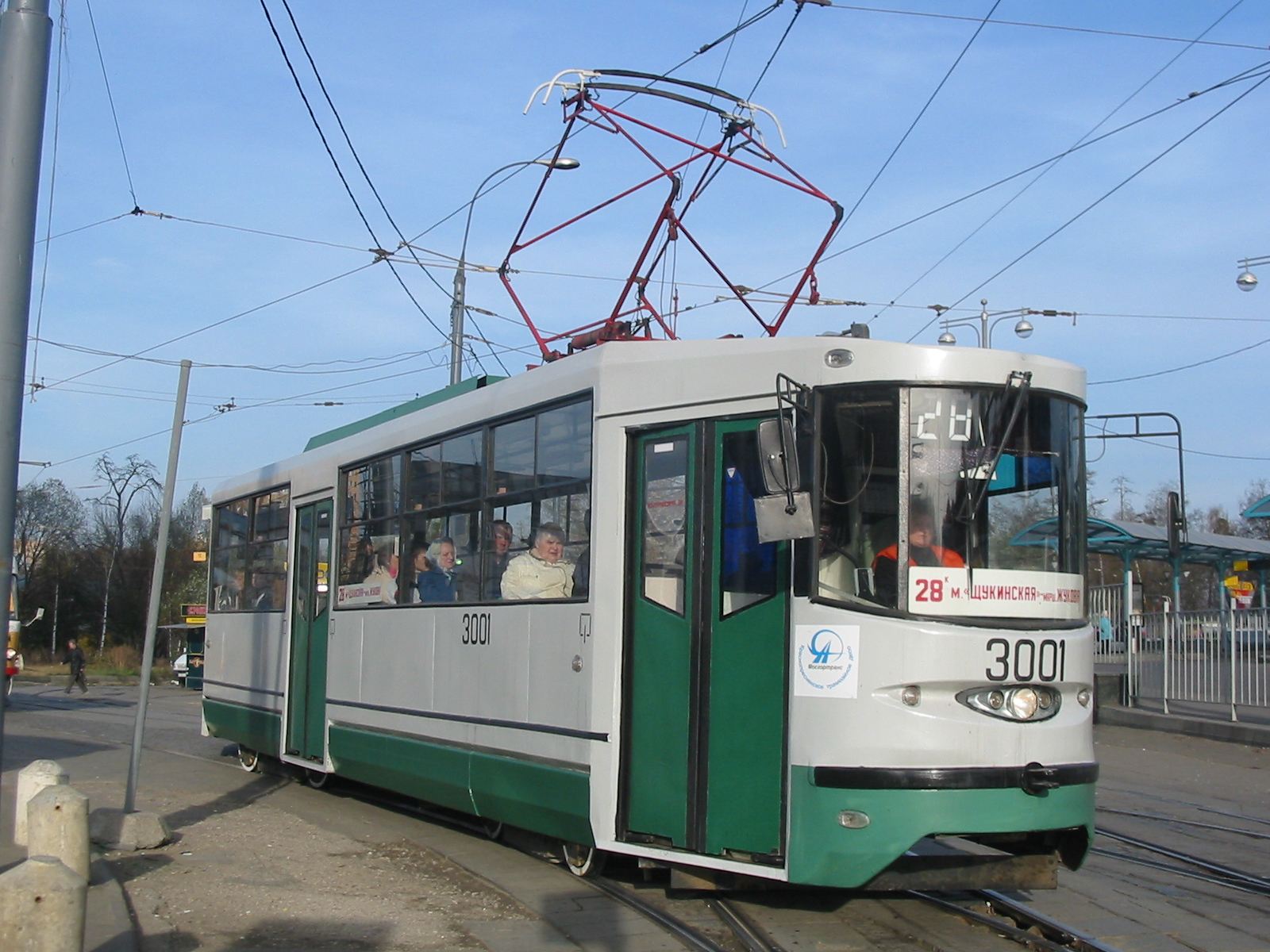
Experimentele LM-2000 tram: deze werd in 2001 gebouwd en moest de aanschaf-problemen van de Tatratrams opvangen omdat deze voor Moskou te duur waren geworden.
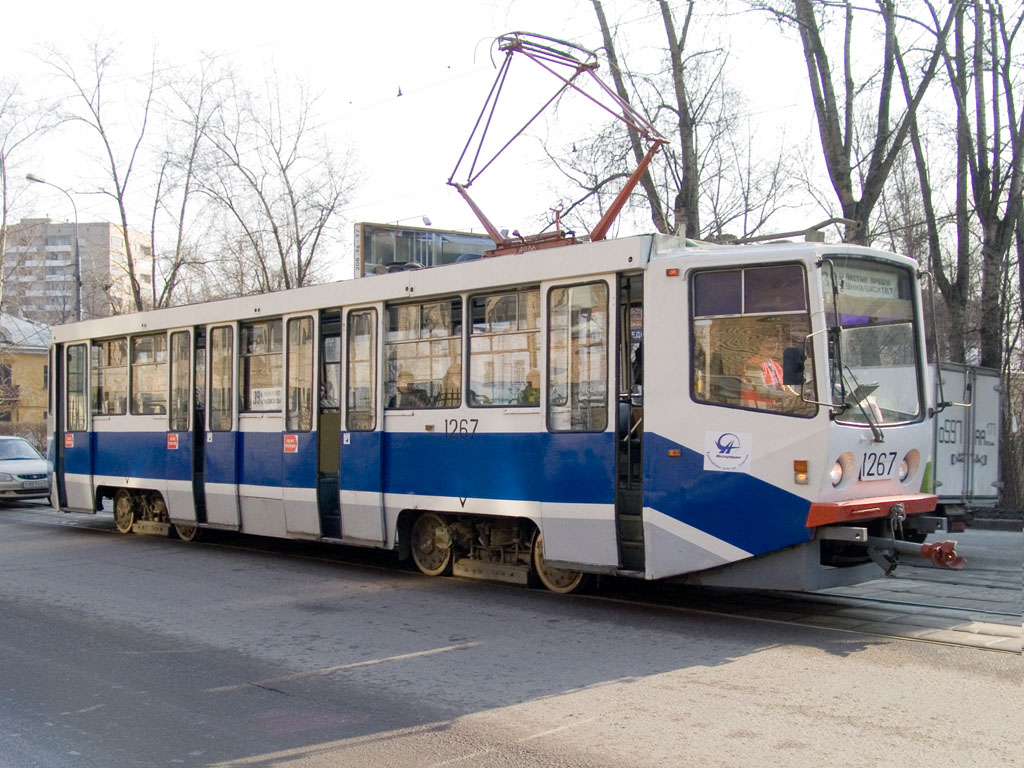
KTM-71 model op lijn 39, 2007.
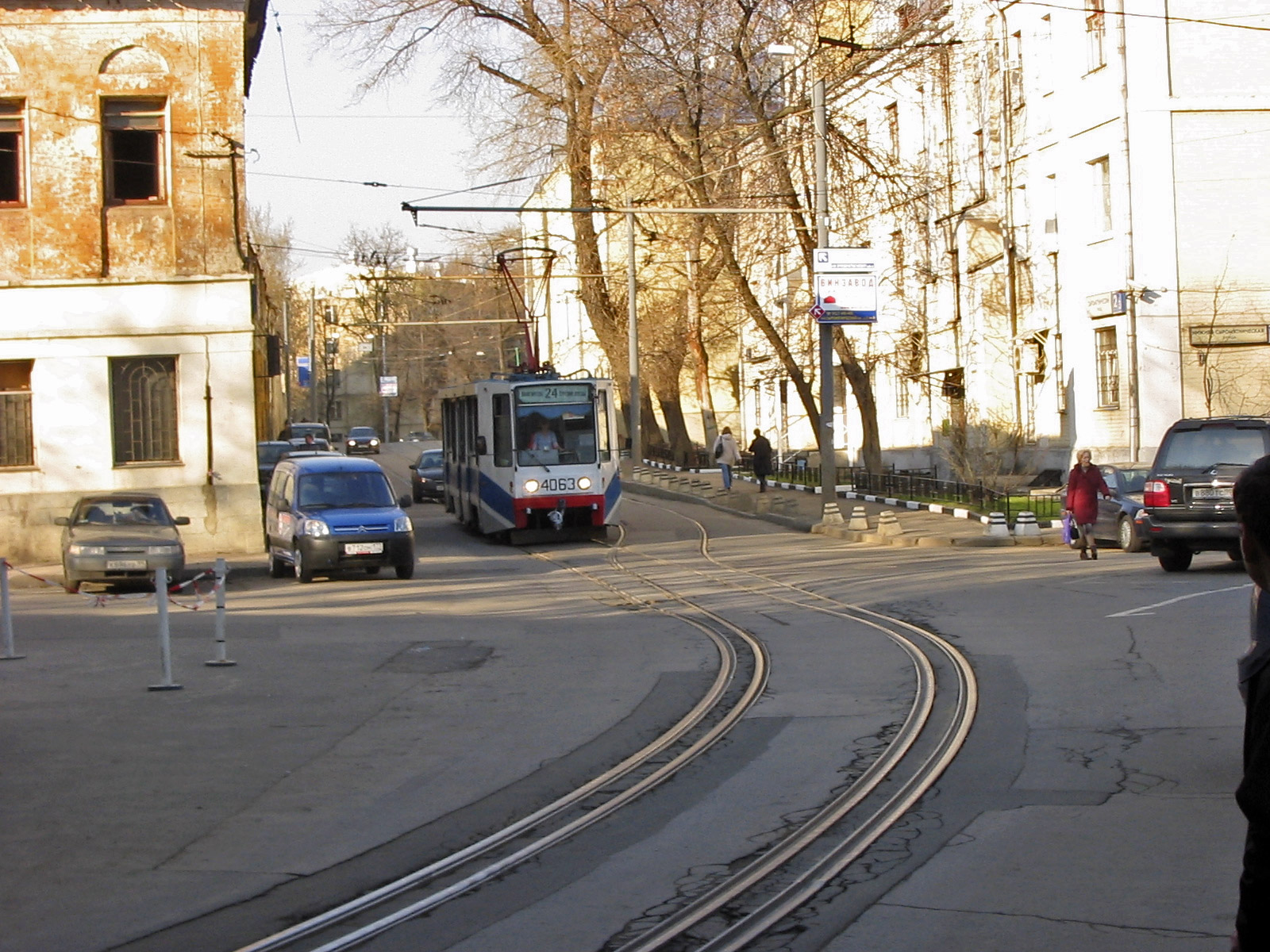
KTM model op lijn 24, 2007.
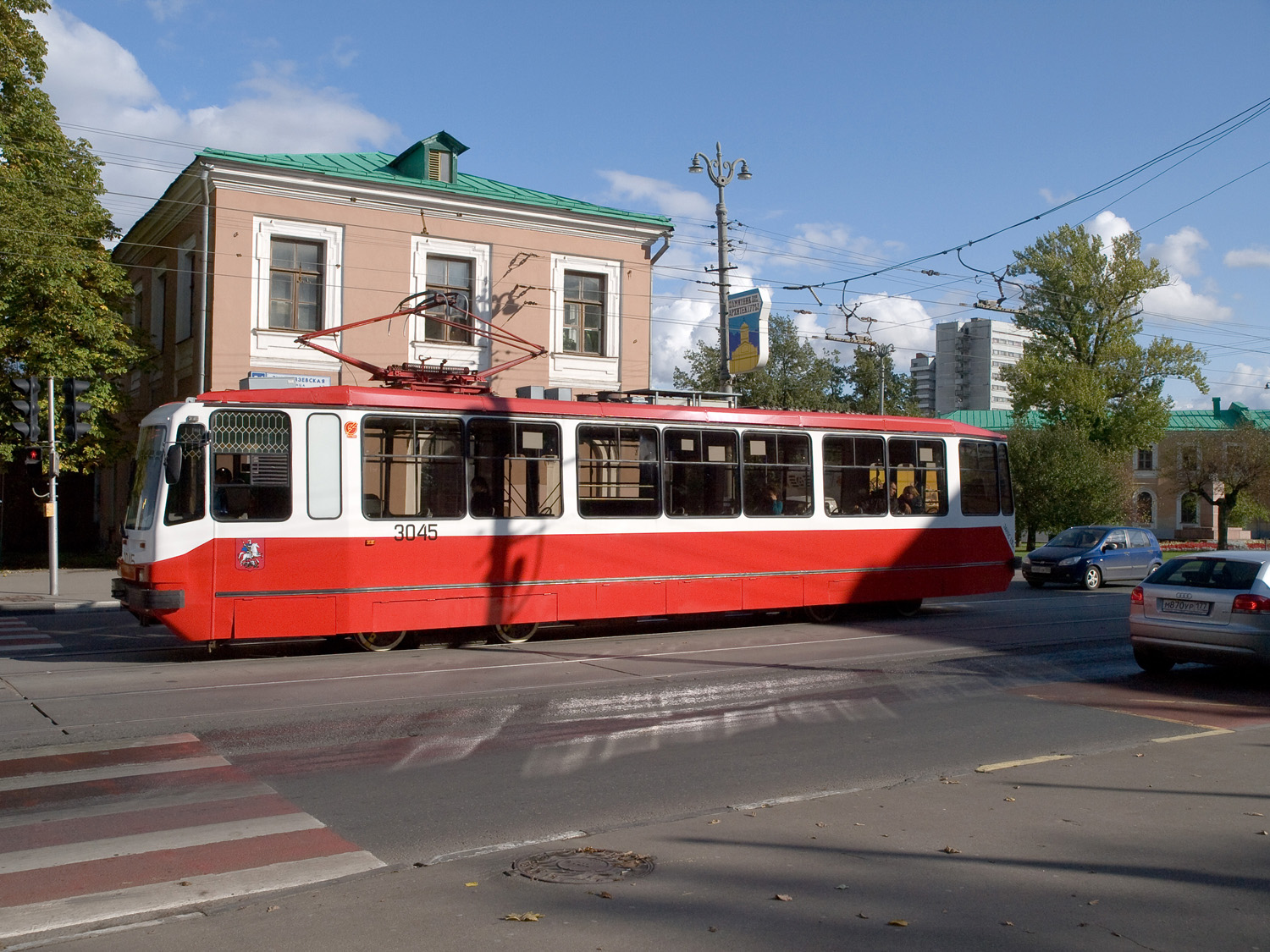
Gemoderniseerde KTM-tram, 2009.
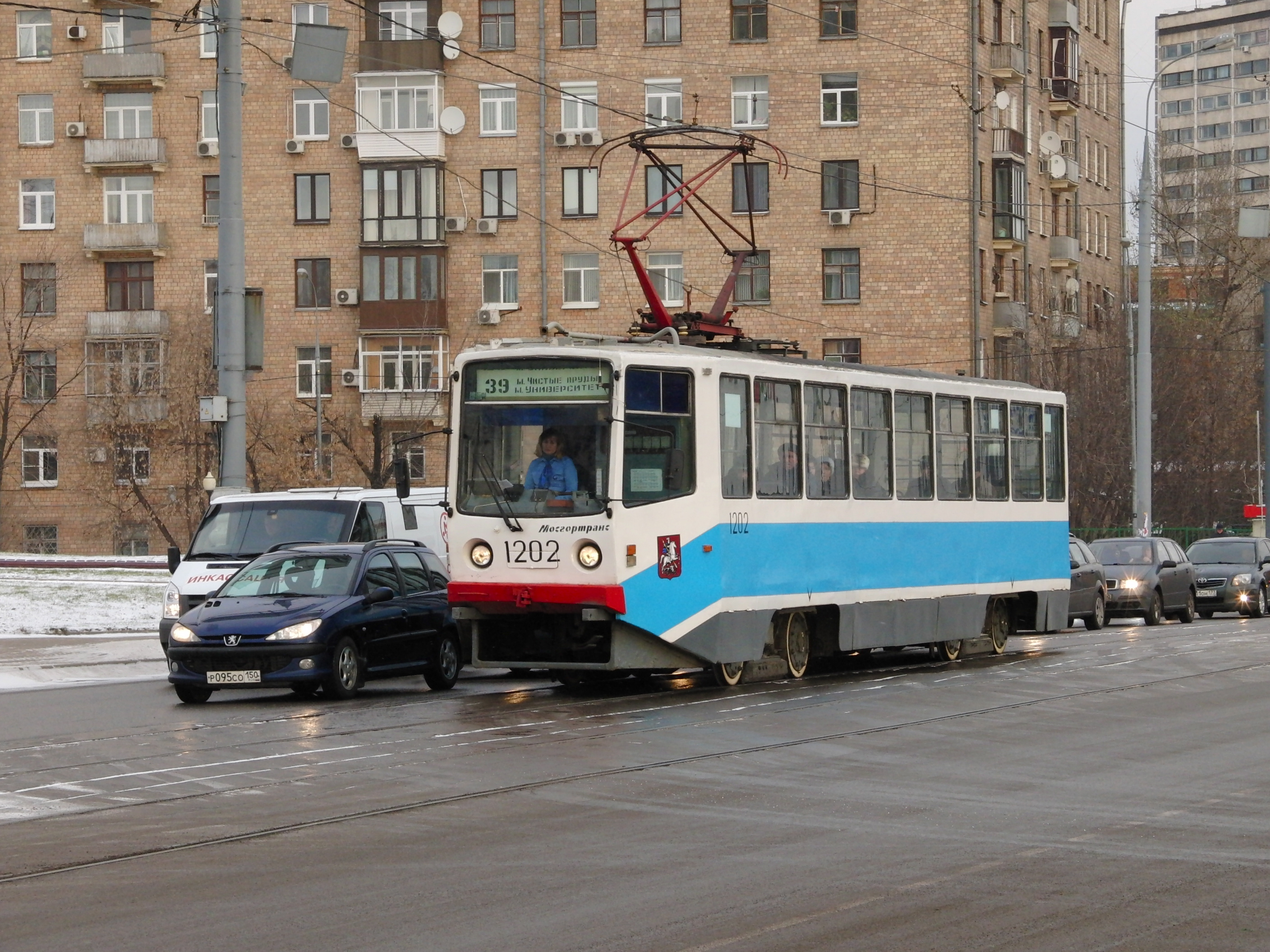
Tram op lijn 39, Vavilovastraat, 2010.
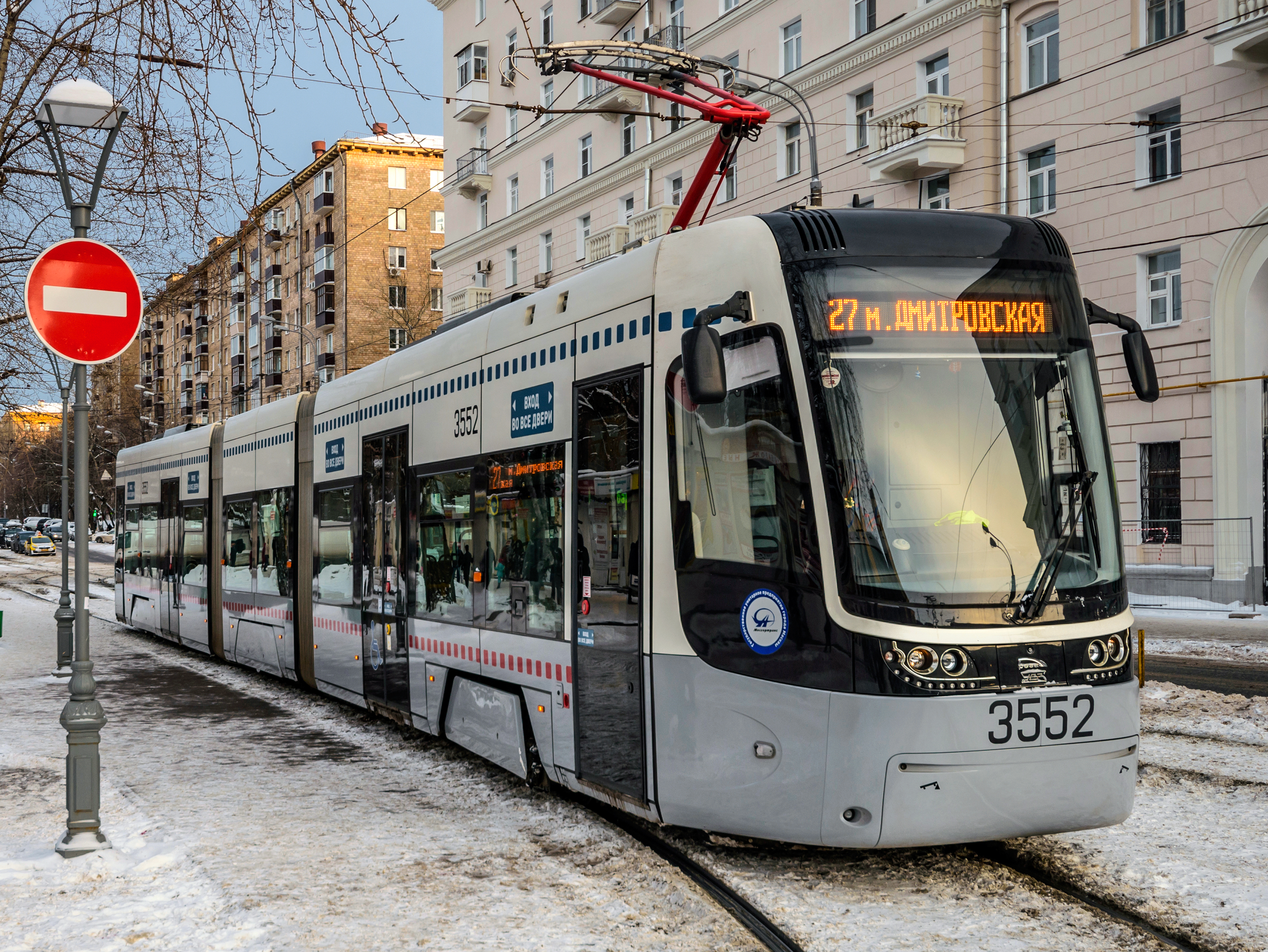
Een van de Twist trams die Pesa bouwde voor de tram van Moskou.

## Enkele tramtypes in Moskou

### Type KM motorwagens (nrs.2001-2247; 247 stuks)
Wellicht het bekendste vooroorlogse Moskouse tramtype is de grote vierassige motorwagenserie KM en de daarbij passende KP aanhangwagens. Het betreft een serie door de Kolomna-fabrieken gebouwde vierassige motorwagens op twee trucks die tussen 1926 en 1935 zijn afgeleverd en tot 1974 in dienst gebleven. Deze grote serie motorwagens is geïnspireerd op de Berlijnse GBS Maximum 30 motorwagens. De snelle ontwikkeling van de vervoersvraag en uitbreiding van het tramnet in de jaren 1920 vereiste een investering in rollend materieel dat tot op dat moment uit relatief kleine tweeassige eenheden bestond. (De grote middeninstapmotorwagens uit 1904, aangeschaft voor de lijnen over de Boulevardring werden in het begin van de jaren 1920 al buiten dienst gesteld). Het tractievermogen van de tweeassige motorwagens was onvoldoende om met twee bijwagens te kunnen rijden en hieraan was op vele lijnen wel behoefte. Daarnaast vereiste het heuvelachtige terrein van Moskou trams met een groot motorvermogen, vooral als met grote bijwagens werd gereden, en tevens een uitstekend remvermogen. De eerste twee proefwagens van deze serie (2001 en 2002) werden begin 1926 in de Kirov-remise afgeleverd. Tijdens het proefbedrijf bleken er nog vele wensen niet vervuld en er waren vooral met het acceleratie- en remvermogen hardnekkige problemen. Nadat deze echter opgelost waren, startte de serieproductie in 1929 op. Tot 1930 leverde de Kolomna-fabriek de trams, daarna die van Sormovsky. De trams waren gedeeltelijk van staal (beplating) en gedeeltelijk van hout (stoelen, raamwerk). Ze waren gebouwd voor eenrichtingsverkeer en hadden dus – in tegenstelling tot hun Berlijnse voorgangers – één bestuurdersplaats en aan één kant deuren. Deze waren enkelvoudig en bevonden zich aan het uiteinde van de wagen wat beide de passagierscirculatie niet bevorderde. De deuren moesten handmatig worden geopend. In eerste instantie had de bestuurder geen aparte ruimte, later is een cabine ingebouwd. De trams waren onverwarmd en er moest achterin worden ingestapt waar de conducteur een zitplaats had. Er waren 48 sta- en 38 zitplaatsen bij een lengte van 12,5 meter en een breedte van 2,15 meter. Het remsysteem was een Knorr pneumatisch systeem en de trams waren voorzien van de karakteristieke korte sleepbeugel. Er werd geen gebruik gemaakt van lijn- of nummerfilms, het bleef bij de ronde lijnnummerborden en kleine rechthoekige bestemmingsborden. In de dienstuitvoering bleken de trams zeer succesvol en ongevoelig voor storingen. Alleen de koppeling met de bijwagens bleek zwak. De trams werden niet vaak gekoppeld met KP-aanhangwagens maar wel met één of twee van het Type C en G (1925/30 gebouwd, nrs. 1401-1717) en deze stellen werden ingezet op de zeer drukke lijnen B, 2, 3, 12, 34, 47 en 49. Pas vanaf 1938 kregen deze wagens een elektrisch aangedreven ruitenwisser. Tijdens de Grote Oorlog zijn deze trams, net als de metrotreinstellen, uit Moskou geëvacueerd om te voorkomen dat ze zouden worden vernietigd of door de Duitsers in beslag genomen zouden worden als het door een verovering van Moskou zover zou komen. Na de oorlog zijn de wagens in de Sokolniki-fabriek gemoderniseerd. Er kwam voor de bestuurder een deur aan de linkerkant en de deuren voor de passagiers werden van een pneumatische bediening voorzien. De trams kregen nieuwe en zwaardere trucks waarmee de enigszins schuddende gang bij hoge snelheden werd tegengegaan; 2 nieuwe motoren met een capaciteit van 60 kW elk en nieuwe schakelkasten. Deze trams werden zelden zonder aanhangwagen(s) ingezet. Vanaf de jaren 1970 werden deze trams – door de instroom van Tatra T3 materieel – langzamerhand terzijde gesteld. De laatste diensten voerden zij uit op lijn 23 en nr.2170 is voor museumdoeleinden bewaard gebleven en gerestaureerd.

### Type KP aanhangwagens met middeninstap (nrs.2501-2814; 314 stuks)
Deze vierassige aanhangwagens op 2 trucks waren nodig om de grote stijging van het aantal passagiers in de jaren 1930 op te vangen. Hun uiterlijk was bijna gelijk aan de motorwagens Type KM maar ze waren ongeveer 15 cm lager. De Kolomna-fabrieken ontwikkelde 4 proefwagens die uitvoerig werden getest; de serieproductie werd echter door de Sormovo-fabrieken uitgevoerd. In de gehele serie waren nogal wat verschillen. Tientallen zijn uitgerust met een extra stel middendeuren, andere hadden deuren aan één kant maar er waren ook tweerichtingstrams met deuren aan beide zijdes. De passagiers werden geacht achterin bij de conducteur in te stappen maar als een wagen ook een middendeur had, kon men ook daar instappen wat wel de inzet van een extra conducteur betekende. In de dienstuitvoering bleek de deelserie met middendeuren aldus nogal duur en werden deze deuren afgesloten. De aanhangwagens waren op dezelfde manier opgebouwd als de motorwagens Type KM en hadden ook geen verwarming. De trams hadden een nogal rusteloze gang, waarschijnlijk veroorzaakte door een onvoldoende zware uitvoering van de trucks. Hun passagierscapaciteit was groot maar omdat merendeels alleen achter kan worden ingestapt, was er bij drukke haltes een groot oponthoud. Ze werden vooral gekoppeld met het Type BF-motorwagen. Zo ontstonden tramsamenstellingen met ongeveer dezelfde passagierscapaciteit (lange motorwagen met korte aanhangwagen en andersom). Vanaf 1951 begon Moskou deze trams aan andere steden over te dragen en nr.2556 is nu museumtram.

### Type MTV-82 (nrs.1090-1399 en 2250-2408; 468 stuks)
Wellicht het beroemdste en bekendste Moskouse tramtype is de MTV-82 tram. In 1945 bezat het Moskouse trambedrijf 972 motor- en 1214 bijwagens. De enige moderne trams waren van het type M-38 (60 vierassige stalen trams op 2 trucks met een PCC-achtig ontwerp; nrs. 1006-1065, die door de SVARZ en de Mytisjinski machinefabrieken gebouwd waren). In de laatste oorlogsjaren ontwikkelde het centralistische ‘Auto- en Motor Ontwikkelingsinstituut Moskou’ een uniform model carrosserie voor bussen en trolleybussen dat sterke gelijkenis vertoonde met de Amerikaanse Yellow Coach/GMC bussen. Dit ontwerp volgde op een opdracht om grote aantallen trolleybussen te bouwen omdat vele Russische trambedrijven na de oorlog over wilden stappen op trolleybusexploitatie. Omdat er onvoldoende motoren, banden en versnellingsbakken beschikbaar kwamen, werden de voltooide carrosserieën opgeslagen. Anton Livinenko, toenmalig hoofdingenieur van de Moskouse tram, stelde voor deze carrosserieën voor de tramproductie te gebruiken. In 1947 werden door vliegtuigfabriek nr.82 ‘Toesjino’ 25 trams op basis van deze trolleybuscarrosserie vervaardigd die 1065-1089 werden genummerd. De nieuwe trams (deelserie MTV-82A) waren zó breed – 2,5 meter – en hoekig dat er op vele plaatsen obstakels zoals bovenleidingsmasten in de weg stonden. Ze konden alleen ingezet worden op de lijnen 1, 18, 25 en 52 omdat deze voor de oorlog reeds waren aangepast voor het net zo brede type M-38. De MTV-82 is een stalen tram met een gewicht van 17,5 ton, een lengte van 13,6 meter, een hoogte van 3 meter en heeft 2 tweeassige trucks. De trams hebben aan beide uiteinden van de wagenbak een dubbele deur en er moest achterin worden ingestapt waar een opvangruimte was met een zittende conducteur. De wagen werd aangedreven door 4 motoren van 55KW elk. Het gehele remsysteem was pneumatisch. Er waren 55 zitplaatsen en de totale capaciteit bedroeg 120.
In de zomer van 1947 werd de serieproductie gestart met een gewijzigd front en achterzijde – iets smaller toelopend – zodat de breedteproblemen werden opgelost en de tram op iedere lijn kon worden ingezet. Het nieuwe model was ook 5 cm smaller dan de eerste serie, had 40 zitplaatsen, en daardoor een capaciteit van 140 passagiers, en had voor- en achter 2 grote deuren zodat 2 passagiers tegelijk konden in- en uitstappen. In 1947 werden 15 nieuwe trams afgeleverd, genummerd vanaf 1090, die aan de Bauman-remise werden toegewezen en konden worden ingezet op de lijnen 5, 39, 50 en 54. De eerste tram was net op tijd klaar ter gelegenheid van het 800-jarig bestaan van Moskou. In 1948 werden 189 nieuwe trams afgeleverd en zo kon vooroorlogs materieel worden afgestaan aan onder andere Kryvy Rih en Minsk. De nieuwe trams werden ook toegewezen aan de remises ‘Oktober’ en Apakov. In oktober 1948 werd de serieproductie van deze trams ook in Riga door de ‘Rīgas Vagonbūves Rūpnīca’-fabriek (RVR, Russisch: Рижский Вагонный Завод, РВЗ) opgepakt. De Moskouse trams bleven echter uit Toesjino komen en in de lente van 1950 waren er 453 afgeleverd. De eerste in Riga gebouwde MTV-82, nr.2250 arriveerde in 1951 in Moskou. In 1954 waren in totaal 469 trams van dit type in bedrijf. De eerste trams hadden een pantograaf maar deze werd snel door de karakteristieke korte Moskouse sleepbeugel vervangen. De kleurstelling was standaard rood met crème rond de ramen. Alle uiteindelijk 1707 door RVR gebouwde trams van dit type kregen deze kleurcombinatie. De trams bleken in de praktijk zeer succesvol, ze waren simpel van constructie, duurzaam en weinig storingsgevoelig. De indruk die de tram maakte was zo groot dat in 1949 een postzegel van 25 kopeken haar afbeelding kreeg. Vanaf 1954 werden de eerste trams reeds gemoderniseerd: de richtingaanwijzers werden vergroot; de bel werd vervangen door een luider exemplaar en de binnenverlichting werd helderder gemaakt. In de jaren 1960 werden de wagens enigszins gemoderniseerd en verdwenen ook de karakteristieke chromen versiering op het front en de busachtige bumpers. In 1961 werd de productie in Riga gestaakt om ruimte te maken voor de productie van de het nieuwe RVZ-6 trammodel. De laatste MTV-82 tram werd in 1983 uit dienst genomen en in Moskou is één exemplaar (1278) voor museumdoeleinden bewaard gebleven.

### Tatra Types T2 (nrs. 301-480; 180 stuks) en T3 (nrs. 481-2169, 2171-2222 en 5000-6016; 2759 stuks)
(In Moskou wordt dit type aangeduid als T3-SU waarbij SU staat voor Sovjet-Unie.)
Al gedurende de massaproductie van de Tatra T2 begon men in Praag met de ontwikkeling van een opvolger die ‘T3’ werd gedoopt. Het type, vierassig met duidelijke PCC-car invloeden, moest hetzelfde blijven maar er zouden technische verbeteringen moeten worden doorgevoerd. Men wilde op het gewicht van de trams besparen door sommige delen van de beplating van glasvezel-laminaat te maken, voor die tijd een revolutionaire oplossing. Niet alleen zou dit niet roesten, wat in de pekelrijke winters van het Oostblok een uitkomst zou zijn, het zou ook steviger en lichter zijn. Om het nieuwe materiaal brandveilig te maken werden voor de binnenbekleding grote hoeveelheden asbest gebruikt. De bestuurdersruimte werd fors vergroot en er werd een gebogen glasruit ontworpen die de tram een modern uiterlijk moest geven. In de praktijk bleek deze grote ruit ’s zomers nogal wat warmte te genereren en bleek met kleine botsingen al gauw zeer kwetsbaar. Het nieuwe model had ook een eigen verwarmingseenheid voor het passagiersgedeelte zodat hier geen motorwarmte meer voor werd gebruikt zoals in het T2-model. De gewichtsbesparing was ongeveer 1 ton. Het prototype T3 werd vanaf 1960 in Praag getest. Eind 1963 werden de eerste T3-trams naar Moskou verscheept. In datzelfde jaar kregen ook 34 andere Russische steden T3-trams. (Alleen in Leningrad bleef men hardnekkig weigeren T3-trams te kopen en bouwde men daar succesvol eigen trammodellen.) Het T3-model heeft waarschijnlijk het trambedrijf van Moskou van voortijdige afbraak en opheffing gered. De Russische industrie was niet bij machte, na de MTV-82, een moderne tram te ontwerpen en de experimenten met de EET-tram faalden allemaal. Men mocht zich wegens de heersende politieke wind en angst voor gezichtsverlies niet tot het ‘Westen’ wenden en moest binnen de eigen communistische invloedssfeer een oplossing vinden. De voor Moskou bestemde T3’s werden als een niet echt praktische model met alleen 2 dubbele deuren aan de beide uiteinden geleverd. Pas vanaf 1998 leverde Tatra een model aan Moskou dat ook twee middendeuren, op de plaats van de 4de ruit van voren af, had. Deze serie (T3A) besloeg echter slechts 23 stuks. De T3/T3A heeft een lengte van 14 meter en is 2,5 meter breed. Type T3 heeft 36 zitplaatsen, T3A 23 en respectievelijk 95 en 110 staanplaatsen. Elke as werd aangedreven door een eigen motor van 40 kW zodat er een goed acceleratievermogen was. Voor de passagiers was vooral de geelachtige TL-verlichting een in het oog springende vernieuwing en het feit dat er een afzonderlijke verwarming voor de passagiersruimte was betekende dat voor het eerst in de geschiedenis trams in Moskou dienstdeden waarvan de ramen bij vochtig weer niet besloegen of bevroren. De grootte van de ramen was ook een optische verbetering want tot dan had men het in Moskou met relatief kleine raampjes moeten doen. Een van de technische tekortkomingen was dat het ‘gaspedaal’ nogal eens bleef hangen waardoor de snelheid wel afnam – de tram liep dan in feite uit – maar dat remmen daarbij een zeer hoge temperatuur in de schakelkasten veroorzaakte. Dit kon dan tot kortsluiting leiden maar veroorzaakte in ieder geval nogal eens grote slijtage. Een vastzittend gaspedaal dat beremd werd gaf de wagen nogal eens een grote remschok en als het pedaal weer los schoot een schok in de andere richting. Dit was zeer oncomfortabel voor de passagiers en leidde eerst tot vele schrikreacties en klachten. Bij een dergelijk probleem had de bestuurder de instructie dat met een dergelijk defect niet mocht worden verder gereden. Voorts bleken de tractiemotoren nogal gevoelig voor water zodat uitval in de natte maanden niet ongewoon was. Blokkeren van de wielen kwam voor bij ongelijkmatig remmen waardoor de tram ging glijden en nogal eens tegen een halterende voorganger botste. Andersom was wielslip bij te snel accelereren ook een veel voorkomend probleem wat tot oververhitting van de accelerator en kortsluiting kon leiden. Dit was vooral onervarenheid van bestuurders. Over het algemeen was men echter zeer tevreden met dit type tram. Doordat er op de Tatra-directie door de Russische vervoersbedrijven druk werd uitgeoefend zo lang als mogelijk T3’s te leveren, vooral omdat ze zo succesvol waren, werd de doorontwikkeling naar een moderner type hierdoor gefrustreerd. In totaal 11.358 T3’s vonden hun weg naar Russische steden voordat Tatra met het Type T5 op de markt kon komen. De T3’s die Moskou vanaf het midden van de jaren 1990 ging afstoten vonden gretig aftrek in steden als Odessa, Orel en Toela. De bestuurders roemden de trams om hun grote motorcapaciteit en rustige gang. Ook beviel de pedaalbesturing – ook een door Tatra gekopieerde PCC-car-eigenschap – zeer goed.

### KTM Types (Type 5, 3 stuks; Type 8, 167 stuks; Type 8M, 187 stuks; Type 19k, 127 stuks; Type 19KT, 97 stuks)
Het prototype KTM tram reed al in 1963 in Tsjeljabinsk (Russisch: Челя́бинск) en was voorbestemd na de MTV-82 trams de nieuwe Russische standaardtram te worden. Ook dit was een op PCC-technieken gebaseerd ontwerp op 2 trucks met 6 grote zijruiten en, voor het eerst, een groot stel middendeuren. Dit type kon echter niet in productie worden genomen omdat het te duur zou worden. De KTM-tram werd vanaf 1969 geproduceerd en in totaal werden er 14.369 van afgeleverd. Had het prototype elegante vormen; het uiteindelijke massaproduct was een rijdende doos. De hoekige kast bestond uit plastic platen en de deuren waren schuifdeuren die aan de buitenkant uit de kast uitstaken. Ze hingen aan een rail. De afwerking was uiterst rudimentair. Om de passagierscirculatie te bevorderen waren er 3 of 4 deuren aangebracht en zo min mogelijk (keiharde) zitplaatsen. In Moskou kwam het KTM-5 model slechts tot 3 exemplaren maar het niet veel verschillende Type 8/8M bracht het tot 344 stuks. Dit model zag er qua uiterlijk iets moderner uit, een gebogen voorruit bijvoorbeeld, maar was technisch hetzelfde. Bij dit model was over de hele lengte van de tram aan het dak een grote rail aangebracht waarin de schuifdeuren hingen die op die manier open konden glijden. Beide types waren 15 meter lang en 2,5 meter breed en hadden 32 zitplaatsen. Volgens opgaaf konden er 180 passagiers in staan bij een (niet voorstelbare) hoeveelheid van 8 personen per m². Ze waren uitgerust met 4 motoren van 45 kW elk. In 1992 werd de laatste KTM-8 tram geproduceerd.
Na de ineenstorting van de Sovjet-Unie in de jaren 1990 waren de standaardtrams feitelijk Tatra trams van het type T3 en T6 (op Leningrad/St. Petersburg na). Nieuwe trams uit Tsjechië konden wegens een gebrek aan financiële middelen niet meer worden betaald en ook vanwege het feit dat de Tatra-fabrieken gestopt waren met de productie van breedspoor-trucks was aankoop uitgesloten. Het Type 19 is in gebruik sinds 1994 en werd gebouwd door de Ust-Katawskiej fabrieken. Het is de laatste ontwikkeling in dit tramtype en nadat de fabriek enkele prototypes had geproduceerd, werd de massaproductie opgepakt. Het grootste verschil met de types 5 en 8 is dat Type 19 vouwdeuren heeft analoog naar de wijze waarop (trolley)bussen ze hebben. Het is een 15,4 meter lange en 2,5 meter brede tram met 30 zit- en 150 staanplaatsen. Alle zitplaatsen zijn in de rijrichting geplaatst en er is een gedeelte met dubbele zitplaatsen in de voorkant van de tram. De bakconstructie is zeer simpel en zeer licht gehouden zodat op gewicht kan worden bespaard. Het is mogelijk maximaal 4 van deze trams te koppelen; dit blijft in Moskou beperkt tot 2. Vergeleken met trams die tegelijkertijd in West-Europa werden gefabriceerd is dit type tram echter achterhaald. Het hoge stroomverbruik; de hoge vloer en de afwerkingskwaliteit zijn beneden de normale standaard. Per strekkende meter kost dit type echter 25% van een strekkende meter tram van West-Europese makelij.

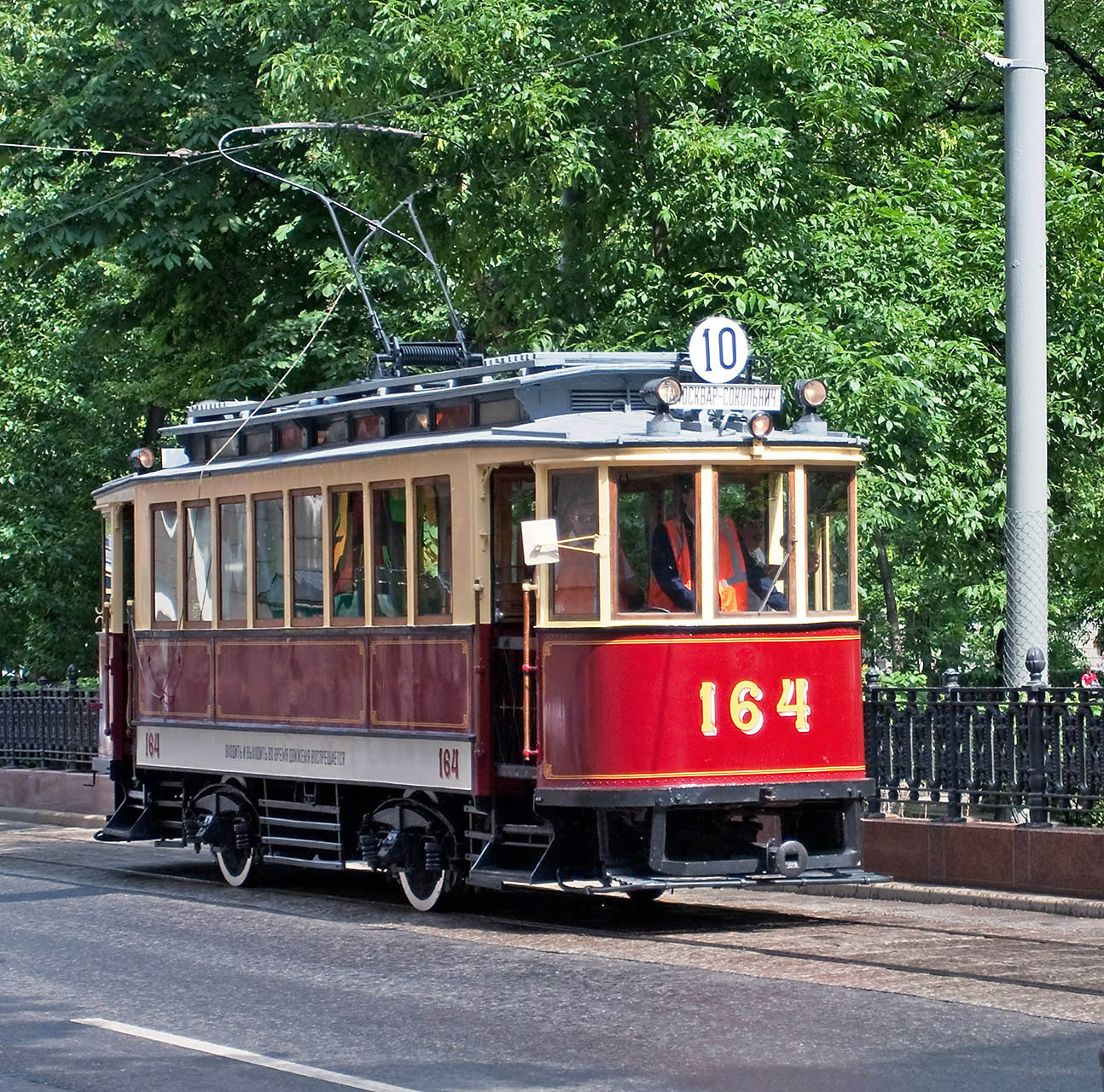
Motorwagen van het F-Type. Deze trams hadden 2 eenassige onderstellen.
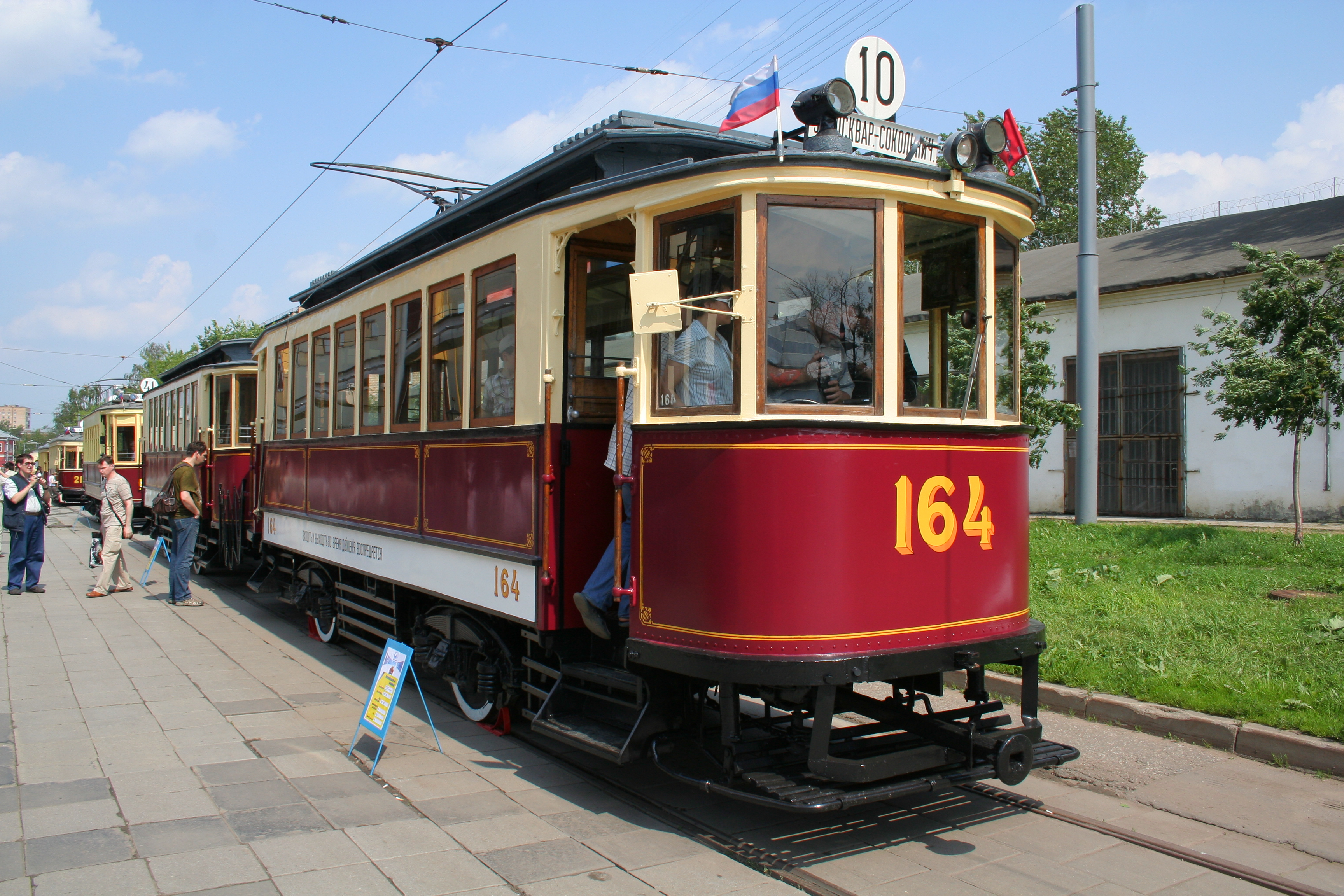
Een door Kolomna gebouwde F motorwagen.
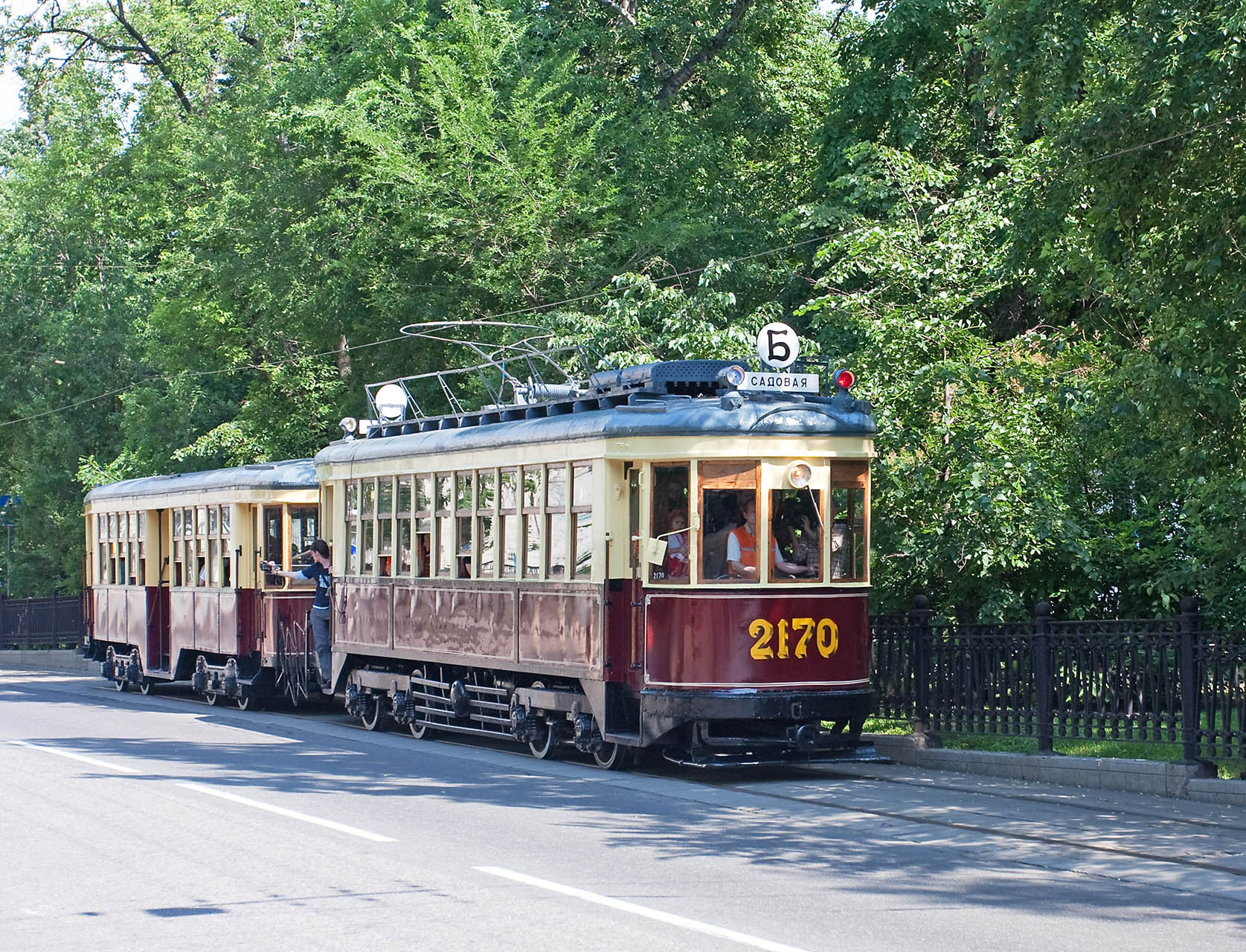
Grote vierassige motorwagen, Type KM, en vierassige aanhangwagen van het KP Type.
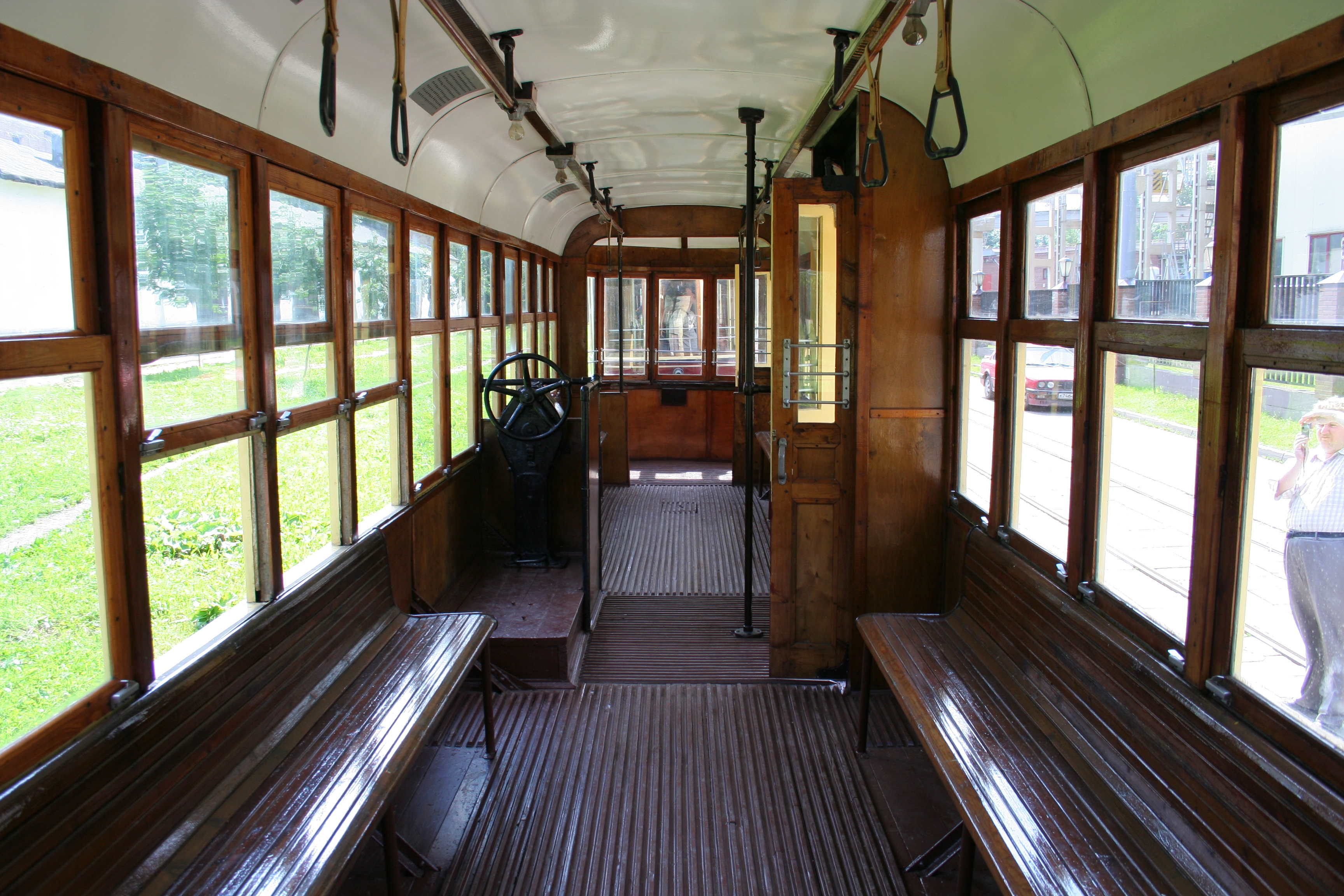
Interieur van een vierassige wagen.
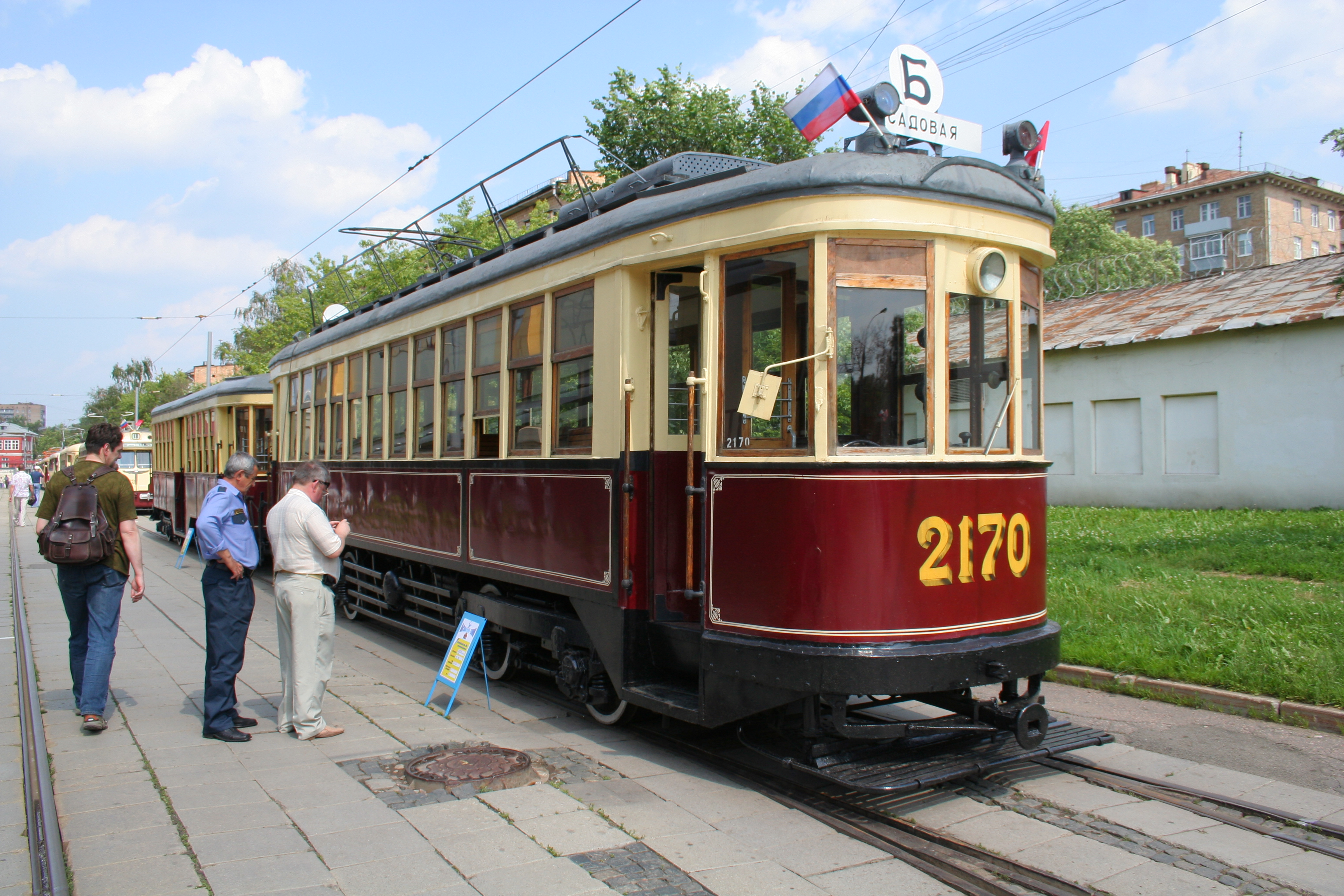
Exterieur van de KM museumwagen.
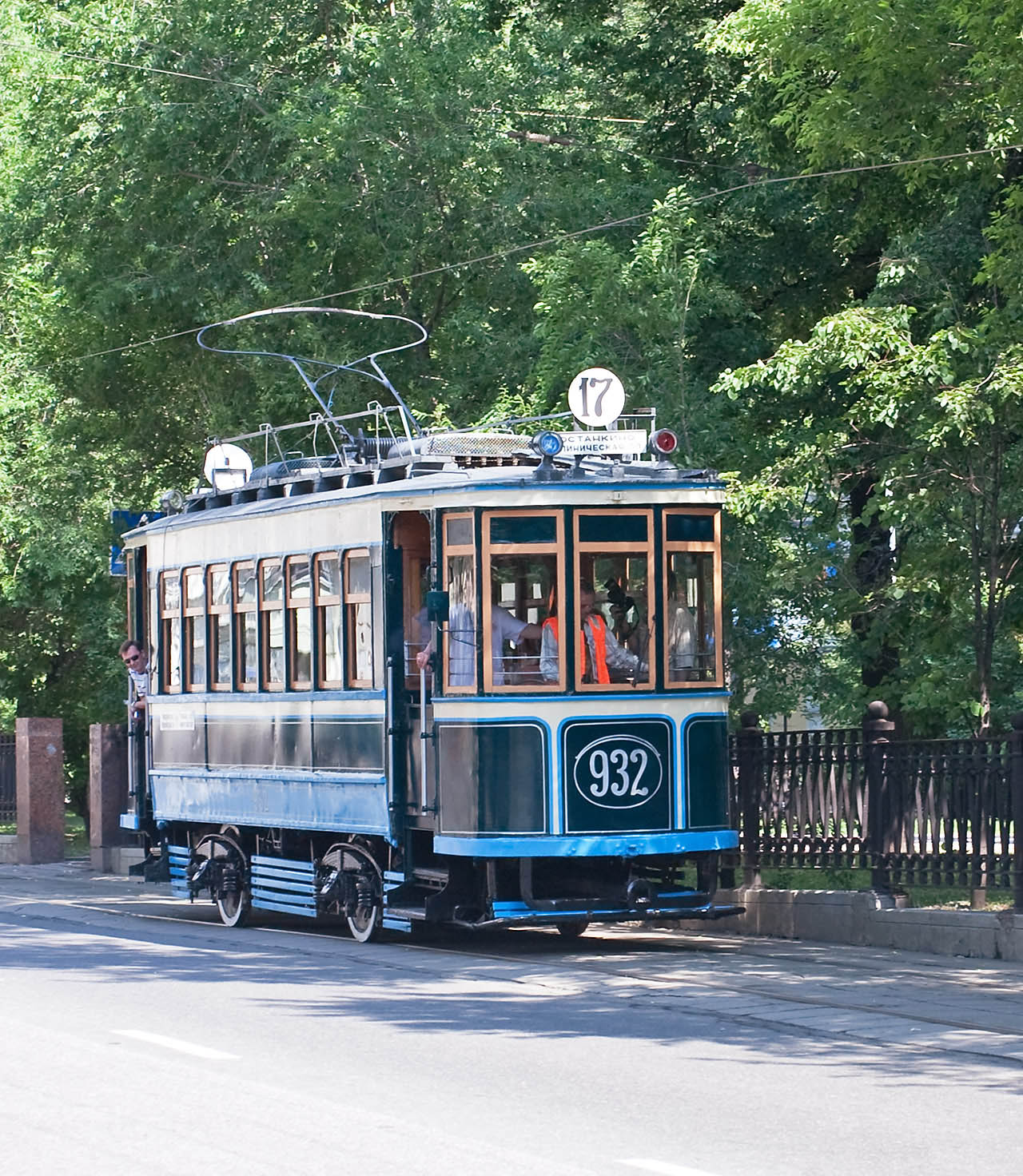
Motorwagen van het BF-Type.
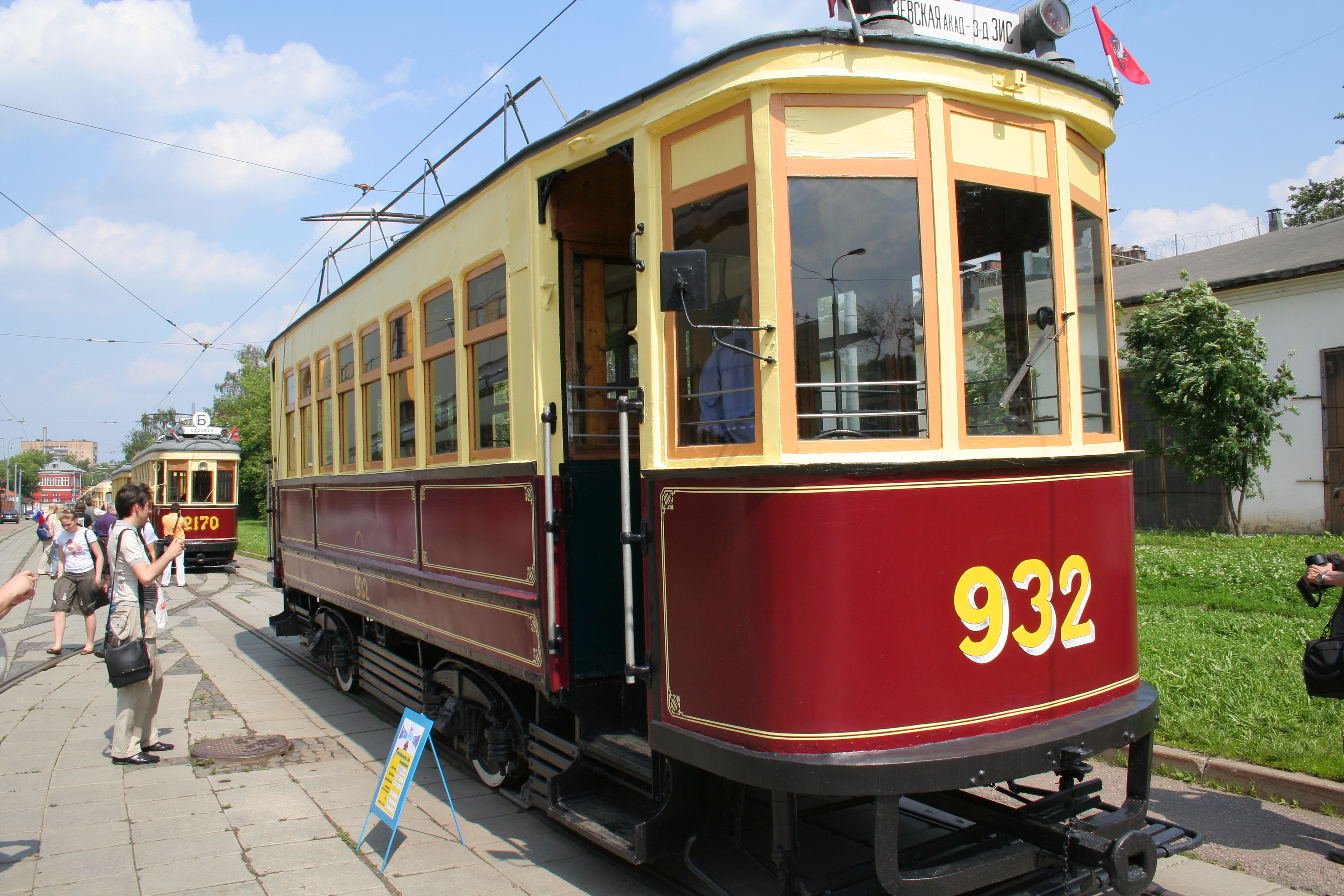
Een BF Type motorwagen.
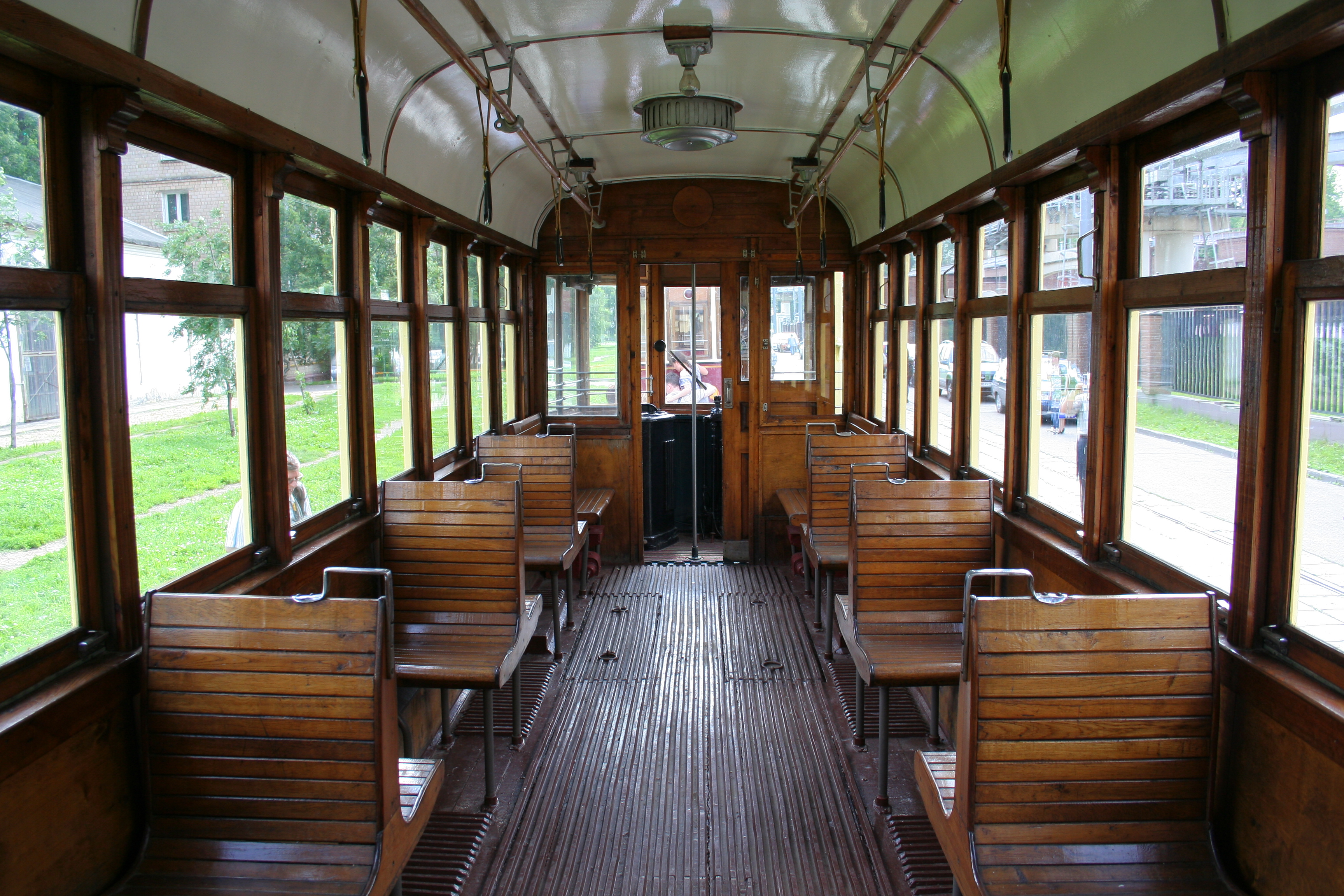
Interieur van een door de Kolomna fabrieken gebouwde BF-motorwagen.
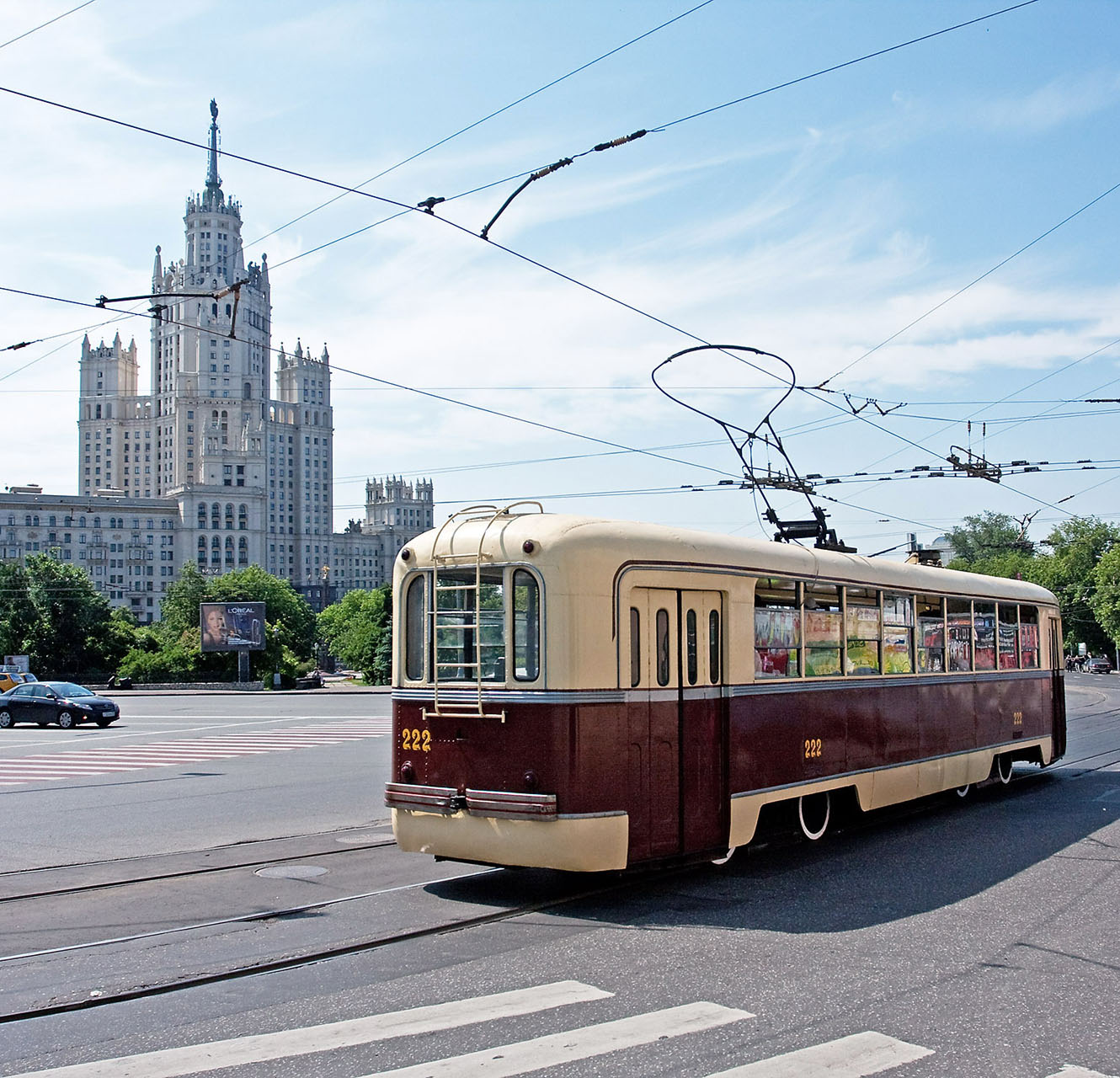
Achterkant van een tram van het RVZ-6 Type.
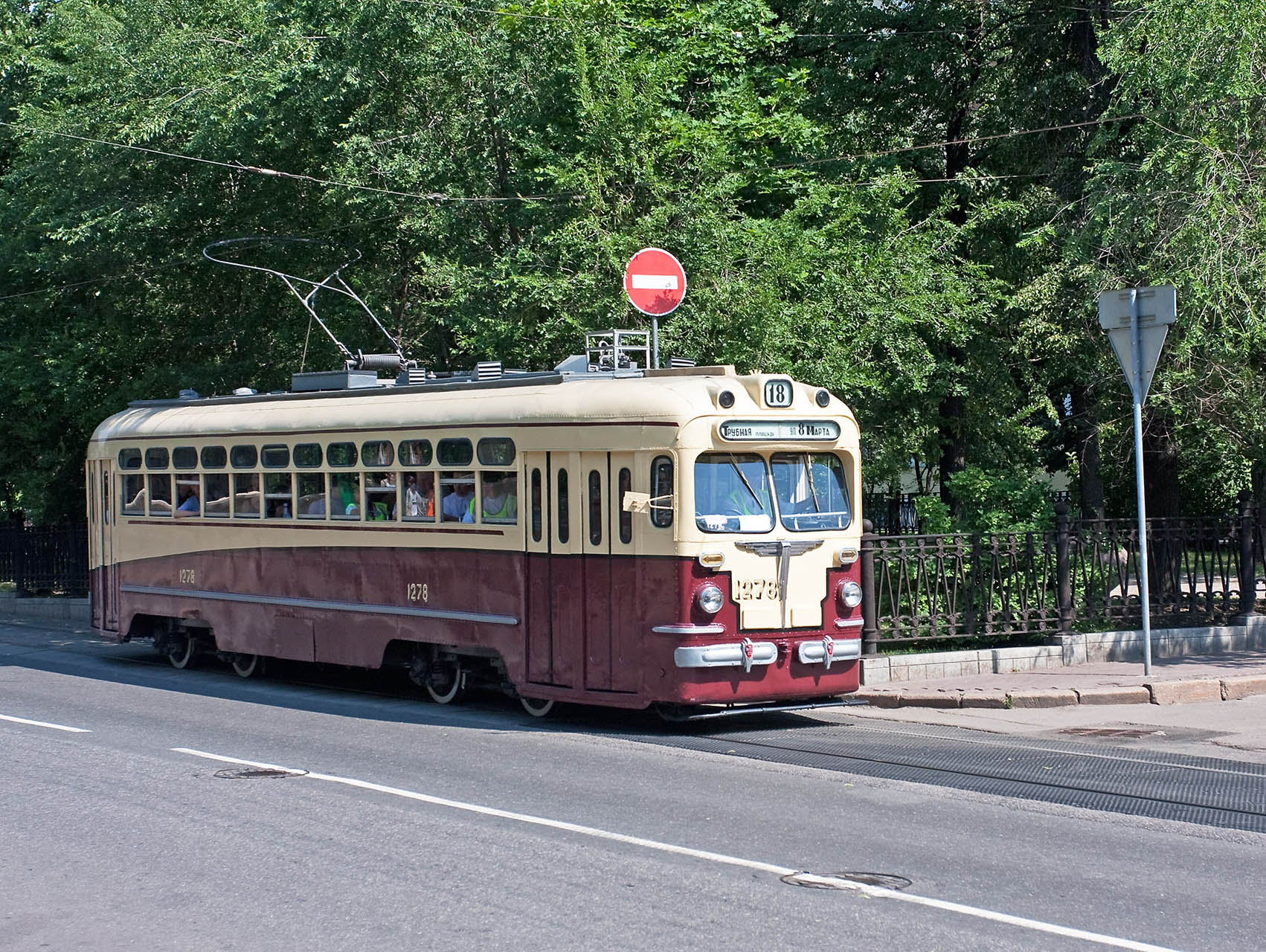
MTV-82 tram waarvan er meer dan 450 op de baan kwamen.
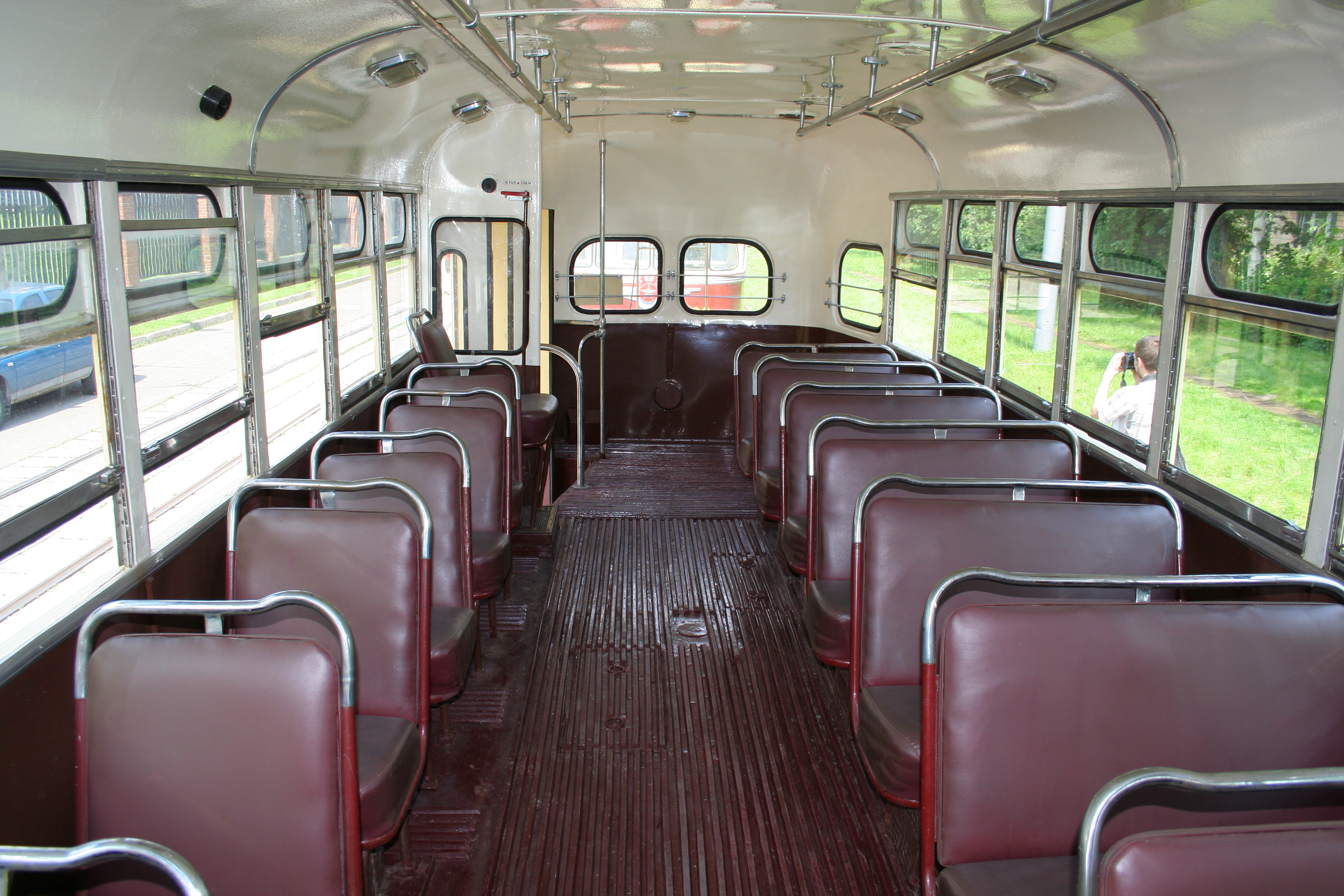
Interieur van een luxueuze, door Toesjino gebouwde, MTV-82 tram.